# Karl Marx
Karl Heinrich Marx (Tréveris, 5 de mayo de 1818-Londres, 14 de marzo de 1883), conocido en el mundo hispano como Carlos Enrique Marx, fue un filósofo, economista, sociólogo, historiador, periodista, intelectual y político comunista de origen alemán. En su vasta e influyente obra abarca diferentes campos del pensamiento en la filosofía, la historia, la ciencia política, la sociología y la economía; aunque no limitó su trabajo solamente a la investigación, pues además incursionó en la práctica del periodismo y la política, proponiendo siempre en su pensamiento una unión entre teoría y práctica (praxis). Su interés fundamental se situó en la búsqueda tanto del conocimiento como del desarrollo de las condiciones para la emancipación de la clase trabajadora respecto de la patronal y de las leyes de acumulación de los capitales encarnados en ella.
Junto a Friedrich Engels, es el padre del socialismo científico, comunismo moderno, marxismo y materialismo histórico. Sus obras más conocidas son el Manifiesto del Partido Comunista y El capital (publicados los tomos II y III póstumamente). Marx es también citado junto a Émile Durkheim y a Max Weber como uno de los tres principales arquitectos de la ciencia social moderna; a la vez, junto con Friedrich Nietzsche y Sigmund Freud, es visto como uno de los tres maestros del siglo XIX de la "escuela de la sospecha" por Paul Ricoeur. También ha sido descrito como una de las figuras más influyentes de historia. En una encuesta de la BBC de 1999, fue votado como el "mayor pensador del Milenio" por personas de todo el mundo.
Nacido en el seno de una familia judío conversa de clase media de la ciudad renana de Tréveris —entonces recientemente incorporada al reino de Prusia—, fue a estudiar a la Universidad de Bonn y en la Universidad Humboldt de Berlín, donde se interesó en las ideas filosóficas de los jóvenes hegelianos. En 1836, se comprometió con Jenny von Westphalen, casándose con ella en 1843. Tras la finalización de sus estudios, escribió para un diario liberal, la Gaceta Renana (Rheinische Zeitung), donde comenzó a utilizar conceptos hegelianos de la dialéctica para influir en sus ideas sobre el socialismo. Se trasladó a París en 1843 y comenzó a colaborar con otros periódicos radicales, como los Anales franco-alemanes (Deutsch-französische Jahrbücher) y Adelante! (Vorwärts!), así como una serie de libros, algunos de ellos coescritos con Engels.
Estuvo exiliado en Bruselas-Bélgica en 1845, donde se convirtió en una figura importante de la Liga de los Comunistas, antes de regresar a Colonia, donde fundó su propio periódico, la Nueva Gaceta Renana (Neue Rheinische Zeitung) y escribió el Manifiesto del Partido Comunista (1848) en coautoría con Engels. Se le expulsó una vez más en 1849 y se trasladó a Londres junto con su esposa Jenny y sus hijos. Allí, la familia se redujo a la pobreza, pero Marx siguió escribiendo y formulando sus teorías sobre la naturaleza de la sociedad y cómo creía que podría mejorarse El 18 de brumario de Luis Bonaparte (1852) y El capital (1867); así como una campaña por el socialismo, convirtiéndose en una figura destacada de la principal organización de los trabajadores, la Primera Internacional, en la que luchó contra la influencia de los anarquistas liderados por Mijaíl Bakunin. En su Crítica del Programa de Gotha (1875), Marx escribió sobre la revolución, el Estado y la transición al comunismo. Murió apátrida en 1883 y fue enterrado en el cementerio de Highgate.
Las teorías de Marx sobre la sociedad, la economía y la política, que se conocen colectivamente como el marxismo, sostienen que todas las sociedades avanzan a través de la dialéctica de la lucha de clases, sistema basado en la dialéctica de Georg Hegel pero con un enfoque materialista y de praxis. Fue muy crítico de la forma socioeconómica vigente de la sociedad, el capitalismo (a la que Lenin llamó la "dictadura de la burguesía"), afirmando que se llevaba a cabo por las acaudaladas clases dueñas de los medios de producción para su propio beneficio. Teorizó que, como en los anteriores sistemas socioeconómicos, inevitablemente se producirían tensiones internas, producidas por las leyes dialécticas, que lo llevarían a su reemplazo por un nuevo sistema a cargo de una nueva clase social, el proletariado. Sostuvo que la sociedad bajo el socialismo sería regida por la clase obrera en lo que llamó la "dictadura del proletariado" (a la que posteriormente se llamará "socialismo" o "Estado socialista"). Creía que el socialismo sería, a su vez, finalmente reemplazado por una sociedad sin Estado y sin clases llamada comunismo. Junto con la creencia en la inevitabilidad del socialismo y del comunismo, Marx luchó activamente por la aplicación del primero (el socialismo), argumentando que los teóricos sociales y las personas desfavorecidas debían realizar una acción revolucionaria organizada para derrocar el capitalismo y lograr un cambio socioeconómico.
Los escritos de Marx siempre recibieron relativa atención, sin embargo sus ideas comenzaron a ejercer una gran influencia sobre los movimientos socialistas de finales del siglo XIX y comienzos del siglo XX. Lenin fue el primer teórico-práctico que intentó desarrollar el pensamiento de Marx en la práctica. Los llamados gobiernos revolucionarios socialistas tomaron el poder en una variedad de países a lo largo del siglo XX, llevando a la formación de Estados como la Unión Soviética en 1922 y la República Popular China en 1949, con diversas variantes teóricas desarrolladas, tales como el leninismo y el maoísmo.

## Biografía

### Primeros años

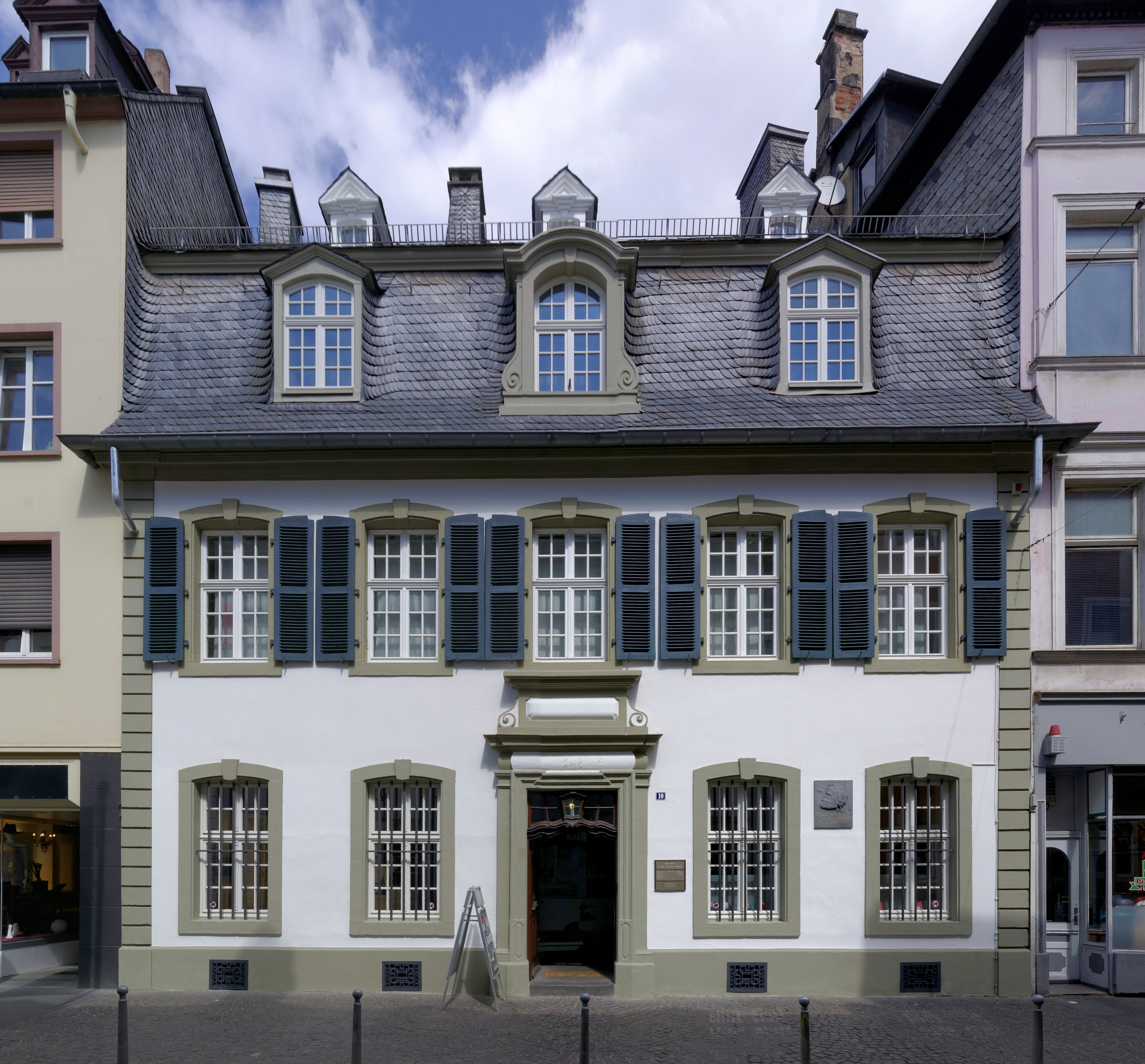
La casa donde nació Karl Marx, en Tréveris, que ahora es un museo dedicado a él.

Karl Marx nació el 5 de mayo de 1818, hijo de Heinrich Marx y Henriette Pressburg. Nació en la casa número 664 de la calle Brückengasse (hoy Brückenstraße número 10) en Trier (hoy    Tréveris) una antigua ciudad que entonces formaba parte de la provincia del Rin del antiguo Reino de Prusia. La familia de Marx era originalmente del judaísmo secular, pero formalmente se había convertido a la Cristianización antes de su nacimiento. Su abuelo materno era un rabino neerlandés, mientras que su línea paterna había proporcionado rabinos a Trier desde 1723, un papel asumido por su abuelo Merier Halevi Marx. Su padre, conocido de niño como Herschel, fue el primero en la línea en recibir una educación secular. Se convirtió en abogado con un ingreso cómodo de clase media alta y la familia poseía una serie de viñedos en Mosela.
El padre de Karl, Herschel Mordechai, sería el primero en la línea en recibir una educación laica. Herschel pertenecía a una clase media relativamente próspera, era poseedor de algunos viñedos en Mosela. Se convirtió del judaísmo al protestantismo luterano para evitar las restricciones antisemitas, antes del nacimiento de su hijo, y tomó un nombre alemán: Heinrich, además del nombre judío Herschel. Era un hombre inclinado a la Ilustración, estaba interesado en las ideas de los filósofos Immanuel Kant y Voltaire, y participó en las agitaciones por una constitución y reformas en Prusia, que en ese momento era gobernada por una monarquía absoluta. En 1815, comenzó a trabajar como abogado y en 1819 se trasladó con su familia de un apartamento alquilado de cinco habitaciones a una propiedad de diez habitaciones cerca de la Porta Nigra. Karl "estaba apegado profundamente a su padre", según testimonios de su hija Eleanor, y "nunca se cansaba de hablar de él". La madre de Karl, Henrietta Pressburg, era una judío-neerlandesa que, a diferencia de su marido, era semianalfabeta. Afirmó que sufría de un "excesivo amor materno", dedicando mucho tiempo a su familia e insistiendo en la limpieza dentro de su hogar. Ella provenía, sin embargo, de una familia de prósperos negociantes: más tarde su familia fundó la empresa Philips Electronics. Fue tía abuela de Anton y Gerard Philips y tía bisabuela de Frits Philips.

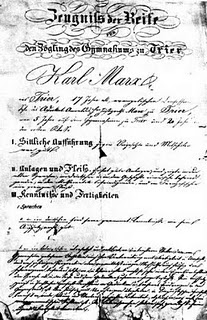
Certificado de transferencia de Marx de la Universidad de Bonn.

Poco se sabe sobre la infancia de Karl Marx. Era el tercero de nueve hermanos. Al morir su hermano, Moritz, en 1819, se convirtió en el mayor. Fue bautizado en 1824, como el resto de sus hermanos, Sophie, Hermann, Henriette, Loussie, Emille y Karoline; en la iglesia luterana. Marx «tenía un enorme apego a su padre (Heinrich). Jamás se cansaba de hablar de él y siempre llevaba encima una fotografía suya». Se educó en casa hasta que en 1830 entró en el Instituto de Tréveris (en alemán Trier) donde su maestro fue Hugo Wyttenbach, amigo de su padre. Wyttenbach había empleado a muchos humanistas liberales como profesores, algo que enfureció al gobierno. La policía asaltó el colegio en 1832 cuando descubrió que se distribuía a los alumnos literatura que apoyaba el liberalismo. Se consideró desacato a la autoridad por lo que las autoridades propusieron reformas y remplazaron a la mayoría de la plantilla.

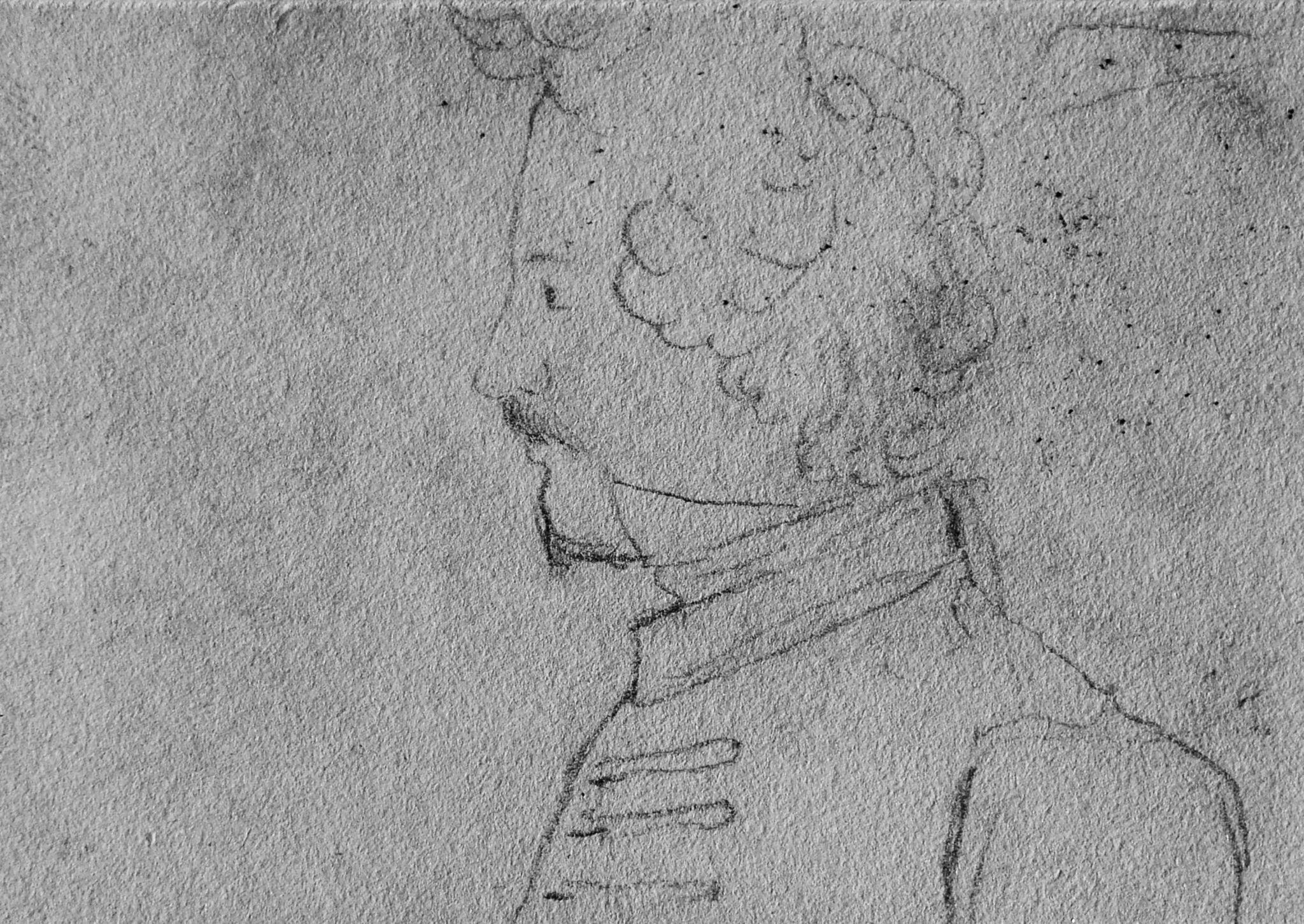
Primer retrato de Karl Marx (c.1835), dibujado durante sus estudios en la Universidad de Bonn por su amigo Heinrich Rosbach.

En octubre de 1835, Karl, que tenía diecisiete años, fue a la Universidad de Bonn, donde deseaba estudiar filosofía y literatura, pero su padre insistió en el derecho como campo de estudio más práctico. Marx abrazó un deísmo radical y la idea del progreso como camino a la libertad y perfección en sus primeros escritos como «Reflexiones de un adolescente al elegir profesión» (Betrachtung eines Jünglings bei der Wahl eines Berufes) y «Unión de los Creyentes en Cristo de acuerdo con Juan 15: 1-14, mostrando sus bases y esencia, como su absoluta necesidad y sus efectos» (Vereinigung der Gläubigen mit Christo nach Joh. 15. 1-14, in ihren Grund und Wesen, in ihrer Wirkungen dargestellt). Fue capaz de evitar el servicio militar cuando cumplió los 18 años porque sufría de "debilidad de pecho". Siendo aficionado a las bebidas alcohólicas en Bonn, se unió al Club de la Taberna de Tréveris (Landsmannschaft der Treveraner), una asociación de bebedores donde en cierto momento llegó a ser su copresidente. Marx no tenía interés en estudiar derecho y, debido a sus malas notas, su padre lo obligó a transferirse a la mucho más seria y académicamente orientada Universidad de Berlín, donde sus estudios de derecho se hicieron menos importantes que las incursiones en la filosofía y la historia.

### Hegelianismo y activismo temprano

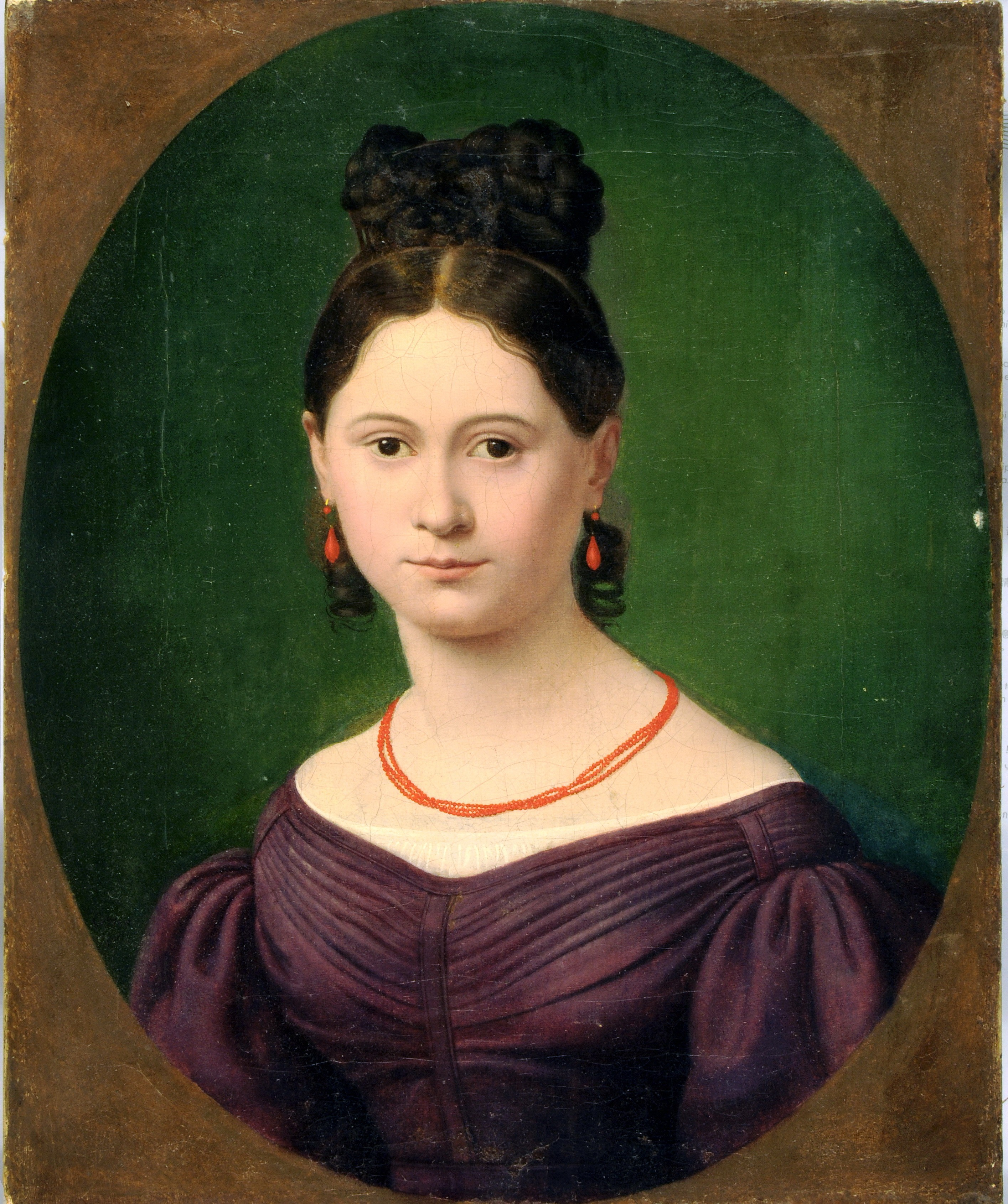
Jenny von Westphalen en la década de 1830.

En 1836, a los 18 años, Marx se comprometió con Jenny von Westphalen, una baronesa de la clase dirigente prusiana que rompió su compromiso con un joven alférez aristocrático para estar con él. Su futuro matrimonio carecía en las convenciones sociales entonces dominantes, ya que era un matrimonio entre una hija de un origen noble y un hombre de origen judío, así como entre individuos que pertenecían a la clase media y media alta (aristocracia) respectivamente. Estas cuestiones se redujeron por la amistad de Marx con el padre de Jenny, el barón Ludwig von Westphalen, un aristócrata de pensamiento liberal, con quien entabló una amistad. Años más tarde, Marx le dedicará su tesis doctoral titulada Diferencia de la filosofía de la naturaleza en Demócrito y Epicuro. La pareja se casó siete años más tarde en Alemania, el 19 de junio de 1843, en la iglesia de San Pablo en Bad Kreuznach.
Marx se interesó de una forma crítica por la obra del filósofo alemán G. W. F. Hegel (1770-1831), cuyas ideas fueron ampliamente debatidas entre los círculos filosóficos europeos de la época. Marx escribió que se sentía enfermo debido a "su disgusto por tener que hacer un ídolo de un punto de vista que detestaba".
Se involucró con un grupo de pensadores radicales conocidos como los jóvenes hegelianos, que se reunían en torno a Ludwig Feuerbach y el teólogo Bruno Bauer. Los jóvenes hegelianos se identificaban con el liberalismo y su oposición radical del régimen prusiano los llevó a constantes choques con las autoridades. Al igual que Marx, fueron críticos de los supuestos metafísicos de Hegel, pero aun así adoptaron su método dialéctico con el fin de criticar a la sociedad, a la política y a la religión establecida. Marx se hizo amigo de Bauer que vio muy pronto en él a un colega de igual rango, a quien podía consultar sobre cualquier problema de la época, aun en lo referente a lo personal. Durante ese período, Marx se centró en su crítica a Hegel y a algunos otros jóvenes hegelianos.
Marx también escribió para su propio disfrute obras tanto de ficción como de no-ficción. En 1837, completó una novela corta titulada Escorpión y Félix; un drama titulado Oulanem; y algunos poemas, de los cuales ninguno fue publicado. Pronto dejó de escribir ficción para realizar otras actividades, incluyendo el aprendizaje del inglés e italiano.
Estaba profundamente comprometido en escribir su tesis doctoral, Diferencia de la filosofía de la naturaleza en Demócrito y Epicuro, que terminó en 1841, año que significó para Marx el paso a la edad adulta. En ella defendía en especial el ateísmo de Epicuro, un filósofo de la Antigüedad y franco oponente de la creencia en un dios y, como tal, fue polémica; particularmente entre los profesores conservadores de la Universidad de Berlín. Por este motivo Marx decidió presentarla en la más liberal Universidad de Jena, cuya facultad le otorgó el doctorado.
De considerar una carrera académica, Marx se volcó al periodismo, trasladándose a la ciudad de Colonia en 1842, donde comenzó a escribir para el periódico radical Gaceta Renana (Rheinische Zeitung) y expresó sus opiniones cada vez más socialistas sobre la política. Sus primeras colaboraciones fue una defensa de la libertad de prensa y la libertad de comercio. En esta época fue discípulo de Moritz "Moses" Hess, persona que influyó mucho en su ideología y quien le presentaría a Friedrich Engels. Criticó a los gobiernos de Europa y sus políticas, pero también a los liberales y a otros miembros del movimiento socialista cuyas ideas le parecían ineficaces o totalmente antisocialistas. El periódico finalmente atrajo la atención de los censores del gobierno prusiano, que revisaron cada tema que fuera material potencialmente sedicioso antes de que pudiese ser impreso. Después de que el periódico publicó un artículo criticando fuertemente a la monarquía en Rusia, el zar ruso Nicolás I, un aliado de la monarquía prusiana, pidió que la Gaceta Renana fuera prohibida. El gobierno prusiano cerró el periódico en 1843. Marx escribió un artículo para la revista de los jóvenes hegelianos, Deutsche Jahrbücher, en el que criticó las instrucciones de censura emitidas por el rey prusiano Federico Guillermo IV. Poco después su artículo fue censurado y el periódico cerrado por las autoridades.
En 1843, Marx publicó la obra Sobre la cuestión judía, en la que hizo una distinción entre la emancipación política y la humana. También examinó el papel de la práctica religiosa en la sociedad. Ese mismo año publicó Crítica de la filosofía del derecho de Hegel, donde se ocupó más sustancialmente de la religión, describiéndola como "el opio del pueblo". Completó las dos obras poco antes de abandonar Colonia.

### El periodo en París
Tras el cierre impuesto por el gobierno de la Gaceta Renana, Marx se involucró con un nuevo periódico radical, los Anuarios franco-alemanes (Deutsch-französische Jahrbücher), que hasta entonces era llevado adelante por Arnold Ruge, otro revolucionario socialista alemán. El periódico no estaba localizado en Alemania, sino en la ciudad de París, en Francia, y fue aquí donde Marx y su esposa se trasladaron en octubre de 1843. En un principio vivieron con Ruge y su esposa comunalmente en la Rue Vaneau 23, pero al encontrar difíciles estas condiciones de vida, la familia Marx se mudó tras el nacimiento de su hija Jenny en 1844. Allí, Marx leyó a los socialistas utópicos franceses Saint-Simon, Cabet y Fourier, junto a los economistas ingleses Adam Smith y David Ricardo.
A pesar de que los Anales franco-alemanes pretendía atraer a escritores tanto de Francia como de los Estados alemanes, fue dominado por estos últimos, excepto por el único escritor no alemán que era el exiliado ruso anarcocolectivista Mijaíl Bakunin. El periódico fue relativamente exitoso, en gran parte debido a la inclusión de las odas satíricas de Heinrich Heine sobre el rey Luis I de Baviera, lo que hizo que las copias enviadas a Alemania fueran confiscadas por la policía del Estado.
Fue en París donde, el 28 de agosto de 1844, Marx conoció al socialista alemán Friedrich Engels en el Café de la Régence luego de haberse interesado en las ideas que Marx había expresado en los artículos escritos para la Gaceta Renana y los Anales franco-alemanes. A pesar de que tuvieron una breve reunión en las oficinas de la Gaceta Renana en 1842, fue aquí en París que comenzaron su amistad, la cual duraría el resto de sus vidas. Engels le mostró a Marx su libro recientemente publicado con el título de La situación de la clase obrera en Inglaterra, que convenció a Marx de que la clase obrera sería el agente y el instrumento de la última revolución en la historia. Pronto Marx y Engels se dedicaron a escribir una crítica de las ideas filosóficas del antiguo amigo de Marx, el joven hegeliano Bruno Bauer, que se publicaría en 1845 como La sagrada familia. Aunque Marx fue crítico de Bauer, fue influenciado cada vez más por las ideas de los otros jóvenes hegelianos como Max Stirner y Ludwig Feuerbach, pero finalmente también acabó abandonando el materialismo feuerbachiano.

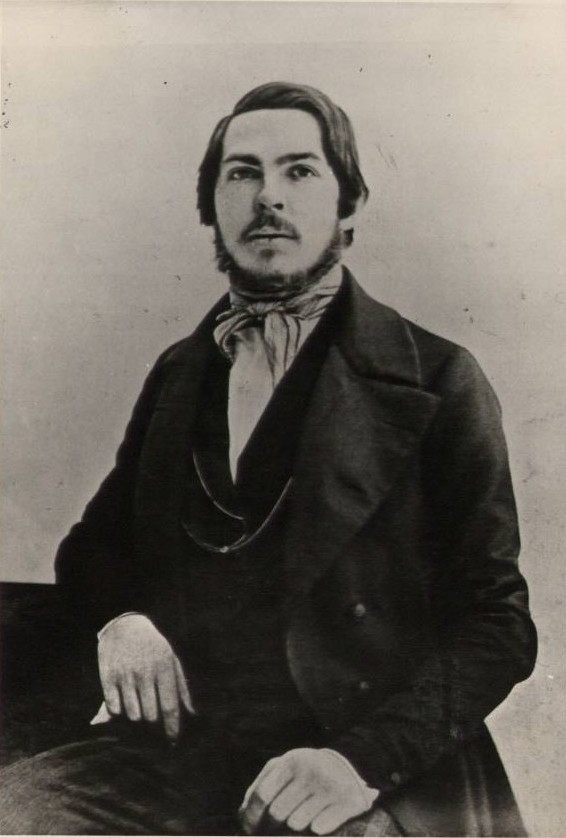
Marx conoció Friedrich Engels en 1844. Ambos se convirtieron en amigos y colaboradores de por vida.

En 1844 Marx escribió Manuscritos económicos y filosóficos, una obra que abarca numerosos temas y explicó con detalle su concepto del trabajo alienado. Un año más tarde Marx escribió las Tesis sobre Feuerbach, conocido por la declaración de que "los filósofos no han hecho más que interpretar de diversos modos el mundo, pero de lo que se trata es de transformarlo". Este trabajo contiene la crítica de Marx al materialismo (por ser contemplativo), al idealismo (por reducir lo práctico a la teórico) y a la filosofía en general, por poner una realidad abstracta sobre el mundo físico. Por lo tanto, presentó el primer vistazo al materialismo histórico de Marx, un argumento de que el mundo no se cambia por las ideas sino por la acción física, material y práctica.
Después de la caída de los Anuarios Franco-Alemanes, Marx siguió viviendo en la Rue Vaneau, y comenzó a escribir para lo que entonces era el único periódico alemán radical sin censura en Europa, el Vorwärts!. Con sede en París, el periódico había sido establecido y llevado adelante por muchos activistas conectados a la Liga de los Justos, una organización revolucionaria socialista que en unos pocos años llegaría a ser más conocida como la Liga de los Comunistas. En Vorwärts!, Marx siguió perfeccionando sus opiniones sobre el socialismo basado en las ideas hegelianas y feurbachianas del materialismo dialéctico, mientras que al mismo tiempo se dedicaba a criticar a varios liberales y a otros socialistas que operaban en Europa en ese momento. Sin embargo en 1845, después de recibir una petición del rey de Prusia, el gobierno francés acordó en cerrar a Vorwärts!, y además, el propio Marx fue expulsado de Francia por el ministro del interior François Guizot.

### El periodo en Bruselas y elManifiesto Comunista

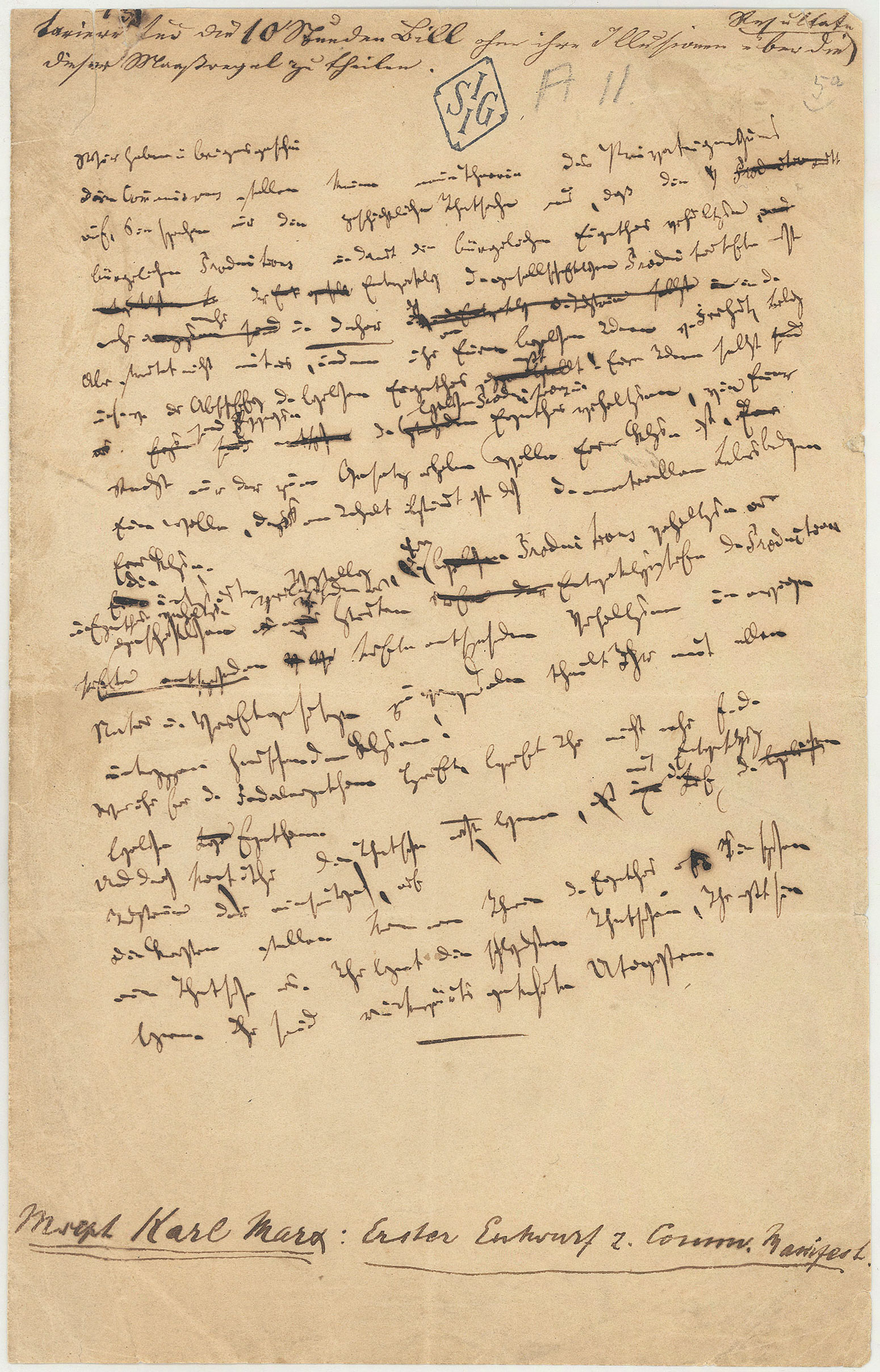
Borrador del Manifiesto comunista escrito por Karl Marx.

Impedido de permanecer en Francia o trasladarse a Alemania, Marx decide emigrar en febrero de 1845 a Bruselas en Bélgica. Sin embargo, para poder quedarse en Bélgica tuvo que prometer no publicar nada sobre la política contemporánea para poder entrar. Una vez establecido en Bruselas, Marx se asoció con otros socialistas exiliados de toda Europa, incluyendo a Moses Hess, Karl Heinzen y Joseph Weydemeyer, Engels también se trasladó a la ciudad para unirse a ellos.En abril de 1845 Engels se mudó de Barmen, Alemania a Bruselas para unirse a Marx y al creciente grupo de miembros de la Liga de los Justos que ahora buscaban un hogar en Bruselas. Más tarde, Mary Burns compañera de Engels durante durante mucho tiempo, dejó Mánchester, Inglaterra, para unirse a Engels en Bruselas. A mediados de abril de 1845, Marx y Engels partieron rumbo a Inglaterra para visitar  a los líderes de los cartistas, un movimiento socialista en Gran Bretaña, usando el viaje como una oportunidad para estudiar en varias bibliotecas de Londres y Mánchester. En colaboración con Engels, se dedicó también a escribir un libro que es a menudo visto como su mejor planteamiento del concepto del materialismo histórico, La ideología alemana; este trabajo, como muchos otros, no fue publicado mientras Marx estuvo vivo, sino que se publicó recién en 1932. Luego le siguió La miseria de la filosofía en 1847, que fue una respuesta al libro La Filosofía de la miseria escrito por el anarquista francés Pierre-Joseph Proudhon y una crítica del pensamiento socialista francés en general.
Estos libros sentaron las bases de la obra más famosa de Marx y Engels, un panfleto político que desde entonces ha sido conocido como el Manifiesto del Partido Comunista, que se publicó por primera vez el 21 de febrero de 1848. Este estableció las bases de la Liga de los Comunistas, un grupo que había comenzado a ser muy influenciada por Marx y Engels, quienes argumentaron que la Liga debía hacer sus objetivos e intenciones claras para el público en general en lugar de ocultarles como anteriormente lo había venido haciendo. Las primeras líneas del panfleto establecen la base principal del marxismo, que "La historia de todas las sociedades hasta nuestros días es la historia de la lucha de clases". Se van a analizar los antagonismos que, según Marx, fueron surgiendo por los conflictos de intereses entre la burguesía (la clase media acaudalada) y el proletariado (la clase obrera industrial). Partiendo de esto, el Manifiesto presenta el argumento de por qué la Liga de los Comunistas, a diferencia de otros grupos y partidos políticos socialistas y liberales de la época, realmente estaba actuando por los intereses del proletariado para derrocar a la sociedad capitalista y reemplazarla con el socialismo.
A finales de ese año, Europa experimentó una serie de protestas, rebeliones y levantamientos en algunos casos violentos, denominados las revoluciones de 1848. En Francia, una revolución llevó a la caída de la monarquía y al establecimiento de la Segunda República Francesa. Marx respaldó dicha actividad y habiendo recibido recientemente una importante herencia de su padre de 6000 o 5000 francos, utilizó supuestamente un tercio de la misma para armar a trabajadores belgas que estaban planeando acciones revolucionarias. Aunque la veracidad de estas acusaciones fuesen discutibles, el Ministerio de Justicia Belga lo acusó y posteriormente lo arrestó, algo que lo obligó a huir a Francia donde, al estar un nuevo gobierno republicano en el poder, creyó que estaría seguro.

### El periodo en Colonia
Estableciéndose temporalmente en París, trasladó la sede de la Liga de los Comunistas a la ciudad y también creó el Club de obreros alemanes con varios socialistas alemanes que residían allí. En 1848 Marx volvió a Colonia, con la esperanza de ver la revolución extenderse a Alemania, donde comenzó a emitir un panfleto titulado Las Demandas del Partido Comunista en Alemania, en el que abogó por solo cuatro de los diez puntos del Manifiesto Comunista, creyendo que en la Alemania de ese momento, la burguesía debía derrocar a la monarquía y la aristocracia feudal antes de que el proletariado pudiera derrocar a la burguesía. El 1 de junio, Marx comenzó la publicación del diario la Nueva Gaceta Renana (Neue Rheinische Zeitung), que fue financiado a través de la reciente herencia de su padre. El diario fue diseñado para publicar noticias en toda Europa con su propia interpretación marxista de los acontecimientos. Marx siguió siendo uno de sus principales redactores, acompañado por otros compañeros de la Liga de los Comunistas que también escribían aunque, a pesar de ello, en el periódico se mantuvo, como dijo Friedrich Engels, "una simple dictadura de Marx", el cual dominó la elección del contenido.
Mientras fue el editor del periódico, Marx y los otros revolucionarios socialistas fueron hostigados regularmente por la policía, y también fue llevado a juicio en varias ocasiones, enfrentando varias acusaciones, incluyendo un insulto al fiscal general, un supuesto delito menor de prensa y una incitación a la rebelión armada a través del boicot de impuestos, aunque fue absuelto en cada acusación. Mientras tanto, el parlamento democrático en Prusia se derrumbó y el rey Federico Guillermo IV, introdujo un nuevo gabinete de sus partidarios reaccionarios, que introdujeron medidas contrarrevolucionarias para librarse de un izquierdista y otros elementos revolucionarios del país. Como parte de esto, la Nueva Gaceta Renana fue suprimida y Marx recibió la orden de abandonar el país el 16 de mayo. Volvió a París, que estaba entonces bajo las garras de una contrarrevolución reaccionaria y una epidemia de cólera, pero pronto fue expulsado por las autoridades de la ciudad que lo consideraban una amenaza política. Con su esposa Jenny esperando su cuarto hijo y sin poder volver a Alemania o a Bélgica, buscó refugio en Londres en agosto de 1849.

### El periodo en Londres yEl Capital

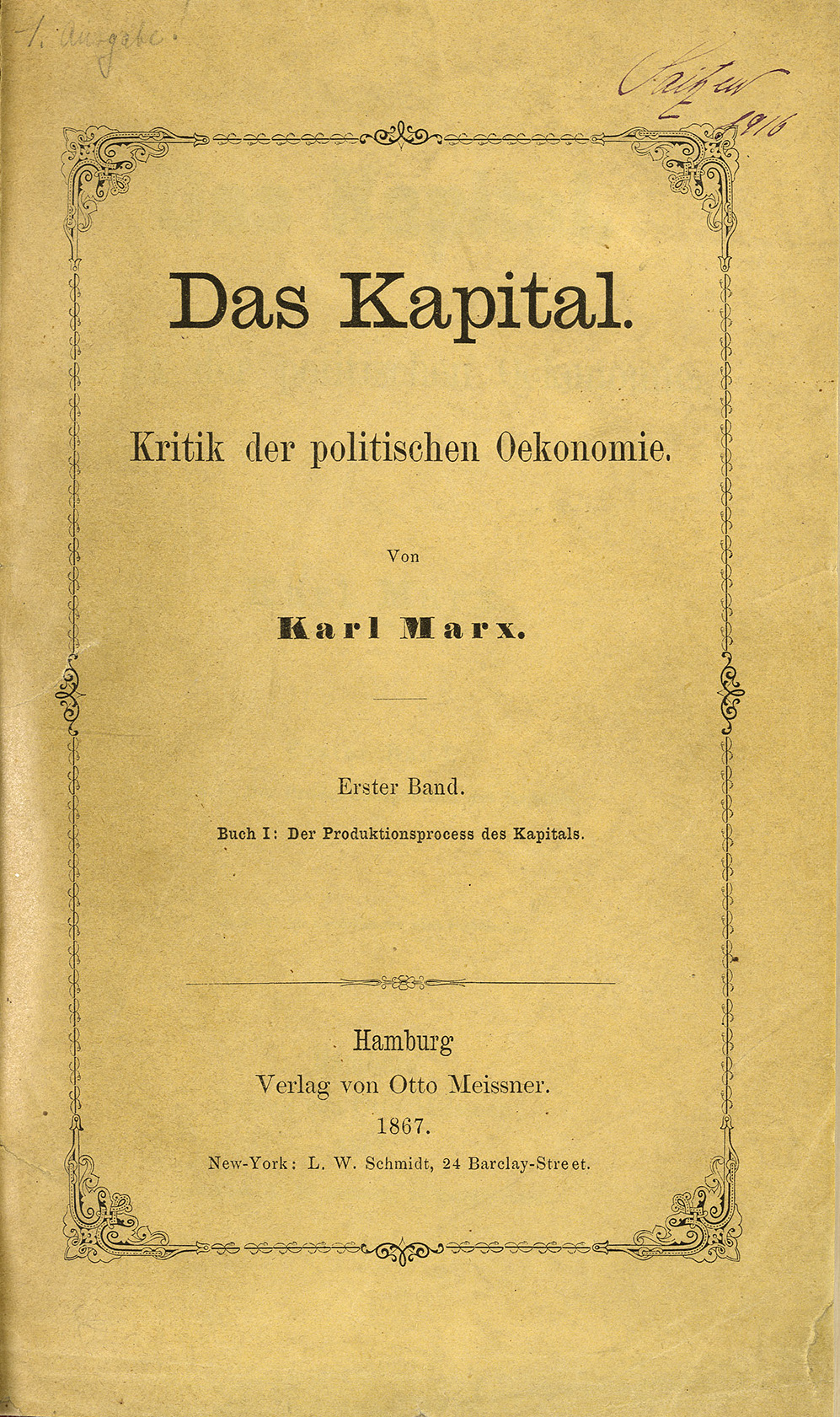
Portada de El Capital, la obra principal de Marx (1867).

Marx se trasladó a Londres en mayo de 1849 y permanecería en la ciudad para el resto de su vida. Fue aquí donde fundó la nueva sede de la Liga de los comunistas, además, estaba fuertemente involucrado con la Sociedad Londinense de Instrucción de los Obreros Alemanes, que realizaba sus reuniones en la calle Great-Windmill, en Soho, el distrito de entretenimiento del centro de Londres. Marx se dedicó a dos actividades: a la organización revolucionaria y a intentar entender sobre economía política y capitalismo. Durante los primeros años en Londres, él y su familia vivieron en la pobreza extrema. Su principal fuente de ingresos fue su colega, Engels, que derivó gran parte de sus ingresos del negocio familiar. Marx y Engels publicaron en 1850 la revista mensual Nueva Gaceta Renana. Revista político-económica (Neue Rheinische Zeitung. Politisch-ökonomische Revue) editada en Hamburgo. Marx trabajó durante 11 años como corresponsal para el New York Tribune en 1851 hasta el 1862.

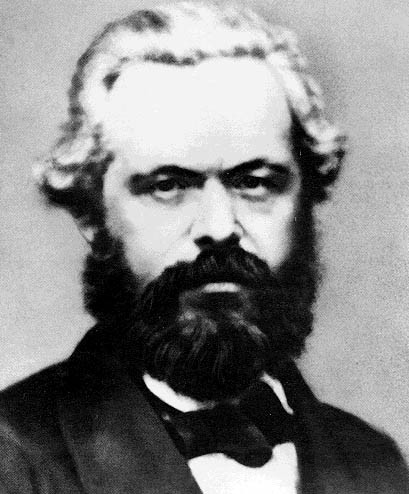
Karl Marx en 1861.

Desde diciembre de 1851 hasta marzo de 1852, Marx escribió El 18 brumario de Luis Bonaparte, una obra que trata sobre la Revolución francesa de 1848, en ella expandió sus conceptos del materialismo histórico, la lucha de clases y la dictadura del proletariado, avanzando el razonamiento de que el proletariado triunfante tiene que destruir el Estado burgués.
En su primera etapa en Londres, Marx se dedicó casi exclusivamente a sus estudios, de modo que su familia sufrió una pobreza extrema. Su principal fuente de ingresos era Engels, cuya propia fuente era su rico padre industrial. En Prusia, como editor de su propio periódico y colaborador de otros ideológicamente alineados, Marx podía llegar a su audiencia, las clases trabajadoras. En Londres, sin finanzas para dirigir un periódico ellos mismos, él y Engels se volcaron al periodismo internacional. En un momento dado, fueron publicados por seis periódicos de Inglaterra, Estados Unidos, Prusia,   Austria y Sudáfrica. Los principales ingresos de Marx vinieron de su trabajo como corresponsal europeo, de 1852 a 1862, para el New York Daily Tribune, y también de producir artículos para periódicos más "burgueses". Marx hizo traducir sus artículos del alemán por Wilhelm Pieper, hasta que su dominio del inglés se hizo más adecuado.[cita requerida]
En 1864, Marx se involucró en la Asociación Internacional de Trabajadores (también conocida como Primera Internacional). Se convirtió en el líder de su Consejo General, siendo elegido en el momento de su creación en 1864. En esta organización Marx estuvo involucrado en la lucha contra el sector anarquista en torno a Mijaíl Bakunin (1814-1876). Pero aunque Marx ganó esta disputa, la transferencia de la sede del Consejo General de Londres a Nueva York en 1872, apoyada por Marx, llevó a la decadencia de la Internacional. El evento político más importante durante la existencia de la Primera Internacional fue la Comuna de París de 1871, cuando los ciudadanos de París se rebelaron contra su gobierno y retuvieron a la ciudad durante dos meses. Durante la sangrienta represión de la rebelión, Marx escribió uno de sus más famosos panfletos titulado, La guerra civil en Francia, que fue una defensa de la Comuna.

Teniendo en cuenta los repetidos fracasos y frustraciones de las revoluciones y de los movimientos de obreros, Marx también intentó entender el capitalismo y pasó mucho tiempo en la sala del Museo Británico, estudiando y reflexionando sobre las obras de los economistas políticos y sobre datos económicos. En 1857 ya había acumulado más de 800 páginas de notas y ensayos cortos sobre el capital, la propiedad de la tierra, el trabajo asalariado, el Estado, el comercio exterior y el mercado mundial; este trabajo no aparecerá impreso hasta 1941, bajo el título de Grundrisse. En 1859, Marx publicó la Contribución a la crítica de la economía política, que sería su primera obra económica seria. En los años 1860 trabajó en la composición de tres grandes volúmenes, comenzando con las Teorías sobre la plusvalía, donde examinó a los teóricos de la economía política, especialmente a Adam Smith y David Ricardo. Este trabajo es visto a menudo como el cuarto libro de El Capital y constituye uno de los primeros tratados completos sobre la historia del pensamiento económico. En 1867, tras una estancia en casa de su amigo Kugelmann en Hannover en la que corrigió las primeras galeradas, se publicó el primer tomo de El capital, una obra que analiza el proceso de producción capitalista. Aquí, Marx elaboró su teoría del valor-trabajo, su concepción de la plusvalía y de la explotación que según él en última instancia llevaría a una tasa de ganancia decreciente y al colapso del capitalismo industrial. 

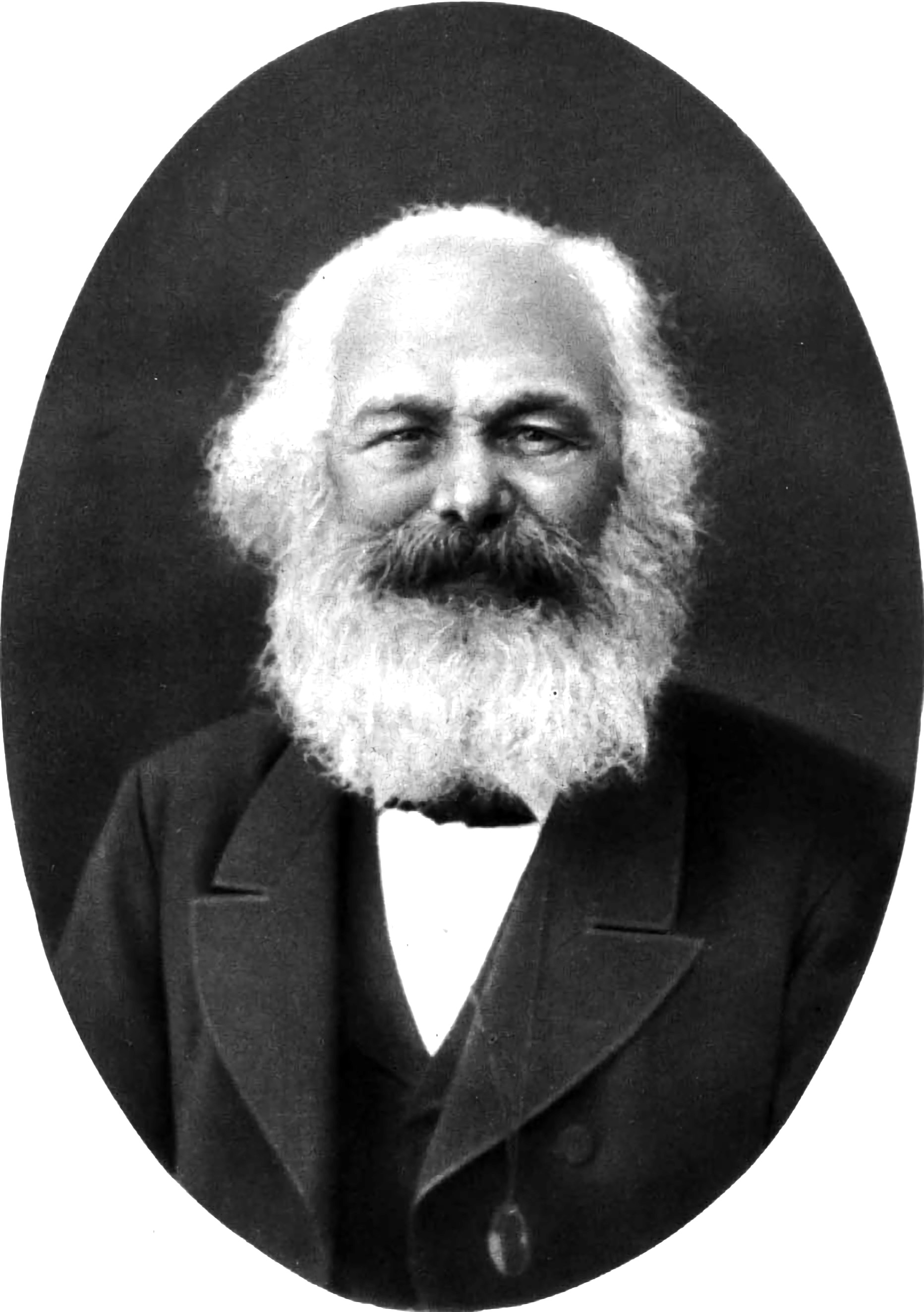
Marx en 1882.

Debido principalmente a la mala salud de Marx hubo otro periodo intermedio después de 1870 hasta 1877, escribe Engels, en el que "Marx empleó este tiempo a su manera habitual, estudiando agronomía, relaciones rurales en América y, especialmente, Rusia, el mercado monetario y la banca, y finalmente ciencias naturales como la geología y la fisiología. Los estudios matemáticos independientes también ocupan un lugar destacado en los numerosos cuadernos de extractos de este período". El segundo y tercer tomo de El capital se mantuvieron como manuscritos en los que Marx siguió trabajando para el resto de su vida y fueron publicados por Engels póstumamente. Entre 1880 y 1882 Marx estudió las obras etnológicos de Lewis Henry Morgan y John Lubbock. Sus comentarios fueron conocidos en El origen de la familia, la propiedad privada y el Estado de Engels.
Durante la última década de su vida, la salud de Marx declinó y fue incapaz de prolongar el esfuerzo que había caracterizado su trabajo anterior. La muerte de su esposa en 1881 y la de su hija mayor en 1883 "le afectaron negativamente"; y desarrolló una pleuresía. Logró comentar sustancialmente la política contemporánea, especialmente la de Alemania y Rusia. Su Crítica del Programa de Gotha se opuso a la tendencia de sus seguidores como Wilhelm Liebknecht y August Bebel de comprometerse con el socialismo de Estado propugnado por Ferdinand Lassalle en los intereses de un partido socialista unido. Este trabajo también es notable por otra famosa cita de Marx: "¡De cada cual, según sus capacidades; a cada cual según sus necesidades!".

## Vida personal

### Familia
Karl Marx se casó con Jenny von Westphalen, hermana del ministro de Interior prusiano, amiga de infancia con la que se comprometió siendo ya estudiante, pero solo consiguió casarse con ella tras la muerte de los padres de esta, que se oponían a la relación, y tras conseguir una cierta estabilidad económica (eventual) como director de los "Anales franco-alemanes". Vivieron con fuertes penurias económicas debido a la irregularidad de los ingresos de Marx, a la persecución política (que censuraba y clausuraba las revistas que publicaba) y a tener que mudarse constantemente de país. Según su hija Eleanor, Marx "no sólo amó a su esposa, sino que estuvo enamorado de ella" y tras su muerte siempre portaba una foto de ella y de su padre.

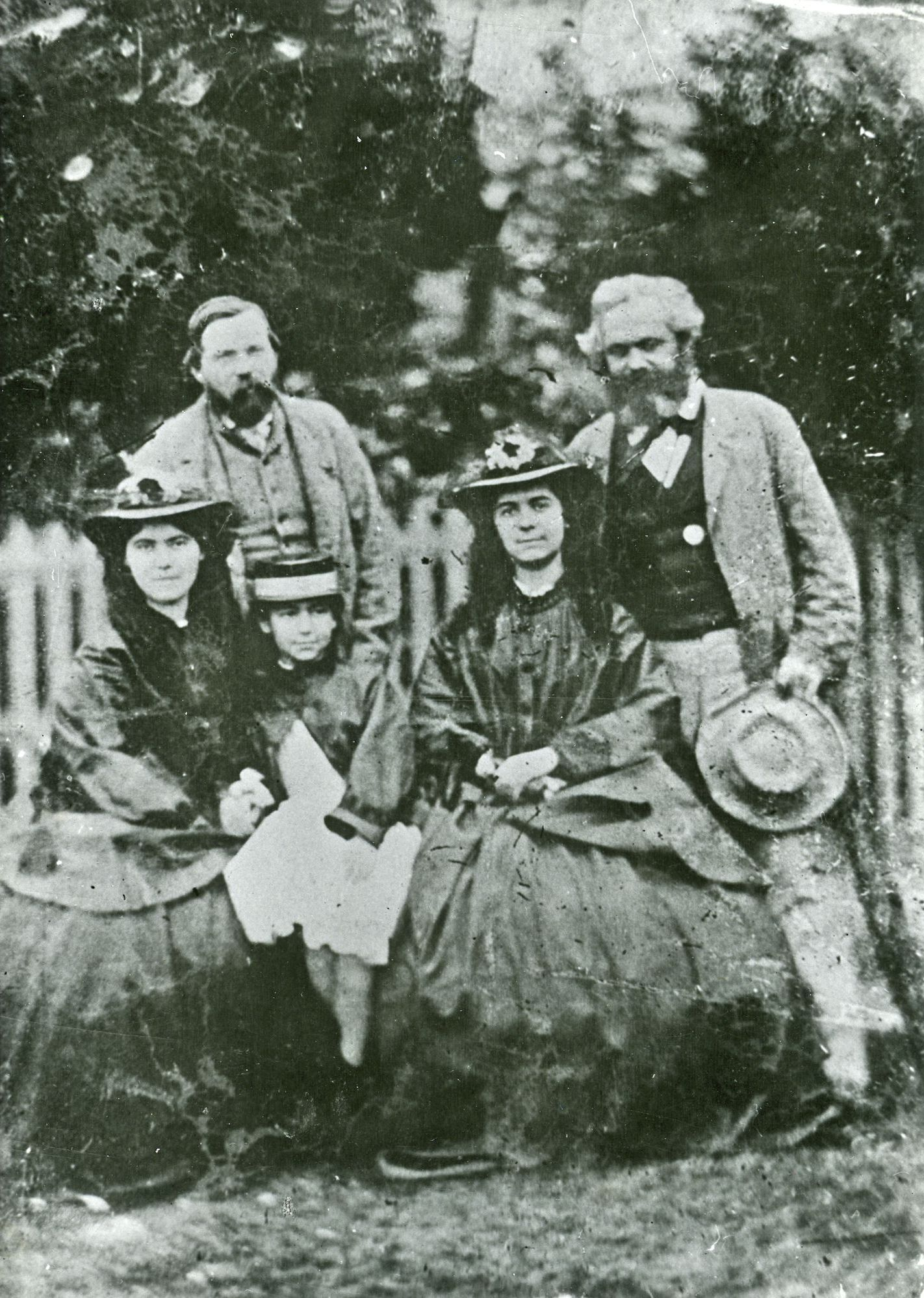
Friedrich Engels y Karl Marx, con sus hijas Laura, Eleanor y Jenny Caroline (en junio de 1864).

Marx tuvo con Jenny von Westphalen siete hijos. Su hija mayor nació en 1844 y llevó por nombre Jenny Caroline, apodada "Jennychen", quien se casaría con el socialista francés Charles Longuet, y moriría con 38 años en 1883, probablemente de cáncer. Poco después vendría Jenny Laura (1845), quien se casaría con el dirigente socialista hispano-francés Paul Lafargue, y se suicidaría junto a él en 1911. Después vinieron tres que murieron (bronquitis y tuberculosis serían las causas) en un breve plazo: Edgar ("Musch"; 1847-1855); Henry Edward Guy ("Guido"; 1849-1850) y Jenny Eveline Frances ("Franziska"; 1851-1852) . La pequeña de sus hijas, Jenny Eleanor (1855), apodada como “Tussy”, formaría parte del movimiento feminista y fue pareja de Prosper-Olivier Lissagaray y luego de Edward Aveling; también se suicidaría en 1898. En 1857 nacería el último de sus vástagos, un varón que falleció horas después de nacer. 

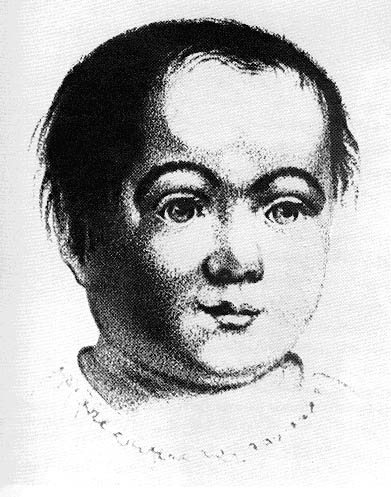
Henry Edward Guy (1849-1850)
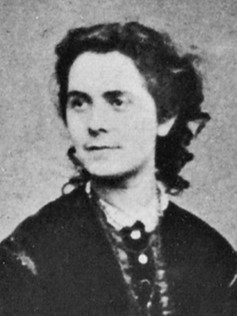
Jenny Caroline  (1844-1883)
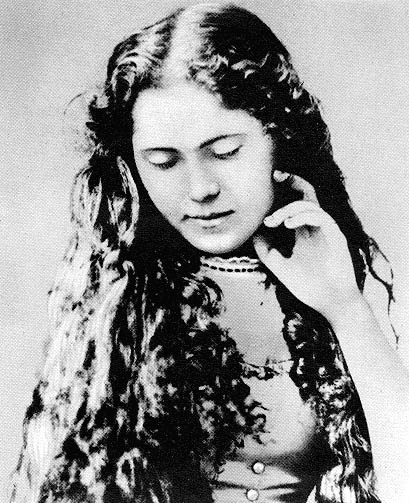
Jenny Laura  (1845-1911)
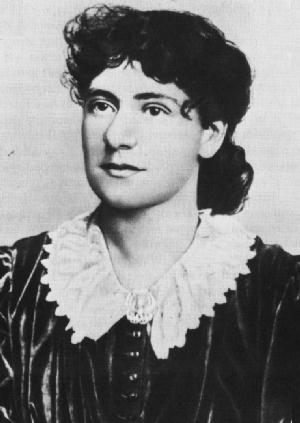
Jenny Eleanor  (1855-1898)

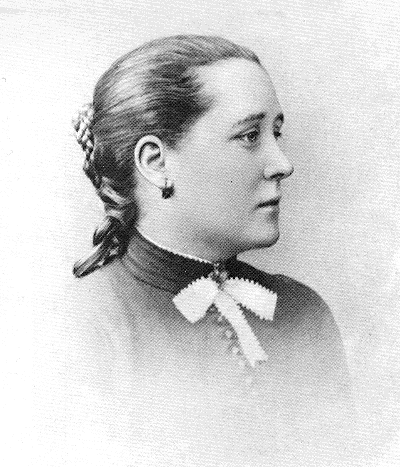
Helene Demuth, ama de llaves de Marx (en 1850).

Con ellos vivía Helene (Lenchen) Demuth, una criada que había servido a la familia de Jenny, que les ayudaba en las tareas domésticas, se ocupaba de los niños, y con la que mantenían una relación familiar; ocupaban todos una sola habitación en el 28 de Dean Street. Helene Demuth fue madre el 23 de junio de 1851, de un hijo concebido durante la ausencia de Jenny Marx, la cual había viajado a Países Bajos en 1850. Aunque un rumor contenido acerca de la paternidad de Marx había circulado desde sus días, nunca había aparecido ningún testimonio o documento de algún valor hasta 1962. En esa fecha el historiógrafo alemán Werner Blumenberg publicó el contenido de una carta de Louise Freyberger, criada de Engels y amiga de Helen Demuth, donde declaraba haber oído a Engels antes de su muerte confirmar ese hecho. Desde esta publicación, que "Freddy" (Frederick Demuth) era hijo de Marx se ha convertido en un lugar común, aunque no faltan discrepantes entre los especialistas, especialmente Terrell Carver, que cree que la única copia de la carta que se conoce, una copia mecanografiada muy posterior a su fecha, es probablemente un fraude. Lo cierto es que Jenny Marx y Helene Demuth mantuvieron una estrecha y afectuosa relación hasta la muerte de la primera y que Demuth siguió con Marx hasta el fin de sus días, cuando pasó al servicio de Engels del que era además confidente política, como antes lo había sido con Marx, que tomaba en consideración sus opiniones, incluso en cuestiones de economía política. A su muerte fue enterrada con los Marx.
Como padre, Marx tuvo una relación complicada. Según el testimonio de sus familiares y amigos, Marx "era un padre cariñoso, gentil e indulgente". Por un lado, era "tierno y considerado con su esposa", trató con "cariño indulgente" a sus hijas y solía pasar horas jugando con ellas. Por otro lado su vida personal dedicada al estudio de las diferentes disciplinas del pensamiento de forma exhaustiva, y en especial a la filosofía e historia, dificultó sus relaciones familiares. Dado su carácter intelectual y políticamente rebelde Marx "daba a la mayoría de las personas una impresión de arrogancia", especialmente hacia sus oponentes. Además, nunca tuvo estabilidad económica; sin embargo, contó siempre con el apoyo fiel e incondicional de su amigo Engels, quien "era, por así decirlo, un miembro de la familia Marx. Las hijas de Marx lo llamaron su segundo padre". La familia Marx también poseyó tres perros de mascota.

### Pasatiempos y aficiones
Marx amaba la poesía y la literatura. Entre los poetas griegos antiguos, amaba a Esquilo y Homero. Sentía especial cariño por Esquilo y, según su yerno Lafargue, Marx leía a Esquilo en el original griego al menos una vez al año. En términos de literatura alemana, amaba a Goethe y Heine. En la literatura francesa, amaba la literatura de la Ilustración, como El sobrino de Rameau de Diderot, y la literatura realista, como La comedia humana de Balzac. Por el contrario, Marx no le gustaba el género del romanticismo. Comentaría que Lord Byron “se habría convertido en un burgués reaccionario", pero describió la obra de Walter Scott como "una obra maestra" y a Percy Shelley como "un verdadero revolucionario, y es lamentable que muriese a la edad de 29 años". En Londres, se interesó por la literatura británica, el cual Shakespeare era único en su clase. En la literatura italiana, amaba a Dante. En literatura española estimaba el Don Quijote de Cervantes, el cual veía "cómo el mundo burgués en ascenso ridiculizaba y escarnecía las virtudes de la épica de la caballería".
En marzo de 1865, Karl Marx rellenó un cuestionario en el Álbum de confesiones (ver Confession album) de su hija Jenny, un pasatiempo común de la Inglaterra victoriana. En él escribió:
| Preguntas                        | Respuestas                                               | Álbum de confesiones de Jenny |
| -------------------------------- | -------------------------------------------------------- | ----------------------------- |
| Tu virtud favorita               | Simplicidad                                              |                               |
| * en el hombre                   | Fuerza                                                   |                               |
| * en la mujer                    | Debilidad                                                |                               |
| Característica principal         | Unidad de propósito                                      |                               |
| Idea de felicidad                |                                                          |                               |
| * de miseria                     |                                                          |                               |
| El vicio que disculpas           | Credulidad                                               |                               |
| * que detestas                   | Servilismo                                               |                               |
| Ocupación favorita               | Ratón de biblioteca                                      |                               |
| * poeta                          | Dante, Esquilo, Shakespeare, Goethe                      |                               |
| * prosista                       | Diderot, Lessing, Hegel, Balzac                          |                               |
| * héroe                          | Espartaco, Kepler                                        |                               |
| * heroína                        | Gretchen                                                 |                               |
| * flor                           | Dafne                                                    |                               |
| * color                          | Rojo                                                     |                               |
| Color de ojos y cabello favorito | Negro                                                    |                               |
| * nombres                        | Jenny, Laura (el nombre de sus hijas)                    |                               |
| * plato                          | Pescado                                                  |                               |
| – Máxima                         | Nada humano me es ajeno (Nihil humani a me alienum puto) |                               |
| – Lema                           | De todo hay que dudar (De ómnibus dubitandum)            |                               |

Aunque le gustaba jugar al ajedrez, nunca pudo vencer a su amigo Wilhelm Liebknecht, contra quien jugaba a menudo. Otra afición de Marx era aprender matemáticas avanzadas.

### Salud y últimos años
Físicamente Marx fue descrito de cabeza grande, largos cabellos grises, barba desgreñada, ojos negros y con "nariz anodina y no es en absoluto de tipo semítico" Su yerno Paul Lafargue lo describió "de complexión fuerte, de estatura superior a la media, de hombros anchos, de pecho profundo y de extremidades bien proporcionadas, aunque la columna vertebral era bastante larga en comparación con las piernas"; pero también mencionó la mala salud que padecía, lo que él mismo describió como "la miseria de la existencia".
Su biógrafo Werner Blumenberg atribuyó su mala salud a problemas hepáticos y biliares que Marx tuvo en 1849 y de los que nunca se liberó después, exacerbados por un estilo de vida inadecuado. Los ataques a menudo se acompañaban de dolores de cabeza, inflamación de los ojos, neuralgia en la cabeza y dolores reumáticos. Marx "se levantaba entre las ocho y las nueve de la mañana, tomaba un café solo, leía el periódico y luego se iba a su estudio, donde trabajaba hasta las dos o tres de la madrugada. [...] Durante el día a veces dormía una o dos horas en el sofá". Un grave trastorno nervioso apareció en 1877 y el insomnio prolongado fue una consecuencia, que Marx combatió con narcóticos. La enfermedad se vio agravada por el trabajo nocturno excesivo y la mala alimentación. A Marx le gustaban los platos muy condimentados, el pescado ahumado, el caviar, los pepinos encurtidos, "ninguno de los cuales es bueno para los enfermos del hígado". Le gustaba el vino y los licores; y fumaba bastantes puros que solían ser de mala calidad. A partir de 1863, Marx se quejó mucho de los forúnculos: Los abscesos eran tan graves que Marx no podía sentarse ni trabajar erguido. Según Blumenberg, la irritabilidad de Marx se encuentra a menudo en enfermos del hígado:

La enfermedad enfatizó ciertos rasgos de su carácter. Discutía con dureza, su mordaz sátira no se achicaba ante los insultos, y sus expresiones podían ser groseras y crueles. Aunque en general Marx tenía una fe ciega en sus amigos más cercanos, él mismo se quejaba de que a veces era demasiado desconfiado e injusto incluso con ellos. Sus veredictos, no solo sobre sus enemigos sino también sobre sus amigos, eran a veces tan duros que incluso las personas menos sensibles se sentían ofendidas [...] Debía de haber pocos a los que no criticase así [...] ni siquiera Engels era una excepción.

Según el historiador de Princeton J. E. Seigel, en su adolescencia Marx pudo haber tenido neumonía o pleuresía, cuyos efectos lo llevaron a ser eximido del servicio militar prusiano. Más tarde, mientras trabajaba en El capital, Marx sufrió tres dolencias simultáneas: una enfermedad del hígado, probablemente hereditaria, que se agravó con el exceso de trabajo, la mala alimentación y la falta de sueño; una inflamación de los ojos inducida por demasiado trabajo nocturno; y una erupción de carbúnculos o furúnculos, "probablemente provocada por una debilidad física generalizada a la que contribuyeron las diversas características del estilo de vida de Marx (alcohol, tabaco, mala alimentación y falta de sueño). Engels a menudo exhortaba a Marx a alterar este peligroso régimen".

## Muerte
Tras la muerte de su esposa Jenny en diciembre de 1881, dijo Engels, "Karl también ha muerto". En 1882 Marx se trasladó a Argel por motivos de salud. Desarrolló una fuerte gripe que lo mantuvo con un mal estado de salud durante los últimos quince meses de su vida. Con el tiempo, contrajo bronquitis y pleuresía que lo condujeron a su muerte el 14 de marzo de 1883 en Londres. Dos meses antes también falleció su hija mayor Jenny Caroline. Se dice que mientras yacía en su lecho de muerte su ama de llaves Helene Demuth le preguntó si tenía algunas últimas palabras, a lo cual le respondió: "Las últimas palabras son para los tontos que no han dicho en vida lo suficiente". Murió como apátrida. En vida Marx se describía como “un ciudadano del mundo”.

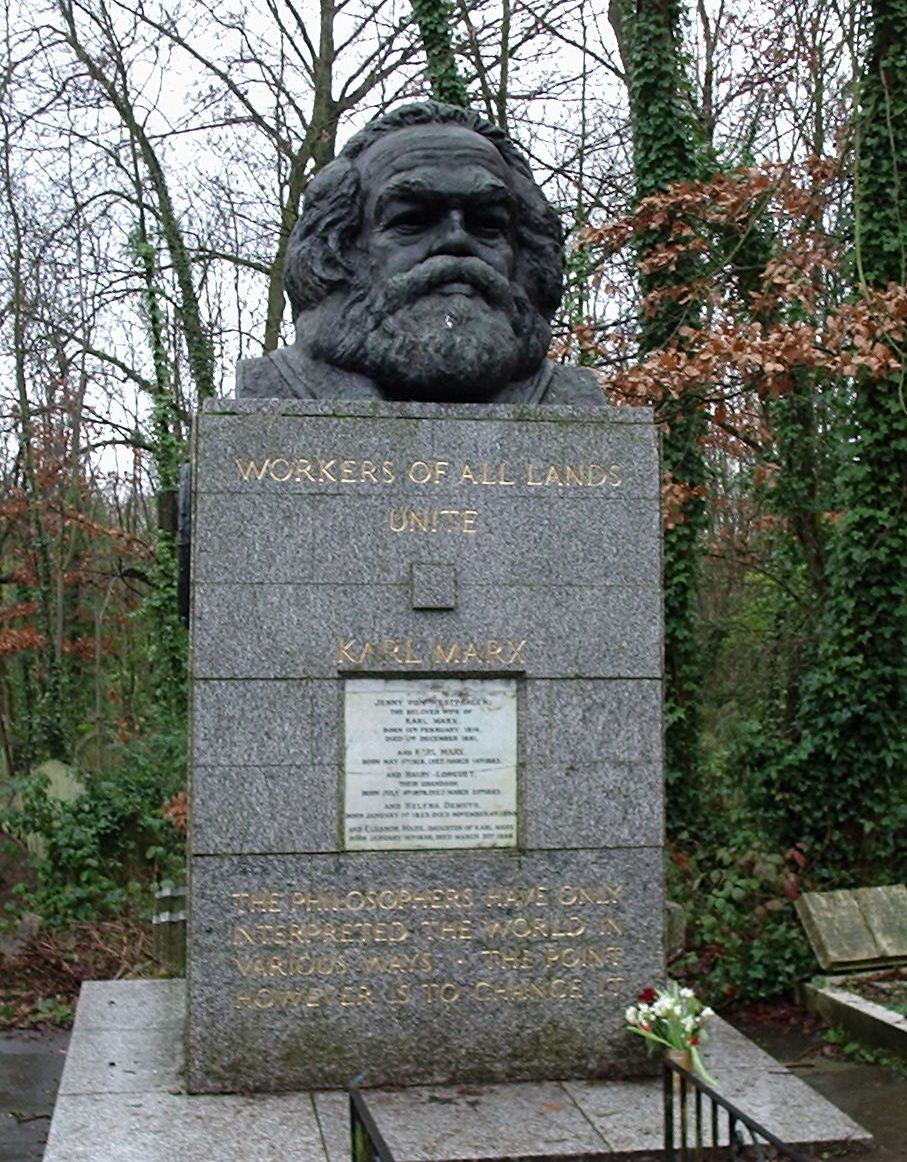
La tumba de Karl Marx, en el cementerio de Highgate, Londres.

Sus familiares y amigos en Londres enterraron su cuerpo en el cementerio de Highgate el 17 de marzo de 1883. Asistieron entre nueve a once personas en su funeral. Varios de sus amigos cercanos hablaron sobre él durante su entierro. Entre ellos Wilhelm Liebknecht y Friedrich Engels. 

El 14 de marzo, a las tres menos cuarto de la tarde, dejó de pensar el más grande pensador de nuestros días. Apenas le dejamos dos minutos solo, y cuando volvimos, le encontramos dormido suavemente en su sillón, pero para siempre.

Así como Darwin descubrió la ley del desarrollo de la naturaleza orgánica, Marx descubrió la ley del desarrollo de la historia humana [...] Pero no es esto solo. Marx descubrió también la ley específica que mueve el actual modo de producción capitalista y la sociedad burguesa creada por él. El descubrimiento de la plusvalía iluminó de pronto estos problemas, mientras que todas las investigaciones anteriores, tanto las de los economistas burgueses como las de los críticos socialistas, habían vagado en las tinieblas [...]

Por eso, Marx era el hombre más odiado y más calumniado de su tiempo. [...] Y ha muerto venerado, querido, llorado por millones de obreros de la causa revolucionaria, como él, diseminados por toda Europa y América, desde la minas de Siberia hasta California. Y puedo atreverme a decir que si pudo tener muchos adversarios, apenas tuvo un solo enemigo personal. Su nombre vivirá a través de los siglos, y con él su obra.
F. Engels (1883) Discurso ante la tumba de Marx.

Su hija Eleonora, además de Charles Longuet y Paul Lafargue, yernos de Marx y militantes socialistas, también estuvieron presentes. Liebknecht, fundador y líder del Partido Socialdemócrata Alemán, pronunció un discurso en alemán y Longuet, una figura prominente en el movimiento de la clase obrera francesa, hizo una breve declaración en francés. También se leyeron dos telegramas de los partidos obreros de Francia y España. Junto con el discurso de Engels, constituyó todo el programa del funeral. Entre los no familiares que asistieron al funeral estaban tres asociados comunistas de Marx: Friedrich Lessner, encarcelado durante tres años después del juicio a los comunistas de Colonia de 1852; G. Lochner, a quien Engels describió como "un antiguo miembro de la Liga de los Comunistas" y Carl Schorlemmer, un profesor de química en Mánchester, miembro de la Royal Society y activista comunista durante la revolución alemana de 1848. Otro asistente al funeral fue Ray Lankester, un zoólogo británico que más tarde se convertiría en un prominente académico.
Tras su muerte, el político cubano José Martí publicó una crónica sobre Marx en La Nación que dicta: "Karl Marx ha muerto. Como se puso del lado de los débiles, merece honor". También el anarquista francés Benoît Malon escribió un obituario de Marx en el L'Intransigeant en el que expresaba: "El socialismo contemporáneo pierde en él a su líder científico y a su pensador más profundo".
El Partido Comunista de Gran Bretaña construyó la lápida monumental en 1954 con un busto hecho por Laurence Bradshaw; la tumba original de Marx tenía apenas un humilde adorno. La lápida de Marx lleva el mensaje grabado: "¡Proletarios de todos los países, uníos!", presente en la última línea del Manifiesto Comunista y la frase de la Tesis XI sobre Feuerbach (editada por Engels):

Los filósofos no han hecho más que interpretar de diversos modo el mundo, pero de lo que se trata es de transformarlo.
Karl Marx (1845) Tesis sobre Feuerbach. Tesis XI.

El historiador marxista Eric Hobsbawm más tarde comentó que "uno no puede decir que Marx murió fracasado" porque, aunque no había logrado un gran seguimiento de discípulos en Gran Bretaña, sus escritos ya habían comenzado a impactar en los movimientos izquierdistas de Alemania y Rusia. Al cabo de 25 años de su muerte, los partidos socialistas de Europa continental reconocieron que la influencia de Marx en su política estaba obteniendo entre el 15 y el 47 % de los votos en los países con elecciones democráticas representativas. En 1970 hubo un intento fallido de destruir el monumento con una bomba casera.

## Pensamiento
La obra de Marx ha sido leída de distintas formas. En ella se incluyen obras de teoría y crítica económica, polémicas filosóficas, manifiestos de organizaciones políticas, cuadernos de trabajo y artículos periodísticos sobre la actualidad del siglo XIX. Muchas de sus obras las escribió junto con Engels. Los principales temas sobre los que trabajó Marx fueron la crítica filosófica, la crítica política y la crítica de la economía política. Testigo y víctima de la primera gran crisis del capitalismo (década de 1830) y de las revoluciones de 1848, Marx se propuso desarrollar una teoría económica capaz de aportar explicaciones a la crisis, pero a la vez de interpelar al proletariado a participar en ella activamente para producir un cambio revolucionario. Tras la muerte de Marx, pensadores como Engels, Lenin y Plejánov se dedicaron a divulgar las ideas de Marx, además de expandirlas y aplicarlas.
Algunos autores pretendieron integrar la obra de Marx y Engels en un sistema filosófico, el marxismo, articulado en torno a un método filosófico llamado materialismo dialéctico. Los principios del análisis marxista de la realidad también han sido sistematizados en el llamado materialismo histórico y la economía marxista. Del materialismo histórico, que sitúa la lucha de clases en el centro del análisis, se han servido numerosos científicos sociales del siglo XX: historiadores, sociólogos, antropólogos, teóricos del arte, etc. También ha sido muy influyente su teoría de la alienación.
Otros autores, entre los que destaca Louis Althusser, argumentan que los escritos de Marx no forman un todo coherente, sino que el propio autor, al desarrollar sus reflexiones críticas sobre la economía política durante la década de 1850, se desembarazó de su propia conciencia filosófica anterior y comenzó a trabajar científicamente. Desde esta perspectiva no existiría una ciencia marxista, sino un científico, Karl Marx, que fue un pionero en la comprensión de los mecanismos fundamentales que rigen el funcionamiento de la sociedad moderna, en especial con su reelaboración de la teoría del valor, y cuya obra cumbre fue El capital.

### Influencias
El pensamiento de Marx demuestra influencias de muchos pensadores anteriores y contemporáneos. Era políglota y supo escribir e incluso hablar en varios idiomas como: ruso, italiano, español, francés, inglés y alemán. Desde su juventud, leyó y estudió diversos autores literarios y filosóficos como: Aristóteles, Epicuro, Esquilo, Montaigne, Bacon, Leibniz, Spinoza, Voltaire, Hume, Paine, Kant, Hegel, Fichte, Schiller, Goethe, Heinrich Heine, Dante, Shakespeare, Cervantes, Balzac, Moliere, Robert Burns, Walter Scott, Fielding, Dumas y Dickens entre otros.
Ferdinand Lassalle describió a Marx como "un Hegel metido a economista, un Ricardo metido a socialista". En Tres fuentes y tres partes integrantes del marxismo, el político, filósofo y revolucionario ruso Lenin expresa las principales influencias en el pensamiento de Marx fueron:
1. la filosofía clásica alemana con el idealismo de Hegel (véase Marx y Hegel) y el materialismo de Ludwig Feuerbach;
2. la economía política clásica inglesa con Adam Smith y David Ricardo;
3. y la teoría socialista y revolucionaria francesa con los socialistas utópicos.

A ellas, Manuel Sacristán señala una cuarta influencia más: el propio movimiento obrero, que se encontraba activo en Europa occidental.
Mientras Marx se formaba en filosofía, recibió la influencia del filósofo alemán Hegel, predominante en Alemania en aquel tiempo. De este autor tomó el método del pensamiento dialéctico, al que, según sus propias palabras, pondría sobre sus pies; significando el paso del idealismo dialéctico del espíritu como totalidad a una "dialéctica del devenir constante" donde la síntesis, a diferencia de Hegel, no había sido realizada. Además, sigue utilizando el método dialéctico para analizar las contradicciones en la historia de la humanidad entre el capital y el trabajo.
Fue también el análisis hegeliano en su tesis doctoral del atomismo epicúreo de gran influencia para "sintetizar la concepción de la alienación en la praxis, asociada a Hegel, y la concepción materialista de la alienación del ser humano desde la naturaleza que se encuentra en Epicuro". Otras contribuciones importantes a la revisión del hegelianismo de Marx provienen de Engels, quien consideró haber llegado "al mismo resultado" pero "por distinto camino" en Apuntes para una crítica de la economía política y La situación de la clase obrera en Inglaterra. Engels llevó a Marx a concebir la dialéctica histórica en términos de conflicto de clases y a ver a la clase trabajadora moderna como la fuerza para la revolución, así como del socialdemócrata Friedrich Wilhelm Schulz, quien en Die Bewegung der Produktion describió el movimiento de la sociedad como "fluyendo de la contradicción entre las fuerzas".
Otras influencias incluyen a los jóvenes hegelianos, así como los mecanicistas franceses Diderot, Claude Adrien Helvétius y d'Holbach; y el análisis las primeras descripciones de la clase obrera por liberales franceses y sansimonianos como François Guizot y Augustin Thierry. Marx también vio en la nueva comprensión de la biología provocada por el El origen de las especies de Charles Darwin como esencial para el socialismo y la lucha de clases. Sus ideas son en algunos aspectos predarwinianas. Afirmó que El origen de las especies constituye “el fundamento histórico-natural de nuestra concepción”. Marx le regaló una edición de El Capital a Darwin, donde lo cita y concluye que “se debe escribir una historia de la tecnología como la que Darwin ha escrito en el mundo natural sobre la formación de los órganos animales y vegetales”.

### Periodos del pensamiento de Marx
Una interpretación sobre el desarrollo de la obra de Marx, proveniente del francés Louis Althusser, considera que los escritos de Marx se dividen en dos etapas: Marx joven y Marx maduro. Esta interpretación es relevante en la exegética marxista, pero a la vez es muy polémica y pocos autores la mantienen hoy en día.

#### Distinción Marx joven y Marx mayor

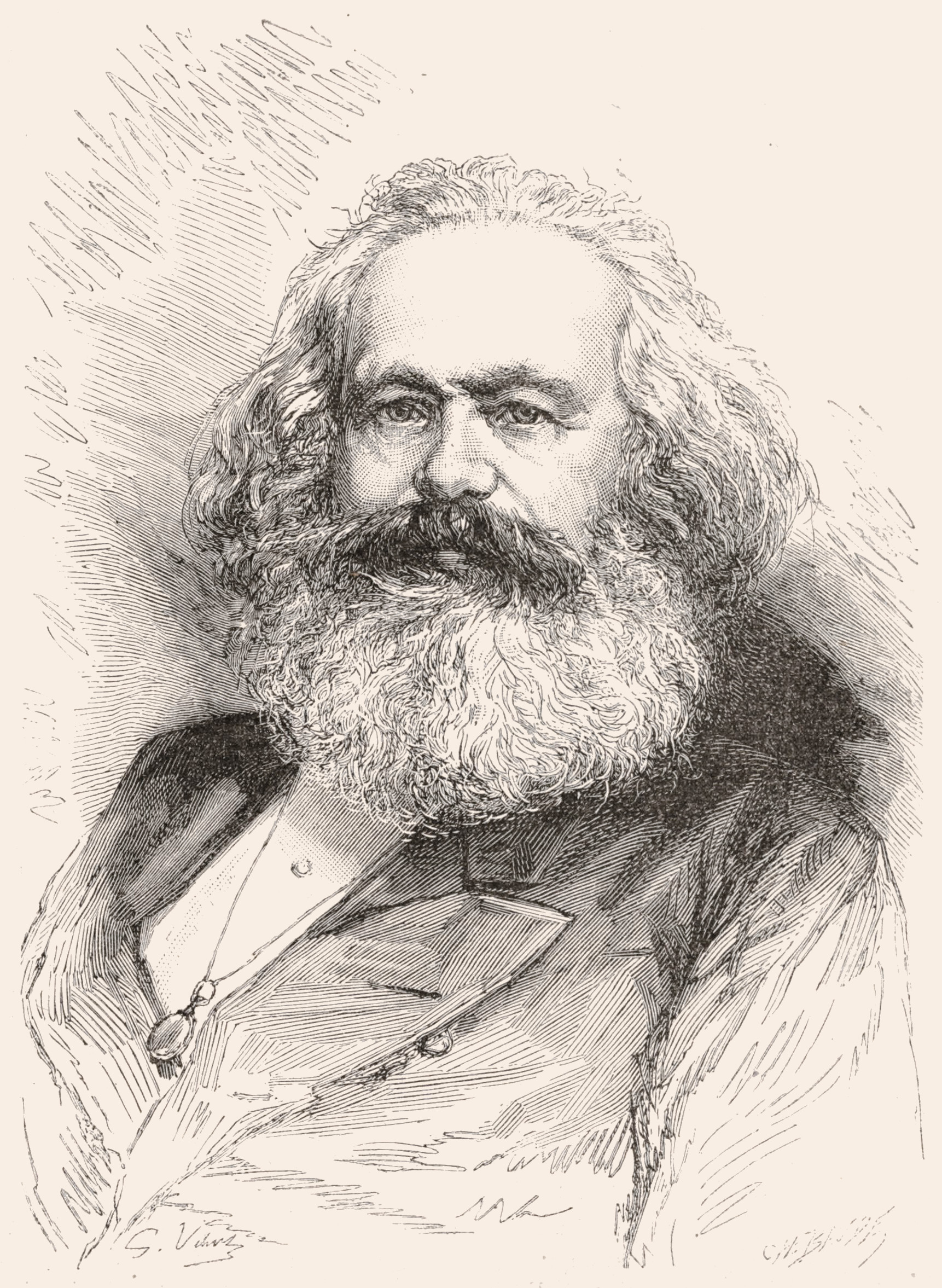
Dibujo de Karl Marx por Gaston Vuillier (1883).

Según Louis Althusser, 1845, el año de La ideología alemana y las Tesis sobre Feuerbach, marca la ruptura epistemológica (concepto tomado de Gaston Bachelard) con los Marx de los Manuscritos económicos y filosóficos de 1844. A partir de la cual Marx rompe con su etapa anterior, ideológica y filosófica, e inaugura un período científico en el cual desarrolla estudios económicos e históricos usando el método del materialismo histórico. Como diría Althusser, Marx inaugura el continente historia. La década de 1850 y 1860 también marca la línea entre lo que algunos estudiosos ven como el Marx joven, idealista y hegeliano, del Marx maduro, con una mayor mentalidad científica en sus escritos del período posterior. Esta distinción normalmente es asociada con la corriente del Marxismo estructural. Tampoco todos los eruditos están de acuerdo de que esta distinción exista.

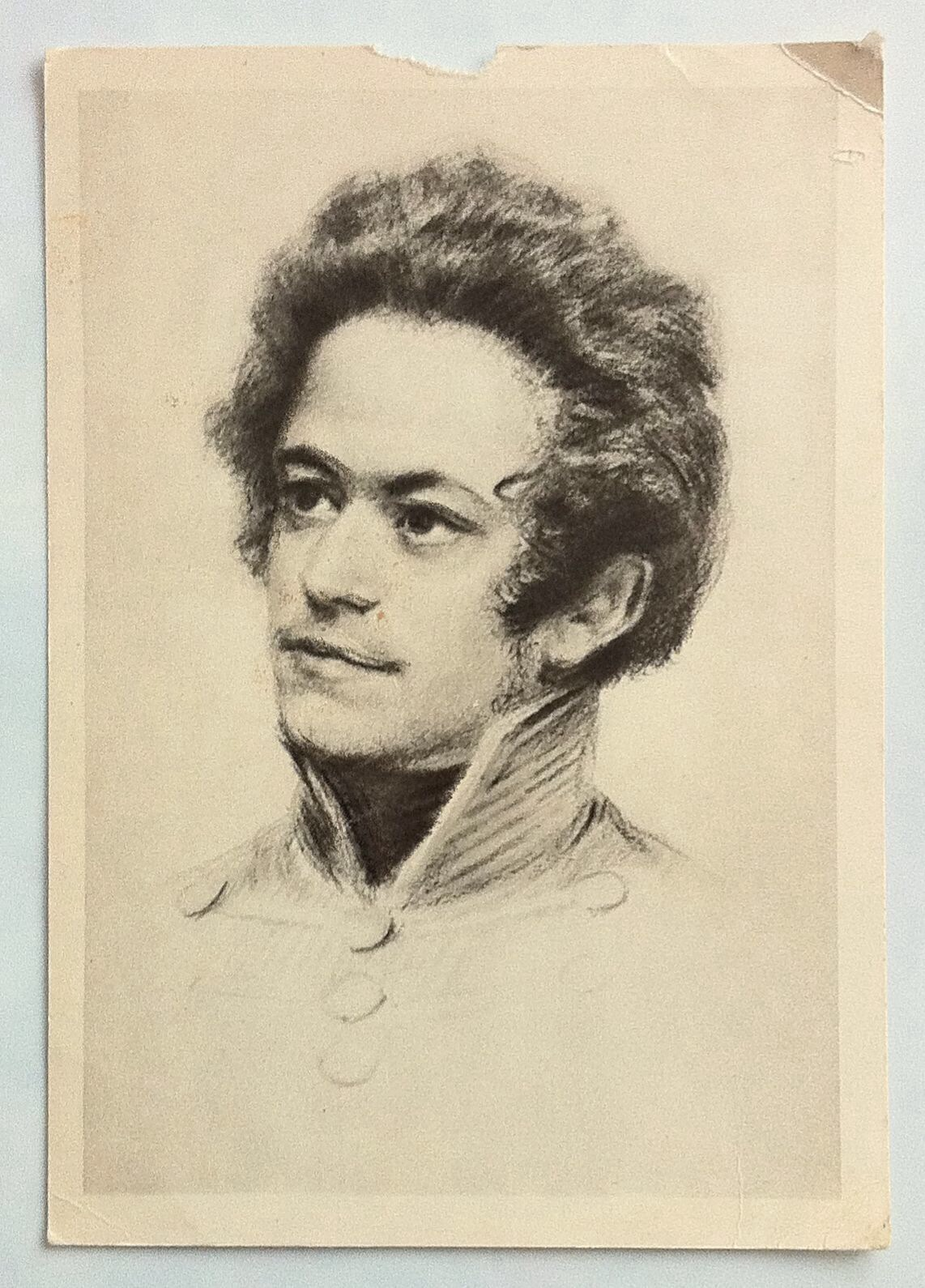
Ratrato idealizado de un joven I. Grinstein (1961).

El joven Marx es usualmente aún considerado como perteneciente a la filosofía del humanismo burgués, la cual él mismo -ya en su etapa madura- criticó posteriormente junto al idealismo alemán, basándose en que las relaciones sociales de producción primaban por sobre la conciencia individual (los cuales según Marx eran el producto o reflejo de la ideología). Algunos autores destacaron el lado humanista de la obra de Karl Marx y cómo él en sus escritos tempranos se enfocó en la liberación de la esclavitud del salario, a partir de su teoría de la alienación que ellos afirmaban que era un elemento olvidado de los escritos de Marx pero central para poder entender su obra posterior. Este es, eminentemente, el período de su magna obra: El capital. Crítica de la economía política. No hay que olvidar, por otro lado, los textos de los que esta obra surge: la Contribución a la crítica de la economía política (que dará material para el primer capítulo de El capital) o los Grundrisse, cuyo tardío descubrimiento dio mucho que hablar sobre las continuidades de Marx con su primera etapa, y proporcionó argumentos a los críticos de la ruptura epistemológica. Durante su etapa de madurez, la obra de Marx se vuelve más sistemática y surgen sus conceptos económicos más destacados: la teoría del valor, la explotación como apropiación de plusvalía, o la teoría explicativa sobre las crisis capitalistas.
Ernest Mandel distingue tres posiciones diferentes a respecto esta división del pensamiento de Marx:
1. Los que consideran que las concepciones del joven Marx de los Manuscritos económicos y filosóficos sobre el trabajo alienado no solo contradicen el análisis económico del El capital, sino que fueron un obstáculo que dificultó al joven Marx aceptar la teoría del valor-trabajo. Para los representantes extremos de esta escuela, el concepto de alienación es un concepto "premarxista" que Marx tuvo que superar antes de poder llegar a un análisis científico de la economía capitalista;
2. los que consideran que frente al Marx de El capital, el Marx de los Manuscritos plantea de manera más "total" e "integral" el problema del trabajo alienado, especialmente dando un carácter ético, antropológico e incluso dimensión filosófica de la idea; estas personas o contrastan a los dos Marx o "revalúan" El capital a la luz de los Manuscritos;
3. por último, quienes intentan negar que existe alguna diferencia entre los Manuscritos Económico y Filosófico y El capital, y encuentran lo esencial de las tesis de El capital en los Manuscritos (como los humanistas marxistas).

Los marxistas humanistas no argumentan que el pensamiento de Marx nunca se desarrolló pero critican la dicotomía presentada entre el Marx joven y el maduro como demasiado rígida y que reconoce la continuidad del propio desarrollo de Marx. Por su parte, François Châtelet negó la existencia de una eventual ruptura en 1857 entre el Marx joven y el Marx maduro, quien habría entonces descartado sus eventuales errores ideológicos anteriores y pasado a asumir a partir de entonces la maestría o dominio de su sistema de pensamiento. Por el contrario, él consideró que algunas tensiones que existían en sus propios pensamientos continuaron hasta su muerte en 1883.
Otros autores, incluido Erich Fromm, niegan la "ruptura epistemológica" y sostienen que la idea de enajenación es la fundamental durante todo el pensamiento de Karl Marx. Más cercanos al humanismo, no consideran que haya un joven y un viejo Marx y reivindican la continuidad de su obra alrededor de un concepto del hombre y su enajenación en el capitalismo. Por su lado, Étienne Balibar alega que las obras de Marx no pueden ser divididas en económicas (El capital), filosóficas e históricas (El 18 de brumario de Luis Bonaparte, La guerra civil en Francia de 1871, etc.). Isaiah Berlin sostuvo que la dicha distinción fue un intento de rescatar a Marx y su pensamiento de Stalin.

### Filosofía y crítica social
Marx sostenía "la ciencia debe perseguirse por sí misma, independientemente de los resultados finales de la investigación". La polémica de Marx con otros pensadores a menudo se produjo a través de la crítica y, por lo tanto, se le ha llamado "el primer gran usuario del método crítico en las ciencias sociales" (véase Método de Marx). Criticó la filosofía especulativa, equiparando la metafísica con la ideología. Al adoptar este enfoque, Marx intentó separar los hallazgos clave de los sesgos ideológicos. Esto lo distingue de muchos filósofos contemporáneos.

Pero si construir el futuro y asentar todo definitivamente no es nuestro asunto, es más claro aún lo que, al presente, debemos llevar a cabo: me refiero a la crítica despiadada de todo lo existente, despiadada tanto en el sentido de no temer los resultados a los que conduzca como en el de no temerle al conflicto con aquellos que detentan el poder.
Karl Marx, Carta a Arnold Ruge (en Kreuzenach), Alemania, septiembre de 1843

Marx resume sus aportaciones de la siguiente forma en su correspondencia:

1) que la existencia de las clases sólo va unida a determinadas fases históricas de desarrollo de la producción (materialismo histórico);

2) que la lucha de clases conduce, necesariamente, a la dictadura del proletariado;

3) que esta misma dictadura no es de por sí más que el tránsito hacia la abolición de todas las clases y hacia una sociedad sin clases (comunismo).
Karl Marx, Carta a Joseph Weydemeyer (en Nueva York), Londres, 5 de marzo de 1852

#### Materialismo, dialéctica y praxis
El pensamiento de Karl Marx es decididamente materialista. Se inspiró en el atomismo antiguo de Demócrito y Epicuro (véase su tesis doctoral); el mecanicismo anglofrancés y especialmente en Ludwig Feuerbach, que representaban "la lucha, no sólo contra las instituciones políticas existentes y al mismo tiempo contra la religión y la teología, sino también [...] contra la metafísica en general" (entendiendo por ella toda "especulación ebria", a diferencia de la "filosofía sobria").
Mientras que Kant trató la forma de conocer (lo que denomina «trascendental») "como algo externo en relación con el contenido" (el «noúmeno»), Marx adoptó el punto de vista de Hegel, donde la forma "surge necesariamente del contenido mismo". Marx puso la dialéctica hegeliana (entendiéndose la dialéctica como proceso y movimiento a través de la superación sintética de las contradicciones) "sobre sus pies" considerando que lo primario es la materia, y no el espíritu o la idea, es decir, que "lo ideal no es más que lo material transpuesto y traducido en la cabeza del hombre” (materialismo dialéctico). Rompe así con el idealismo alemán de la Fenomenología del espíritu de Hegel, para el cual la naturaleza es solo la «enajenación» de la "idea absoluta" para más tarde recobrar "su ser en el espíritu, o sea en el pensamiento y en la historia". Feuerbach difería de Hegel al argumentar que Dios es una «alienación» o proyección de la naturaleza humana sobre una idea externa.
Sin embargo, Marx reprocha al viejo materialismo el hecho de que conciba al ser humano como una abstracción y no como el producto de todas sus relaciones sociales, lo que califica de «materialismo contemplativo», o «vulgar» según Engels, de tipo mecanicista que "dejaba abierta una escapatoria al idealismo" (Berkeley) o al escepticismo agnóstico (Hume). Marx aceptó la existencia del mundo material exterior, independientemente de la conciencia, como la única fuente de sensación, pero no creía que "las formas desarrolladas por el sujeto como listas y dadas" porque "la forma en que el mundo se nos aparece inmediatamente contradice una realidad subyacente más profunda". Este materialismo viejo no comprendía la importancia de la "actividad práctica revolucionaria", pues la actividad teórica viene determinada por las condiciones prácticas, materiales y sociales en las que se desarrolla el ser humano. La capacidad productiva material define la realidad. Así, las ideas no son reales, ya que «las ideas no pueden realizar nada» ya que «necesitan hombres que ponen en juego una fuerza práctica».

El problema de si al pensamiento humano se le puede atribuir una verdad objetiva, no es un problema teórico, sino un problema práctico. Es en la práctica donde el hombre tiene que demostrar la verdad, es decir, la realidad y el poderío, la terrenalidad de su pensamiento. El litigio sobre la realidad o irrealidad de un pensamiento que se aísla de la práctica, es un problema puramente escolástico.
Karl Marx (1845) Tesis sobre Feuerbach. Tesis II.

Según la metodología del Marx, la Esencia (Wesen) y Apariencia (Erscheinung) de una cosa no coinciden; de lo contrario no sería necesaria una explicación científica. Es necesario investigar "estas formas, porque sólo a través de ellas se desarrolló y reveló el contenido de las relaciones burguesas". Desde esta perspectiva, para Marx "la verdad se convierte en un efecto histórico y social [...] (N)o es algo dado, explícito y evidente, sino un producto social". Luego, es "en la práctica donde se puede establecer la verdad o falsedad de un hecho". En este sentido, no pretende explicar la praxis con una teoría, sino la teoría por la praxis. La verdadera realidad es crítica y práctica a la vez (praktisch-kritisch).

La vida social es esencialmente práctica. Todos los misterios que descarrían la teoría hacia el misticismo, encuentran su solución racional en la práctica humana y en la comprensión de esta práctica.
Karl Marx (1845) Tesis sobre Feuerbach. Tesis VIII.

Marx decía, según Paul Lafargue, que "un científico sólo podía degradarse renunciando a la participación activa en la vida pública o encerrándose en su estudio". Sus dichos favoritos eran “Trabajar por la humanidad” y "Nada humano me es ajeno". De ahí surge la Tesis XI sobre Feuerbach: "Los filósofos solo han interpretado el mundo de distintos modos, pero de lo que se trata es de transformarlo".

La razón ha existido siempre, pero no siempre bajo una forma razonable. El crítico puede, por lo tanto, comenzar por cualquier forma de conciencia teórica y práctica y por las formas peculiares de la realidad existente para desarrollar la verdadera realidad como su obligación y fin último. [...] Por esto, el crítico no solo puede, sino que debe, lidiar con estas cuestiones políticas...
Karl Marx, Carta a Arnold Ruge (en Kreuzenach), Alemanía, septiembre de 1843

El arma de la crítica no puede soportar evidentemente la crítica de las armas; la fuerza material debe ser superada por la fuerza material; pero también la teoría llega a ser fuerza material apenas se enseñorea de las masas…
Karl Marx (1844) Crítica de la filosofía del derecho de Hegel

#### Alienación, ideología y crítica de la religión
Como Alexis de Tocqueville, que describió un despotismo burocrático sin rostro y sin déspota identificable, Marx también rompió con los pensadores clásicos que hablaban de un solo tirano, como Montesquieu, quien discutía solo la naturaleza del déspota. En cambio, Marx se propuso analizar "el despotismo del capital" sobre la base del "movimiento de la ley de la oferta y la demanda de trabajo completa". Según Marx, si el materialismo explica la conciencia por el ser, concluye que la conciencia social se explique por el ser social.

[E]n la producción social de su vida los hombres establecen determinadas relaciones necesarias e independientes de su voluntad, relaciones de producción que corresponden a una fase determinada de desarrollo de sus fuerzas productivas materiales. El conjunto de estas relaciones de producción forma la estructura económica de la sociedad, la base real sobre la que se levanta la superestructura jurídica y política y a la que corresponden determinadas formas de conciencia social. El modo de producción de la vida material condiciona el proceso de la vida social política y espiritual en general. No es la conciencia del hombre la que determina su ser sino, por el contrario, el ser social es lo que determina su conciencia.
K. Marx (1859) Prólogo a la Contribución a la crítica de la economía política.

Para Marx y Engels, la característica principal de la naturaleza humana es el trabajo, “un proceso entre el hombre y la naturaleza, un proceso en que el hombre media, regula y controla su metabolismo con la naturaleza”. Al actuar sobre la naturaleza, el hombre la modifica y se modifica a sí mismo. Esto implica una facultad de representación por parte de las personas en su trabajo. "Conocer es trabajar". Dado que históricamente el trabajo ha cambiado, las ideas son a su vez históricas; y como en el capitalismo "nadie es «realmente» libre, no hay conocimiento real de las cosas".
El trabajo en el capitalismo pasó a ser para el obrero una maldición en lugar de ser una necesidad o una fuente de alegría para autorrealizarse. En el Manifiesto comunista, Marx y Engels explican cómo la industrialización y la división del trabajo reifica (verdinglichung) todo carácter autónomo del trabajador, volviéndolo "en un simple resorte de la máquina, del que sólo se exige una operación mecánica, monótona, de fácil aprendizaje". Desde el punto de vista capitalista, el trabajador no es una persona en sí misma, sino una mercancía, como fuerza de trabajo. 

Cerrado el trato se descubre que el obrero no es "ningún agente libre", y que el tiempo de que disponía libremente para vender su fuerza de trabajo es el tiempo por el cual está obligado a venderla; que en realidad su vampiro no se desprende de él mientras quede por explotar un músculo, un tendón, una gota de sangre.
K. Marx El Capital, Libro primero, Cap. VIII, La jornada laboral.

[D]entro del sistema capitalista todos los métodos para acrecentar la fuerza productiva social del trabajo se aplican a expensas del obrero individual; todos los métodos para desarrollar la producción se trastruecan en medios de dominación y explotación del productor, mutilan al obrero convirtiéndolo en un hombre fraccionado, lo degradan a la condición de apéndice de la máquina, mediante la tortura del trabajo aniquilan el contenido de éste, le enajenan al obrero las potencias espirituales del proceso laboral en la misma medida en que a dicho proceso se incorpora la ciencia como potencia autónoma, vuelven constantemente anormales las condiciones bajo las cuales trabaja, lo someten durante el proceso de trabajo al más mezquino y odioso de los despotismos, transforman el tiempo de su vida en tiempo de trabajo, arrojan su mujer y su prole bajo la rueda de Zhaganat del capital.
K. Marx El Capital, Libro primero, Cap. XXIII, La ley general de la acumulación capitalista.

El trabajador pierde la capacidad de determinar la vida y el destino cuando se le priva del derecho a pensar (concebirse) a sí mismo como el director de sus propias acciones. Cuando el producto del trabajo del hombre deja de satisfacer sus necesidades se vuelve algo ajeno. Es decir, el producto cobra una existencia totalmente independiente del hombre que fue quien la produjo. Una vez que ese producto cobra su independencia, se genera un estado de «alienación» —Entfremdung—, «un proceso por el cual las personas se vuelven ajenas al mundo en el que viven» y empobrece a la persona sociohistórica negándole la posibilidad de modificar aspectos de los ámbitos en los que se ve involucrado, provocándole, según Engels, una falsa conciencia de su realidad.

La venta es la práctica de la enajenación. Así como el hombre, mientras permanece sujeto a las ataduras religiosas, sólo sabe objetivar su esencia convirtiéndola en un ser fantástico ajeno a él, así también sólo puede comportarse prácticamente bajo el imperio de la necesidad egoísta, sólo puede producir prácticamente objetos, poniendo sus productos y su actividad bajo el imperio de un ser ajeno y confiriéndoles la significación de una esencia ajena, del dinero.
Karl Marx (1843) Sobre la cuestión judía

En los Manuscritos económicos y filosóficos de 1844, Marx describe cuatro tipos de alienación: 1) del producto, donde el trabajador ve su producción como un objeto ajeno y que lo domina; 2) del proceso laboral: donde trabajador ve su propia actividad como con una actividad extraña que no le pertenece; 3) de otros trabajadores: cuando el trabajador compite contra otro trabajador, alejándolos así de sus intereses económicos mutuos; 4) de sí mismo: cuando la naturaleza humana o el ser genérico (gattungswesen) de los individuos no es discreta o separada de su actividad como trabajador. En La Sagrada Familia (1845), Marx y Engels dicen que tanto los capitalistas y el proletariado son alienados, pero lo experimentan de formas diferentes.

La Economía Política oculta la enajenación esencial del trabajo porque no considera la relación inmediata entre el trabajador (el trabajo) y la producción. [...] ¿En qué consiste, entonces, la enajenación del trabajo? Primeramente en que el trabajo es externo al trabajador, es decir, no pertenece a su ser; en que en su trabajo, el trabajador no se afirma, sino que se niega; no se siente feliz, sino desgraciado; no desarrolla una libre energía física y espiritual, sino que mortifica su cuerpo y arruina su espíritu. Por eso el trabajador sólo se siente en sí fuera del trabajo, y en el trabajo fuera de sí. Está en lo suyo cuando no trabaja y cuando trabaja no está en lo suyo. Su trabajo no es, así, voluntario, sino forzado, trabajo forzado. Por eso no es la satisfacción de una necesidad, sino solamente un medio para satisfacer las necesidades fuera del trabajo. [...] En último término, para el trabajador se muestra la exterioridad del trabajo en que éste no es suyo, sino de otro, que no le pertenece; en que cuando está en él no se pertenece a sí mismo, sino a otro.
Karl Marx (1844) Manuscritos económicos y filosóficos, Primer Manuscrito: El trabajo enajenado

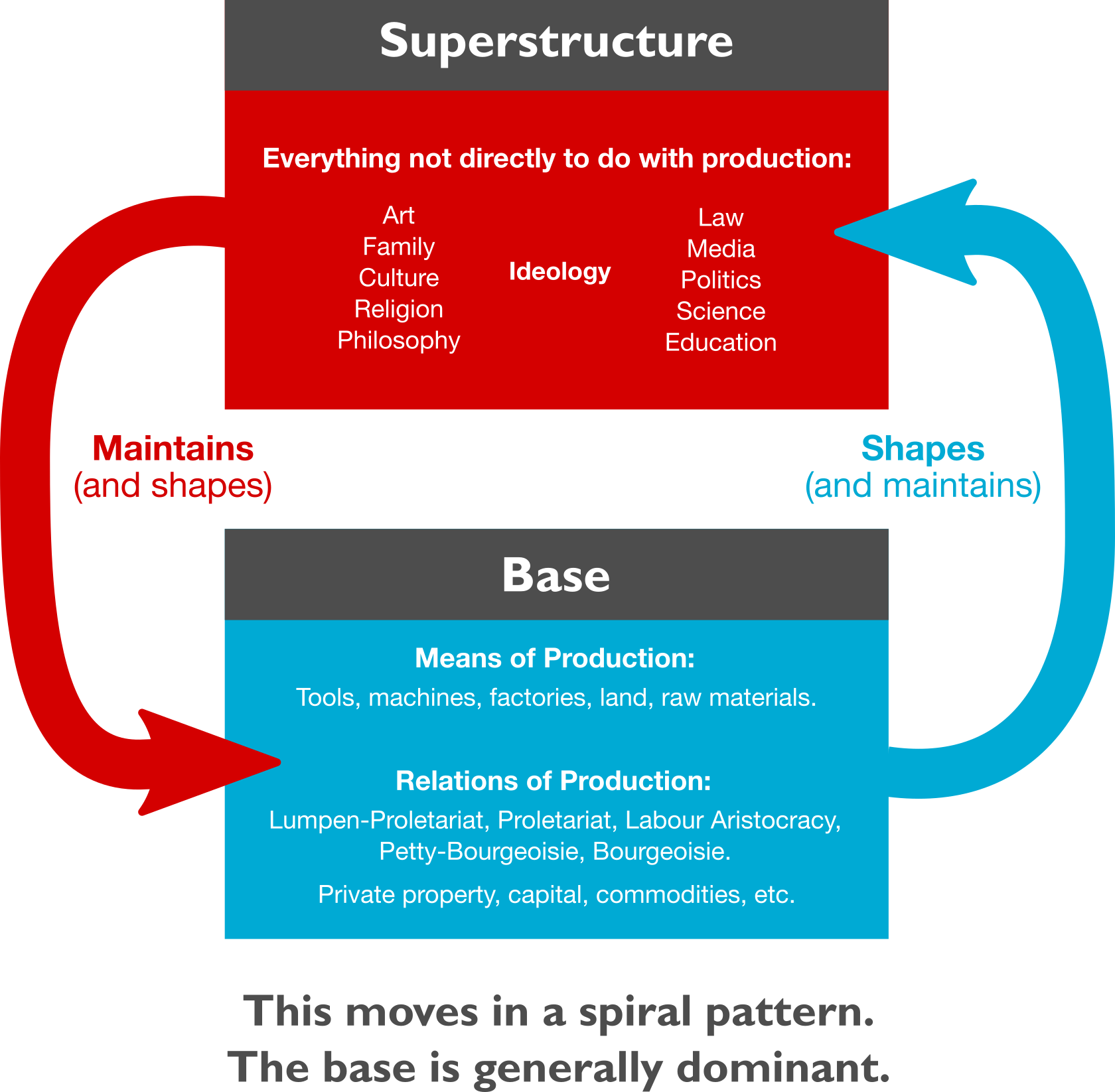
Esquema de la distinción entre infraestructura y superestructura.

Según Herbert Marcuse, además de la alienación dada en el ámbito laboral (económica), considerada para Marx única enajenación real, la enajenación se da en la sociedad (a través de la lucha de clases), en la política (con el Estado) y en la ideología (con la religión y la filosofía). La ideología es "una concepción errada, invertida" de la "historia de los hombres". En la visión marxista, las ideas dominantes en cada época son las ideas de la clase dominante; y el Estado es un conjunto de "aparatos" al servicio de esta. Así surge una ideología dominante. Una forma de ver el mundo que justifica los intereses de los explotadores como "leyes eternas". Estas ideas culturales forman parte de una superestructura determinada por las condiciones materiales de las relaciones de producción o una infraestructura social y económica (véase Hegemonía cultural). 

Sobre las diversas formas de propiedad y sobre las condiciones sociales de existencia se levanta toda una superestructura de sentimientos, ilusiones, modos de pensar y concepciones de vida diversos y plasmados de un modo peculiar. La clase entera los crea y los forma derivándolos de sus bases materiales y de las relaciones sociales correspondientes. El individuo suelto, al que se le imbuye la tradición y la educación podrá creer que son los verdaderos móviles y el punto de partida de su conducta.
Karl Marx (1852) El 18 de brumario de Luis Bonaparte, Cap. III.

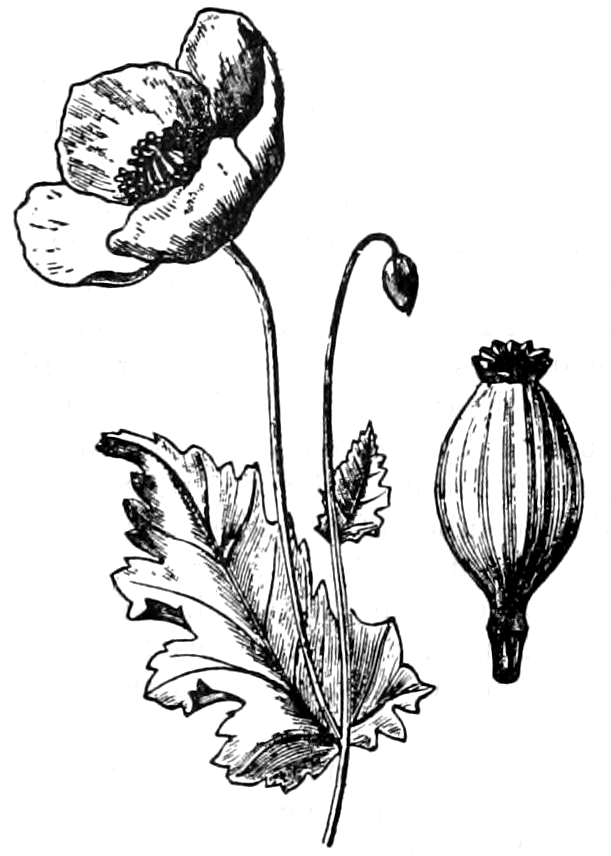
Marx comparó metafóricamente la religión como el "opio del pueblo".

En cuanto a la alienación religiosa, Marx criticó las pruebas de la existencia de Dios en su tesis doctoral, los cuales "o bien no son más que tautologías carentes de sentido... o son argumentos de la existencia de la autoconciencia esencial del hombre". Aun así, la crítica de la religión marxiana, más que una defensa del ateísmo materialista, es "el requisito previo de toda crítica", es la crítica de la sociedad que hace necesaria a la religión para reafirmar la estructura económica existente.Su a la crítica religiosa de la economía a través de la doctrina del fetichismo. Escribió al respecto, siguiendo a Ludwig Feuerbach, en la Crítica de la filosofía del derecho de Hegel que «el ser humano hace la religión; la religión no hace al hombre».

Pero el hombre no es algo abstracto, un ser alejado del mundo. Quien dice: "el hombre", dice el mundo del hombre: Estado, Sociedad. Este Estado, esta Sociedad produce la religión, una conciencia subvertida del mundo, porque ella es un mundo subvertido. [...] Es la realización fantástica del ser humano, porque el ser humano no tiene una verdadera realidad. La guerra
contra la religión es, entonces, directamente, la lucha contra aquel mundo, cuyo aroma moral es la religión. La miseria religiosa es, por una parte la expresión de la miseria real y, por la otra, la protesta contra la miseria real. La religión es el suspiro de la criatura oprimida, el corazón de un mundo sin corazón, así como es el espíritu de una situación carente de espíritu. Es el opio del pueblo.
Karl Marx (1844) Crítica de la filosofía del derecho de Hegel

En la metáfora del opio, la religión es, en lugar de un estupefaciente o alucinógeno, un analgésico o anestésico necesario de las clases oprimidas frente a sus condiciones materiales de existencia a la clase dominante.

Feuerbach no ve, por tanto, que el "sentimiento religioso" es también un producto social y que el individuo abstracto que él analiza pertenece, en realidad, a una determinada forma de sociedad.
Karl Marx (1845) Tesis sobre Feuerbach. Tesis VII.

Marx escribió en Sobre la cuestión judía que no bastaba con la secularización del Estado para alcanzar una sociedad libre, como creía Bruno Bauer, sino "aboliendo la religión". Además, el Dios en la sociedad burguesa es el dinero, "el celoso Dios de Israel". Así la religión es "una parte de la general contradicción secular entre el estado político y la sociedad burguesa". Superar la quimera religiosa, sin embargo, requiere no solo la crítica teórica, sino también el cambio material. "El reflejo religioso del mundo real únicamente podrá desvanecerse cuando las circunstancias de la vida práctica, cotidiana, representen para los hombres, día a día, relaciones diáfanamente racionales, entre ellos y con la naturaleza". Según Marx, “a medida que crece el socialismo, la religión desaparecerá". Culmina así la doctrina de que "la crítica del cielo se transforma así en crítica de la tierra" y "el hombre sea lo más alto para el hombre; en consecuencia, en el imperativo categórico de subvenir a todas las relacionas en las cuales el hombre es un ser envilecido, humillado, abandonado, despreciado".

#### Crítica de la economía política, capital y plusvalía

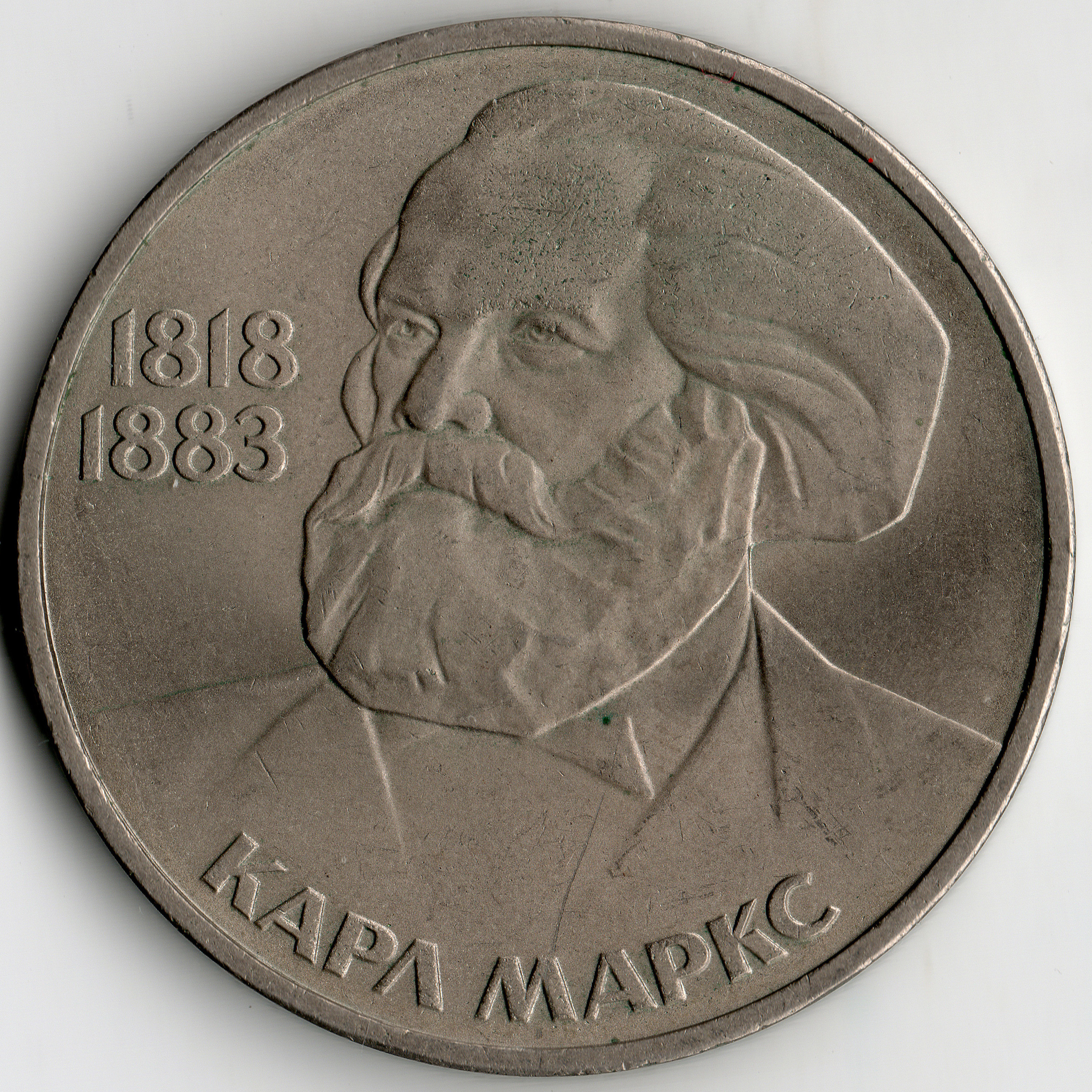
Rublo soviético en conmemoración del 165 aniversario del nacimiento de Karl Marx.

Marx realizó sus contribuciones a la crítica de la economía del capital en textos previos como La miseria de la filosofía (1847), Trabajo asalariado y capital (1849), Grundrisse (1858), Una contribución a la crítica de la economía política (1859) y Salario, precio y ganancia (1865), pero es principalmente desarrollada en su obra El capital, compuesta por tres tomos oficiales (tomo I, 1867; tomo II, 1885; y tomo III, 1894) y un "cuarto tomo" editado de manera póstuma bajo el nombre de Teorías sobre la plusvalía (1905-1910).
Partiendo de una crítica a las teorías de los principales representantes de la economía clásica, Adam Smith y David Ricardo, Marx desarrolla su crítica económica con la finalidad de "descubrir la ley económica que preside el movimiento de la sociedad moderna", es decir, de la sociedad capitalista. Basado en los conceptos «fuerzas productivas» y «relaciones de producción», Marx y Engels sostuvieron que la forma de organización de la actividad económica en una sociedad, o «modo de producción», determinan las relaciones de intercambio (ver Ley del valor). El modo de producción capitalista, frente al esclavista y al feudalista, se caracteriza por la propiedad privada de los medios de producción, la contradicción entre el trabajo asalariado y el capital; la maximización del beneficio y por la producción de mercancía a gran escala para un mercado que determina sus precios.
Frente a la "economía vulgar", Marx se esforzó durante toda su vida por realizar un análisis económico fundamental de la sociedad moderna para captar las condiciones de un movimiento comunista. Esto incluye el análisis de la forma de la mercancía, su valor, el capital y la producción de la riqueza social en la sociedad burguesa capitalista. Lo que define la sociedad capitalista, según Marx, no es el intercambio de mercancías, sino su producción a gran escala. No es el comercio, sino la gran industria el elemento diferencial. Debido a esto, su análisis empieza con la «mercancía» (un bien replicable útil e intercambiable) y su «valor» (sustancia común que permite su intercambio). Siguiendo a Smith y Ricardo, Marx distingue entre «valor de uso» (propiedad material que satisface una necesidad humana) del «valor de cambio» (proporción por la que se cambia una mercancía por otra de distinta utilidad, por ejemplo: 1 chaqueta = 20 varas de lienzo). El valor de uso difiere en cualidad y el valor de cambio en cantidad. Una mercancía debe tener valores de uso para otros (valores de uso sociales) y una propiedad común cuantificable a todas las demás para poder ser intercambiada. Esta es para Marx el trabajo humano.
En su teoría laboral del valor Marx vio a la naturaleza como la fuente de la riqueza y su transformación mediante el trabajo produce valor. Marx también señaló el carácter dual del trabajo cuando crea un valor de uso, «trabajo concreto», de un valor de cambio, «trabajo abstracto». Este último es abstraído de toda utilidad como "gasto productivo" y se materializa directa («trabajo vivo») e indirectamente («trabajo muerto») como valor en cuanto expresión de la misma unidad social en el igual intercambio de mercancías, el cual en el modo de producción capitalista se mide en el «tiempo de trabajo socialmente necesario». Dado al desarrollo de la productividad social del trabajo el valor de las mercancías pasa con el tiempo a estar determinado por el de trabajo empleado en su reproducción, en lugar del de su producción originalmente.

Un valor de uso o un bien, por ende, sólo tiene valor porque en él está objetivado o materializado trabajo abstractamente humano. ¿Cómo medir, entonces, la magnitud de su valor? Por la cantidad de "sustancia generadora de valor" -por la cantidad de trabajo- contenida en ese valor de uso. La cantidad de trabajo misma se mide por su duración, y el tiempo de trabajo, a su vez, reconoce su patrón de medida en determinadas fracciones temporales, tales como hora, día, etcétera. [...] El trabajo sastreril y el textil son elementos constitutivos de los valores de uso chaqueta y lienzo merced precisamente a sus cualidades diferentes; son sustancia del valor chaqueta y del valor lienzo sólo en tanto se hace abstracción de su cualidad específica, en tanto ambos poseen la misma cualidad, la de trabajo humano. [...] El hecho de que una clase de mercancías, como las chaquetas, sirva de equivalente a otra clase de mercancías, por ejemplo el lienzo [...] en modo alguno significa que esté dada la proporción según la cual se pueden intercambiar chaquetas y lienzos. Como está dada la magnitud del valor del lienzo, esa proporción dependerá de la magnitud del valor de la chaqueta. [...] (L)a magnitud del valor de la chaqueta quedará determinada, como siempre, por el tiempo de trabajo necesario para su producción, independientemente, pues, de la forma de valor que revista.
K. Marx El Capital, Libro primero, Volumen I, Sección I, Cap. I, La Mercancía.

El obrero incorpora al objeto de trabajo un nuevo valor mediante la adición de una cantidad determinada de trabajo, sin que interesen aquí el contenido concreto, el objetivo y la naturaleza técnica de su trabajo. Por otra parte, los valores de los medios de producción consumidos los reencontramos como partes constitutivas del valor del producto [...] Dicha transferencia ocurre durante la transformación del medio de producción en producto, al efectuarse el proceso laboral.
K. Marx El Capital, Libro primero, Volumen I, Sección I, Cap. IV, Capital constante y capital variable.

La «forma de valor» en que se representa en las mercancías depende de su contexto histórico. En el capitalismo se produce un valor de uso que no se consume inmediatamente, sino que se produce para otros y tiene un valor de cambio, una magnitud entre mercancías, que se intercambian por «dinero», una mercancía patrón que sirve como medida de valor y se usa como equivalente general. Su valor medio se manifiesta de forma más concreta en el «precio». Marx sostenía que el dinero en efectivo también es una mercancía y supuso por simplicidad que el oro se usó convencionalmente como dinero porque incorpora una gran cantidad de trabajo en una objeto pequeño y duradero (véase Patrón oro). El papel moneda es una representación del oro o la plata, casi sin valor propio pero mantenido en circulación por decreto estatal.

El oro deviene dinero real porque las mercancías, a través de su enajenación generalizada, lo convierten en la figura de uso efectivamente enajenada o transformada de ellas mismas, y por tanto en su figura efectiva de valor.
K. Marx El Capital, Libro primero, Volumen I, Sección I, Cap. III, El dinero, o la circulación de las mercancías.

La alienación reaparece con fuerza en El capital bajo el concepto de «fetichismo de la mercancía», que sería "la visión errónea de que el valor de una mercancía es intrínseco" y una forma de explicar la incapacidad psicológica de percibir las relaciones de producción de una mercancía. Por eso, "el dinero es la mercancía absolutamente alienable, porque son todas las demás mercancías despojadas de su forma, producto de su alienación universal".

El carácter misterioso de la forma mercancía estriba, por tanto, pura y simplemente, en que proyecta ante los hombres el carácter social del trabajo de éstos como si fuese un carácter material de los propios productos de su trabajo, un don natural social de estos objetos y como si, por tanto, la relación social que media entre los productores y el trabajo colectivo de la sociedad fuese una relación social establecida entre los mismos objetos, al margen de sus productores
K. Marx El Capital, Libro primero, Volumen I, Sección I, Cap. I, La Mercancía.

La forma directa de la circulación mercantil es una conversión de mercancía en dinero, vender para comprar {\displaystyle (M-D-M)}. Paralelamente, se encuentra la conversión de dinero en mercancía y reconversión de mercancía en dinero, comprar para vender {\displaystyle (D-M-D)}. En la primera, el dinero se gasta para obtener bienes de uso. En el segundo se invierte con el objetivo de obtener beneficio económico. El dinero en circulación que se ajusta a ese último tipo de circulación se transforma en «capital» (trabajo acumulado en dinero para producir ganancias). Marx diferenció entre el «capital constante» ({\displaystyle c}, gasto de los medios de producción y materias primas) y el «capital variable» ({\displaystyle v}, gasto en salarios). Respecto a "todo tipo de acreencia o título financiero" (bonos, acciones y valores) que "no poseen valor intrínseco" pero "proporcionan rentabilidad a quienes los poseen" Marx lo denominó como «capital ficticio».

La fórmula general del capital es D - M - D' ; es decir, que se vuelca a la circulación una suma de valor para extraer de ella una suma de valor mayor. El proceso que genera esa suma de valor mayor es la producción capitalista; el proceso que la realiza es la circulación del capital. El capitalista produce la mercancía [...] no por su valor de uso ni para su consumo personal. El producto que interesa en realidad al capitalista no es el propio producto palpable, sino el excedente de valor del producto por encima del valor del capital consumido en él. [...] Sólo puede transformar en valor mayor el valor del capital variable que adelanta, si lo intercambia por trabajo vivo, si explota trabajo vivo. Pero sólo puede explotar el trabajo, si adelanta al mismo tiempo las condiciones para la efectivización de ese trabajo [...]
K. Marx El Capital, Libro tercero, Sección I, Cap. II, La tasa de ganancia.

El «capital adelantado» total {\displaystyle (c+v)} determina los precios de costes de producción de una mercancía más un cuyo excedente. Pero la circulación o el intercambio de mercancías no crea ningún valor. Es en la producción donde Marx describe a través de los conceptos de «plustrabajo», «plusproducto» y «plusvalor», {\displaystyle p}, la explotación del proletariado por parte de la burguesía mediante la acumulación de capital y el libre usufructo del excedente que la «fuerza de trabajo» del trabajador asalariado crea durante su jornada laboral por encima del valor de su manutención.
El trabajo que crea plusvalor se denomina «trabajo productivo», frente al «trabajo improductivo», que sólo logra una transferencia de riqueza (ej. el mantenimiento de una mercancía fuera del mercado con fines especulativos). Marx también diferenció entre «plusvalía absoluta» (el aumento de la jornada laboral) y «plusvalía relativa» (la reducción de las horas de trabajo necesarias para cubrir los gastos de producción). El volumen de la plusvalía producida dividido por el capital variable se define como «tasa de plusvalía» {\displaystyle (p/v)}; y la relación del plusvalor obtenido entre el capital adelantado en un ciclo productivo como la «tasa de ganancia» {\displaystyle (p/c+v)}.

Al comprar la fuerza de trabajo del obrero y pagarla por su valor, el capitalista adquiere [...] el derecho a servirse de ella o a hacerla trabajar durante todo el día o toda la semana. [...] Tomemos el ejemplo de nuestro hilador. Veíamos que, para reponer diariamente su fuerza de trabajo, este hilador necesitaba reproducir diariamente un valor de tres chelines, lo que hacia con su trabajo diario de seis horas. [...] Y el capitalista, al pagar el valor diario o semanal de la fuerza de trabajo del hilador, adquiere el derecho a usarla durante todo el día o toda la semana. Le hará trabajar, por tanto, supongamos, doce horas diarias. Es decir, que sobre y por encima de las seis horas necesarias para reponer su salario, o el valor de su fuerza de trabajo, tendrá que trabajar otras seis horas, que llamaré horas de plustrabajo, y este plustrabajo se traducirá en una plusvalía y en un plusproducto.
K. Marx (1865) Salario, precio y ganancia.

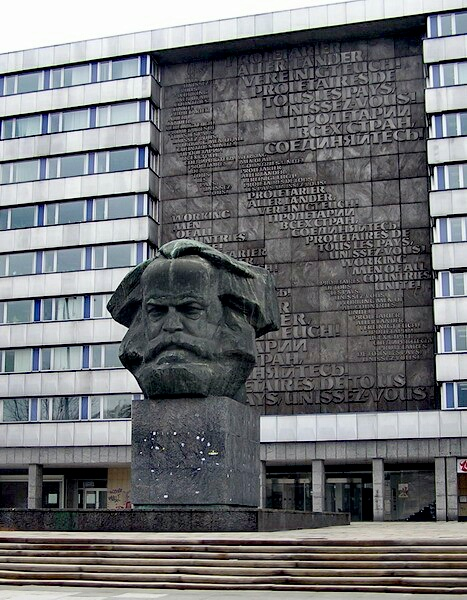
Monumento a Karl Marx en Chemnitz, Alemania.

La propiedad privada capitalista presupone "el aniquilamiento de la propiedad privada que se funda en el trabajo propio, esto es, la expropiación del trabajador". Esta apropiación del plusvalor está legitimada en la venta voluntaria del trabajador "libre" de dicha capacidad como una mercancía a cambio de un salario, el precio para su reproducción (es decir, sus medios de subsistencia habituales) al no tener el derecho de los medios de producción. Este proceso se originó históricamente de la violenta destrucción de las formas tradicionales de propiedad de los campesinos europeos, vinculado a su vez con la colonización de América y las Indias Orientales (Véase: «Acumulación originaria»). "La producción capitalista no puede existir, en modo alguno, sin comercio exterior".

«Tantae molis erat» (costó tantos trabajos) el dar suelta a las «leyes naturales y eternas» del modo de producción capitalista, el consumar el proceso de divorcio entre los obreros y las condiciones de trabajo, el transformar, en uno de los polos, los medios sociales de producción y de vida en capital, y en el polo contrario la masa del pueblo en obreros asalariados, en «pobres trabajadores» libres, este producto artificial de la historia moderna. Si el dinero, según Augier, «nace con manchas naturales de sangre en un carrillo», el capital viene al mundo chorreando sangre y lodo por todos los poros, desde los pies hasta la cabeza.
K. Marx El Capital, Libro primero, Sección VII, Cap. XXIV. La llamada acumulación originaria. 6. Génesis del capitalista industrial

Marx divide la producción en dos sectores: el dedicado a los bienes de producción; y el dedicado a los bienes de consumo y lujo. Cada sector posee una distinta «composición orgánica del capital» ({\displaystyle c/v}, relación del capital constante entre el variable). El consumo de ambos sectores deben de estar en equilibrio económico. Pero este equilibrio es inestable y en consecuencia surge la crisis económica. Debido a la acumulación del capital y la competitividad los mercados tienden a centralizarse a medida que las empresas crecen (véase Centralización del capital). Estas presiones competitivas tienden a aumentar la productividad del trabajo para mantener las ganancias. Además, el avance tecnológico tiende a aumentar la cantidad de gasto en capital constante en oposición al capital variable. Marx llegó incluso a hipotetizar una sociedad tan mecanizada donde el «intelecto general» sería la nueva fuerza productiva. En consecuencia, surge una «tendencia decreciente de la tasa de ganancia» inherente del capitalismo que lleva a crisis cíclicas de sobreacumulación del capital o sobreproducción de mercancías, cuyo subconsumo por parte del proletariado hace al burgués incapaz de mantener ganancias. Varias medidas pueden contrarrestar esta tendencia (ej. reducción salarial o deslocalización de la industria) pero al final se impone.

La ingente fuerza productiva, en proporción a la población, que se desarrolla dentro del modo capitalista de producción, y el crecimiento, aunque no en la misma proporción, de los valores de capital (no sólo de su sustrato material), que crecen con mucha mayor celeridad que la población, contradice a la base que, en relación con el crecimiento de la riqueza, se torna cada vez más estrecha para la cual opera esta inmensa fuerza productiva, y a las relaciones de valorización de este capital en expansión. De ahí las crisis.
K. Marx El Capital, Libro tercero, Sección III, Cap. XV, Desarrollo de las contradicciones internas de la ley.

Basta mencionar las crisis comerciales, cuya periódica reiteración supone un peligro cada vez mayor para la existencia de la sociedad burguesa toda. [...] En esas crisis se desata una epidemia social que a cualquiera de las épocas anteriores hubiera parecido absurda e inconcebible: la epidemia de la superproducción. [...] Porque la sociedad posee demasiada civilización, demasiados recursos, demasiada industria, demasiado comercio. [...] ¿Cómo se sobrepone a las crisis la burguesía? De dos maneras: destruyendo violentamente una gran masa de fuerzas productivas y conquistándose nuevos mercados, a la par que procurando explotar más concienzudamente los mercados antiguos. Es decir, que remedia unas crisis preparando otras más extensas e imponentes y mutilando los medios de que dispone para precaverlas.
K. Marx y F. Engels (1848) Manifiesto comunista, Burgueses y proletarios

Ya en anteriores textos, Marx afirmaba que el valor y el precio no son equivalentes y nunca coinciden, o sólo ocasionalmente como excepción porque el último "está determinado por la relación entre la oferta y la demanda". Cuando "la oferta y la demanda se equilibran (equilibrio económico) y dejan, por tanto, de actuar, el precio de una mercancía en el mercado coincide con su valor real (precio natural)". Marx asumió en el primer volumen de El capital que los precios son iguales al valor o tiempo de trabajo socialmente invertido {\displaystyle (c+v+p)}, pero señala que "veremos en el Volumen III que, incluso en el caso de precios medios, la suposición no puede hacerse de esta manera tan simple". Es en el volumen tercero donde para explicar la formación de una tasa de ganancia media en sectores de distintas composiciones orgánicas como producto de la competencia y la reasignación de capital, Marx trata las mercancías, no por su valor, sino por el «precio de producción» (la suma del «precio de coste» más una «ganancia media», {\displaystyle c+v+g}). Los beneficios superiores a la ganancia media se denominan «plusganancia». Aun así, Marx sostuvo que la ley del valor sigue imperando en la producción, que ya esta determina los precios de producción y la suma total de las mercancías mediada en precios es igual en valores.

#### Historia, lucha de clases y comunismo

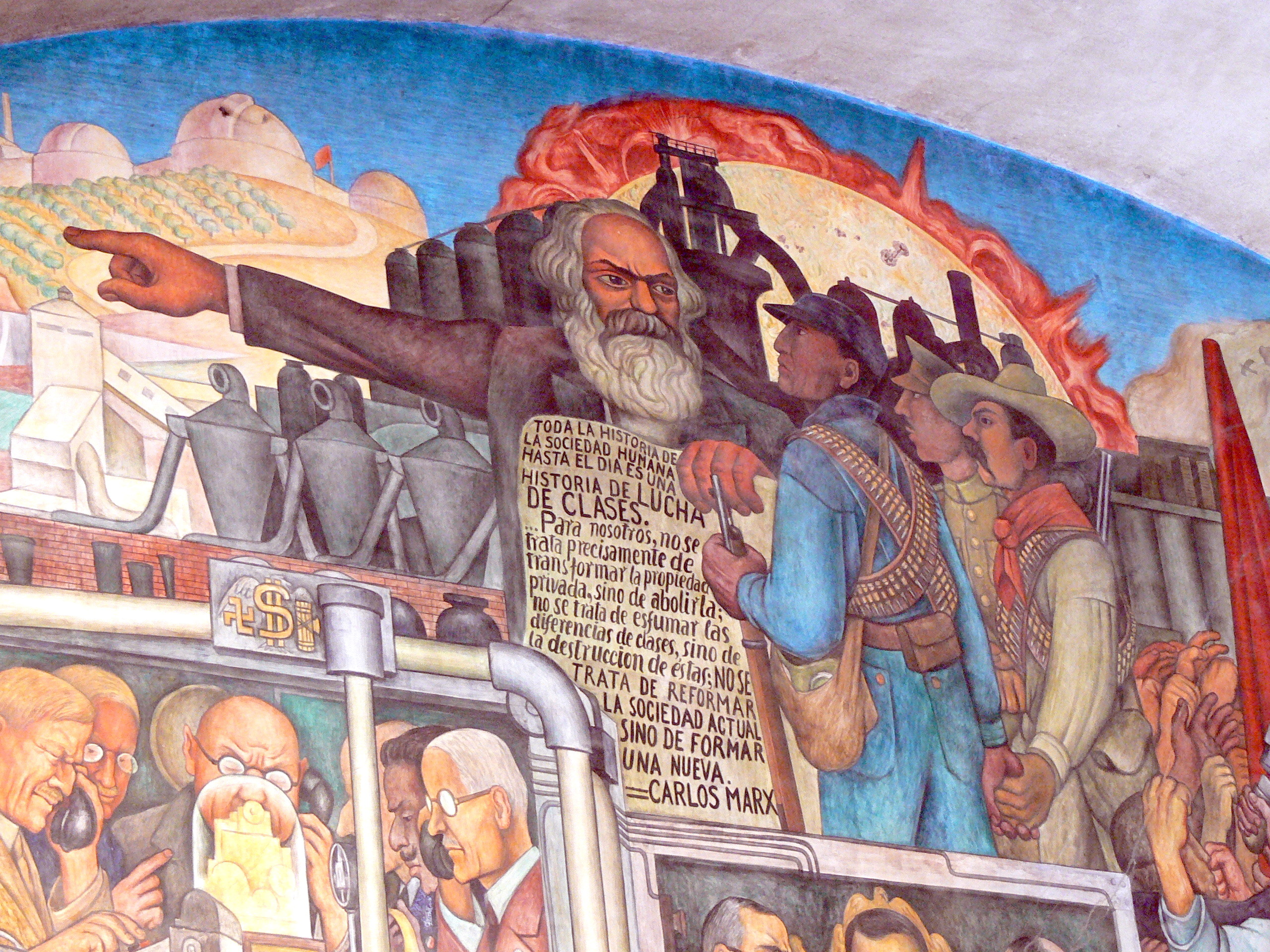
Mural de Diego Rivera que representa a Karl Marx mostrando el Manifiesto comunista a un grupo de obreros en Ciudad de México.

Marx creía que podía estudiar la sociedad científicamente y discernir las tendencias en la historia que resultan en conflictos sociales (determinismo económico). La visión de la historia de Marx, llamada materialismo histórico, está influenciada de la visión dialéctica de la historia de Hegel. Sin embargo, Hegel la había pensado en términos idealistas mientras que Marx buscaba reescribir la dialéctica en términos materialistas, defendiendo la primacía de la materia sobre la idea. Donde Hegel vio el "espíritu absoluto" como motor de la historia, Marx vio esto como una mistificación innecesaria, basándose en su lugar en las relaciones de producción. En El Capital, Marx afirma que “el desarrollo de las contradicciones de una forma histórica de producción, no obstante, es el único camino histórico que lleva a la disolución y transformación de la misma”. Su modelo evolutivo de la historia estuvo también influenciado por la teoría de la evolución de Darwin.

Mi investigación me llevó a la conclusión de que, tanto las relaciones jurídicas como las formas de Estado no pueden comprenderse por sí mismas ni por la llamada evolución general del espíritu humano, sino que, por el contrario, radican en las condiciones materiales de vida.
K. Marx (1859) Prólogo a la contribución a la crítica de la economía política

La fuente de toda riqueza es la naturaleza. Sin embargo, "la naturaleza no produce por un lado, los propietarios de dinero o mercancías, y por el otro, los hombres que poseen nada más que su propia fuerza de trabajo [...] Es claramente el resultado de un desarrollo histórico pasado, el producto de muchas revoluciones económicas". Para Marx y Engels, la historia "no es más que la actividad del hombre que persigue sus objetivos". Es solo "el hombre real y vivo quien hace todo", por sí sola "la historia no hace nada". Con esto, Marx no trata de buscar "una teoría histórico-filosófica general cuya suprema virtud consiste en ser suprahistórica", sino estudiar por separado momentos históricos distintos para compararlos y encontrar fenómenos clave análogos.[cita requerida]

Los hombres hacen su propia historia, pero no la hacen a su libre arbitrio, bajo circunstancias elegidas por ellos mismos, sino bajo aquellas circunstancias con que se encuentran directamente, que existen y les han sido legadas por el pasado.
K. Marx (1852) El 18 de brumario de Luis Bonaparte, I.

En el Manifiesto del Partido Comunista, se expresa que la historia se entiende como un antagonismo de clases sociales, una "explotadora" y la otra "explotada" (véase dialéctica del amo y el esclavo), siendo la primera la clase dominante.

La historia de toda sociedad hasta nuestros días no ha sido sino la historia de las luchas de clase. Hombres libres y esclavos, patricios y plebeyos, nobles y siervos, maestros artesanos y jornaleros, en una palabra, opresores y oprimidos, en lucha constante, mantuvieron una guerra ininterrumpida, ya abierta, ya disimulada; una guerra que terminó siempre, bien por una transformación revolucionaria de la sociedad, bien por la destrucción de las dos clases antagónicas.
K. Marx y F. Engels (1848) Manifiesto comunista, Burgueses y proletarios

A grandes rasgos, desde la prehistoria (comunismo primitivo) el progreso histórico de la sociedad ha sido "el modo de producción asiático, el antiguo, el feudal y el moderno burgués". Marx y Engels hacen un repaso histórico en la transición del feudalismo al capitalismo, en donde los intereses económicos de la aristocracia entraron en conflicto con los de la "clase media industrial", los cuales culminaron en las revoluciones liberales con la abolición de la "propiedad feudal" y la instauración de la "propiedad burguesa" y el "modo de producción capitalista". No obstante, la sociedad burguesa "se caracteriza por haber simplificado estos antagonismos de clase" en dos grandes grupos: la burguesía, que poseen los medios de producción (tierras, fábricas, máquinas, etc.); y el proletariado, que no posee medios de producción propios y se ven obligados vender su fuerza de trabajo a cambio de un salario para satisfacer sus necesidades. Otras dos subclases más son la "pequeña burguesía" (burgueses que dependen también de su fuerza de trabajo, como pequeños comerciantes y artesanos autónomos) y el "lumpemproletariado" (personas que no aportan a la sociedad como vagabundos, delincuentes y prostitutas). Las clases medias son absorbidos por el proletariado porque "sucumben arrollados por la competencia de los capitales más fuertes" o "quedan sepultadas bajo los nuevos progresos de la producción". Con el progreso de la acumulación del capital se incrementa la oferta de trabajo más rápidamente que la demanda de obreros, lo que crea una “sobrepoblación relativa” de desempleados, necesaria para el buen funcionamiento del sistema de producción capitalista que Marx introduce bajo el concepto de «ejército industrial de reserva».

[E]l pequeño industrial no puede hacer frente a esta lucha, una de cuyas primeras condiciones es producir en una escala cada vez mayor, es decir, ser precisamente un gran y no un pequeño industrial. Que el interés del capital disminuye en la misma medida que aumentan la masa y el número de capitales en la que crece el capital, y que, por tanto, el pequeño rentista no puede seguir viviendo de su renta y tiene que lanzarse a la industria, ayudando de este modo a engrosar las filas de los pequeños industriales y con ello las de los candidatos a proletarios, es cosa que tampoco requiere más explicación.
K. Marx (1849) Trabajo asalariado y capital

Marx equipara la burguesía con la clase dominante en el capitalismo, cuyos intereses económicos están fundados en la explotación del trabajo humano a través del plusvalor y legitimado en la propiedad privada de los medios de producción. Es por eso que el Estado burgués no puede ser defensor de los intereses generales, ya que entran en conflicto al oponerse a los de la propiedad privada. Para Marx y Engels, la clase obrera industrial es la única que, por su imposibilidad de una adquisición privada, puede superar la contradicción sin salida mediante abolición de la propiedad privada burguesa, tomando conciencia de clase y organizándose en revolución proletaria, al establecer un nuevo modo de producción post-capitalista llamado "comunismo", una sociedad sin clases sociales y, por lo tanto, sin Estado y propiedad privada. Marx llegó a admitir la posibilidad pacífica de esta transición en algunos países con instituciones democráticas sólidas (como Reino Unido, Estados Unidos y los Países Bajos), pero sugirió que en otros países en los que los trabajadores no podían «alcanzar su objetivo por medios pacíficos» la «palanca de nuestra revolución debe ser la fuerza», y afirmó que el pueblo trabajador tenía derecho a rebelarse si se le negaba la expresión política.
Además, Marx recalcó que la abolición comunista de la propiedad privada «no priva a nadie del poder de apropiarse productos sociales» sino «el poder de usurpar por medio de esta apropiación el trabajo ajeno». También rechazó del pensamiento revolucionario anarquista como el de Mijaíl Bakunin, que "para él, no existen las condiciones económicas [...] La base de su revolución social es la voluntad".
Aunque Marx "simpatizaba profundamente con los sufrimientos de las clases trabajadoras, no fueron consideraciones sentimentales sino el estudio de la historia y la economía política lo que lo llevó a adoptar puntos de vista comunistas".  En su análisis las personas son solo "personificación de categorías económicas, como portadores de determinadas relaciones e intereses de clase”. Marx no discute el capitalismo y el comunismo en términos morales o de justicia. Rechazó el idealismo del socialismo moralista de Wilhelm Weitling y Moses Hess, que "desciende del cielo sobre la tierra" en lugar de la "tierra al cielo". 

Para nosotros, el comunismo no es un estado que debe implantarse, un ideal al que ha de sujetarse la realidad. Nosotros llamamos comunismo al movimiento real que anula y supera al estado de cosas actual.
K. Marx y F. Engels (1845) La ideología alemana, Capítulo 1, Parte II, 5. Desarrollo de las fuerzas productivas como premisa material del comunismo

Aun así varios autores encuentran una discusión implícita de esos conceptos éticos en sus obras. Por ejemplo, Marx expresó en los Manuscritos económicos y filosóficos de 1844 que el comunismo es también un proyecto liberación y superación "positiva" de la humanidad; en El capital lo describe como "una formación social superior cuyo principio fundamental sea el desarrollo pleno y libre de cada individuo"; y en Notas sobre James Mill sostuvo que el trabajo en una sociedad comunista sería una «manifestación libre de la vida» y «un disfrute de la vida».

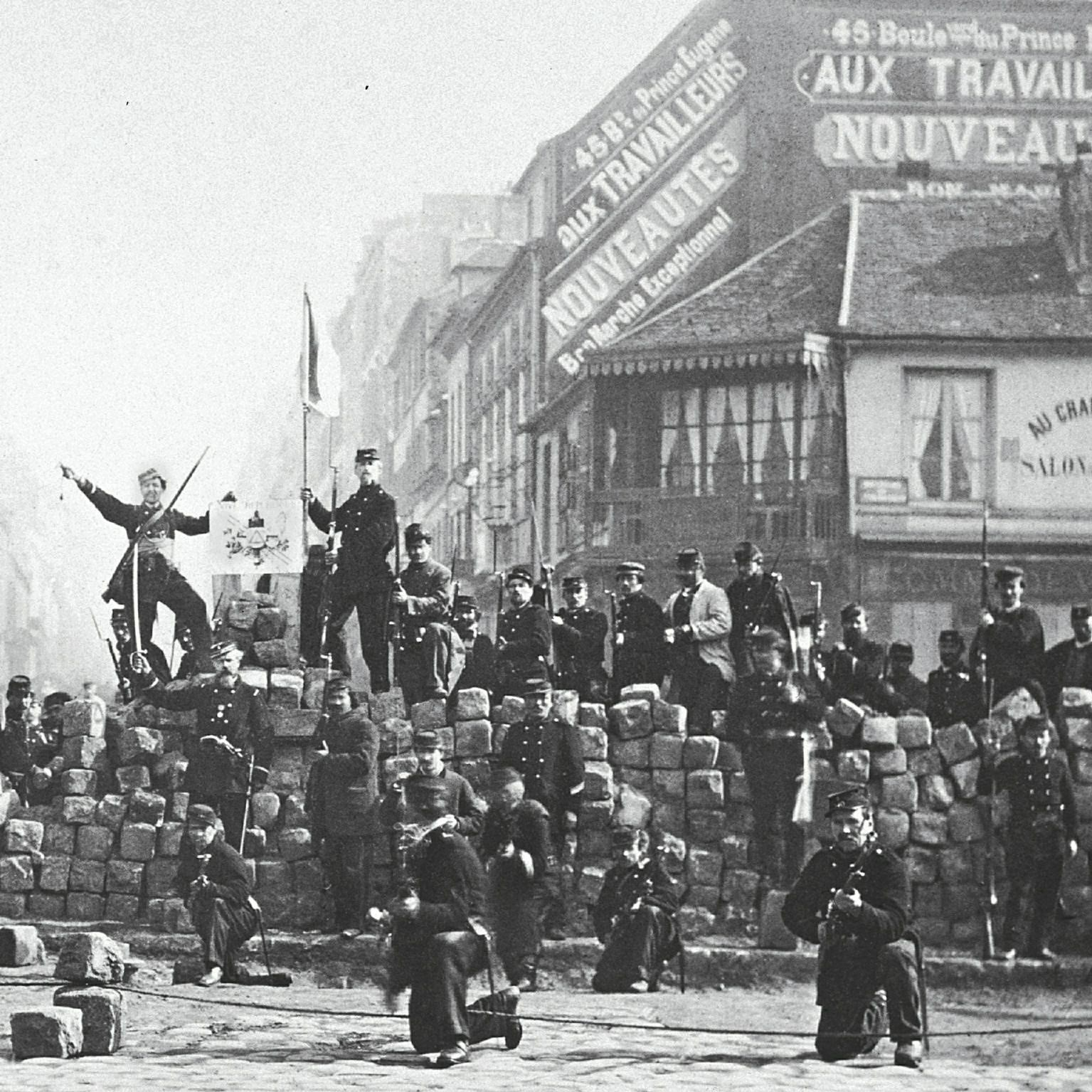
Marx y Engels tomaron a la Comuna de París de ejemplo como de "dictadura del proletariado".

En la Crítica del programa de Gotha, Marx diferencia entre una fase comunista previa de una fase superior. La primera es un período de transición del capitalismo al comunismo en la que los trabajadores establecen la denominada "dictadura del proletariado", donde en una economía planificada el Estado se convierte en el instrumento de la clase trabajadora para establecer un sistema socialista donde el individuo compraría bienes con vales de trabajo según su aporte y los medios de producción pasarían a estar en las manos del proletariado. Marx se inspiró en la Comuna de París como ejemplo. Cuando los hombres estén habituados a respetar las reglas fundamentales de convivencia y cuando su trabajo sea tan productivo, el Estado "se extinguirá", entrando en la etapa superior en la que cada persona contribuirá según sus capacidades y recibirá acorde a sus necesidades.
A lo largo del siglo XIX, los términos "comunismo" y "socialismo" se usaron como sinónimos. Marx y Engels en un principio usaron el término "comunismo" porque representaba más a la clase obrera, pero luego cambiaron a "socialismo". Engels usó el término "socialismo científico" para diferenciar el marxismo de las corrientes socialistas anteriores denominadas como "socialismo utópico". No fue sino hasta la Revolución Bolchevique que el término socialismo llegó a referirse a la etapa previa del comunismo.

Tiemblen, si quieren, las clases gobernantes, ante la perspectiva de una revolución comunista. Los proletarios, con ella, no tienen nada que perder, como no sea sus cadenas. Tienen, en cambio, un mundo entero que ganar. ¡Proletarios del mundo, uníos!
K. Marx y F. Engels (1848) Manifiesto comunista, Actitud de los comunistas ante los otros partidos de la oposición

### Relaciones internacionales

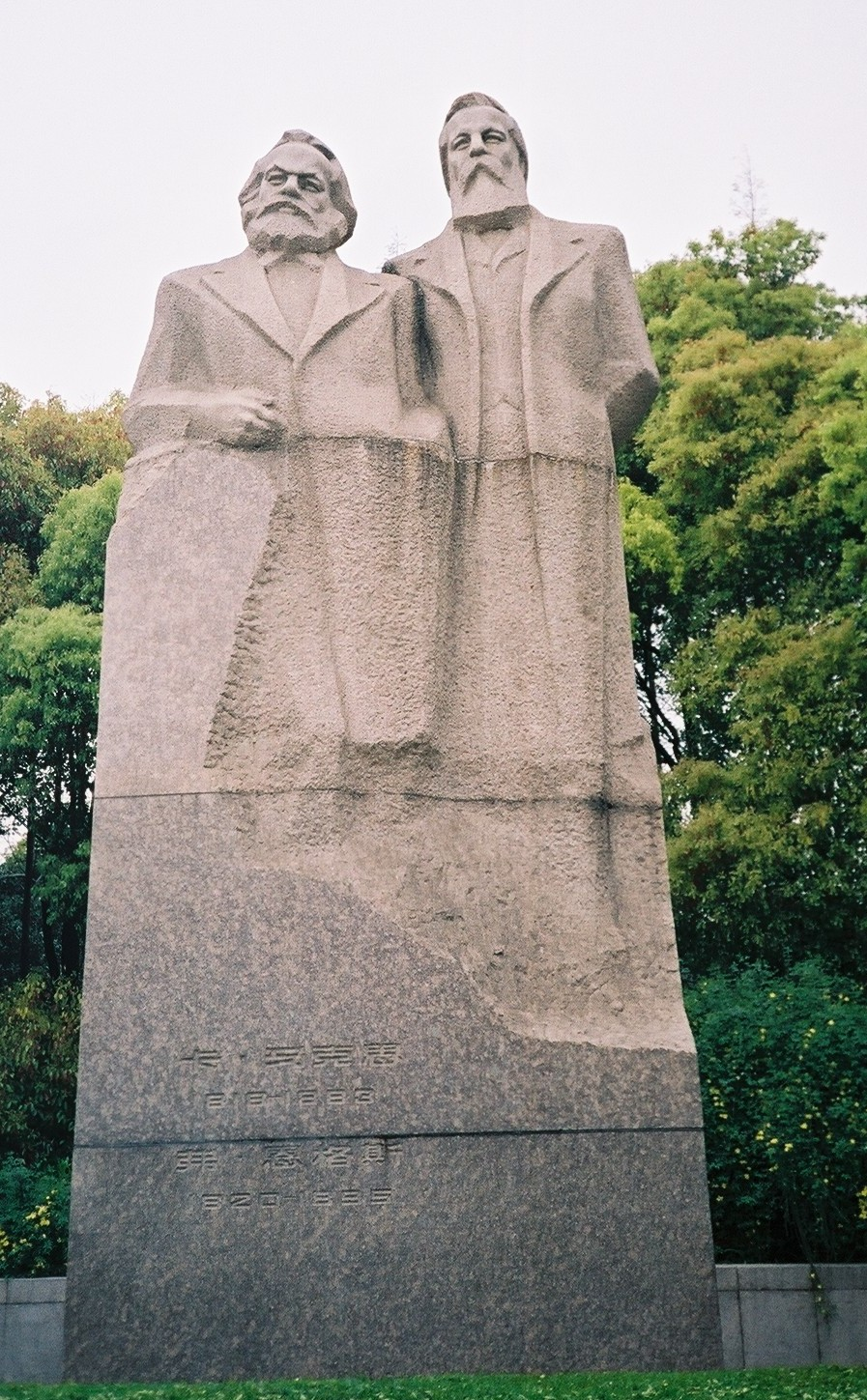
Monumento de Marx y Engels en Shanghái.

Marx veía a Rusia como la principal amenaza contrarrevolucionaria para las revoluciones europeas. Durante la Guerra de Crimea, Marx respaldó al Imperio Otomano y sus aliados Gran Bretaña y Francia contra Rusia. Se oponía absolutamente al paneslavismo, considerándolo un instrumento de la política exterior rusa. Marx había considerado a las naciones eslavas excepto a las polacas como "contrarrevolucionarias". Marx y Engels publicaron en la Nueva Gaceta Renana en febrero de 1849:

A las frases sentimentales sobre la hermandad que se nos ofrecen aquí en nombre de las naciones más contrarrevolucionarias de Europa, respondemos que el odio a los rusos fue y sigue siendo la principal pasión revolucionaria entre los alemanes; que desde la revolución [de 1848] se ha sumado el odio a los checos y croatas, y que sólo con el uso más decidido del terror contra estos pueblos eslavos podremos, junto con los polacos y magiares, salvaguardar la revolución. Sabemos dónde se concentran los enemigos de la revolución, a saber, en Rusia y las regiones eslavas de Austria, y no hay buenas frases, ninguna alusión a un futuro democrático indefinido para estos países puede disuadirnos de tratar a nuestros enemigos como enemigos. Entonces habrá una lucha, una "lucha inexorable a vida o muerte", contra esos eslavos que traicionan la revolución; una lucha aniquiladora y un terror despiadado, ¡no en interés de Alemania, sino en interés de la revolución!

Cuando los revolucionarios rusos asesinaron al zar Alejandro II de Rusia, Marx expresó la esperanza de que el asesinato presagiara "la formación de una comuna rusa". Marx apoyó los levantamientos polacos contra la Rusia zarista. Dijo en un discurso en Londres en 1867:

En primer lugar, la política de Rusia es inmutable... Sus métodos, sus tácticas, sus maniobras pueden cambiar, pero la estrella polar de su política, la dominación mundial, es una estrella fija. En nuestros tiempos, solo un gobierno civilizado que gobierne a las masas bárbaras puede tramar tal plan y ejecutarlo... Sólo hay una alternativa para Europa. O la barbarie asiática, bajo la dirección moscovita, estallará alrededor de su cabeza como una avalancha, o deberá restablecer Polonia, poniendo así veinte millones de héroes entre ella y Asia y ganando un respiro para el logro de su regeneración social.

Por 1871 Marx ya sabía leer ruso y escribió al director de la revista rusa Anales de la Patria respecto a la necesaria industrialización del país:

Llegué a esta conclusión: si Rusia sigue por el camino que ha seguido desde 1861, perderá la mejor oportunidad que le haya ofrecido jamás la historia a una nación, y sufrirá todas las fatales vicisitudes del régimen capitalista. [...] si Rusia tiende a transformarse en una nación capitalista a ejemplo de los países de la Europa Occidental -y por cierto que en los últimos años ha estado muy agitada por seguir esta dirección- no lo logrará sin transformar primero en proletarios a una buena parte de sus campesinos; y en consecuencia, una vez llegada al corazón del régimen capitalista, experimentará sus despiadadas leyes, como las experimentaron otros pueblos profanos.

No obstante, Marx y Engels simpatizaron con los revolucionarios naródnik de las décadas de 1860 y 1870. Él expresó de acuerdo con el sociólogo Vasily Bervi Flerovsky que "las condiciones actuales en Rusia ya no pueden mantenerse, que la emancipación de los siervos sólo, por supuesto, aceleró el proceso de desintegración y que se acerca una temible revolución social". Marx afirma en una carta que data del 8 de marzo de 1881 a la anarquista rusa Vera Zasúlich que "en El capital no da, pues, razones, en pro ni en contra de la vitalidad de la comuna rural" y "que esta comuna es el punto de apoyo de la regeneración social en Rusia". Marx incluso contempló la posibilidad de que Rusia pasara por alto la etapa de desarrollo capitalista y que construyera el comunismo sobre la base de la propiedad común de la tierra, algo característico de la comunidad mir. Si bien admitió que la "comuna es el punto de apoyo de la regeneración social de Rusia", también advirtió que para que el mir operara como un medio para pasar directamente a la etapa socialista sin una fase capitalista precedente, "será preciso eliminar primeramente las influencias deletéreas que la acosan (a la comuna rural) por todas partes". Teniendo en cuenta la eliminación de estas influencias perniciosas, Marx admitió, que podrían existir "las condiciones normales para un desarrollo espontáneo" de la comuna rural. Sin embargo, en la misma carta a Vera Zaulich, Marx señala que "en el fondo del sistema capitalista está... la separación radical entre productor y medios de producción". Engels afirmó en el prólogo del Manifiesto de 1890 que si sugiriera una "revolución rusa" para la formación de una revolución en Occidente y ambas se unen, podría ser el punto de partida para la implantación de una nueva forma comunista territorial.
Además de Rusia, Marx y Engels explican en el prólogo de 1882 del Manifiesto que los Estados Unidos "venían a ser, pues, bajo uno u otro aspecto, pilares del orden social europeo" pero luego se industrializaron de forma rápida en los años siguientes, lo que permitió el surgimiento de un movimiento obrero en esos países. Ambos consideran que Rusia "forma la avanzada del movimiento revolucionario de Europa"; y que Estados Unidos "echará por tierra el monopolio industrial de que hoy disfruta la Europa occidental". Mientras que EE. UU. "es moderno, burgués, desde el comienzo mismo", Rusia tiene "una base de carácter comunista primitivo", una Gentilgesellschalt (Sociedad gentilicia) que sirve de base para la revolución capitalista a través de "una tremenda dislocación de la sociedad". Las ideas de Marx y Engels tuvieron gran impacto en los EE. UU. durante el siglo XIX. En una entrevista del Chicago Tribune en 1879, Marx declaró:

Cuando los movimientos obreros se volvieron desagradables en Inglaterra, hace cincuenta años, se dijo lo mismo; y eso fue mucho antes de que se hablara del socialismo. En Estados Unidos, desde 1857, solo el movimiento obrero se ha vuelto conspicuo. [...] Si considera este progreso cronológico, verá que el socialismo ha surgido en ese país sin la ayuda de extranjeros, y fue causado simplemente por la concentración de capital y el cambio de relaciones entre trabajadores y empleadores.

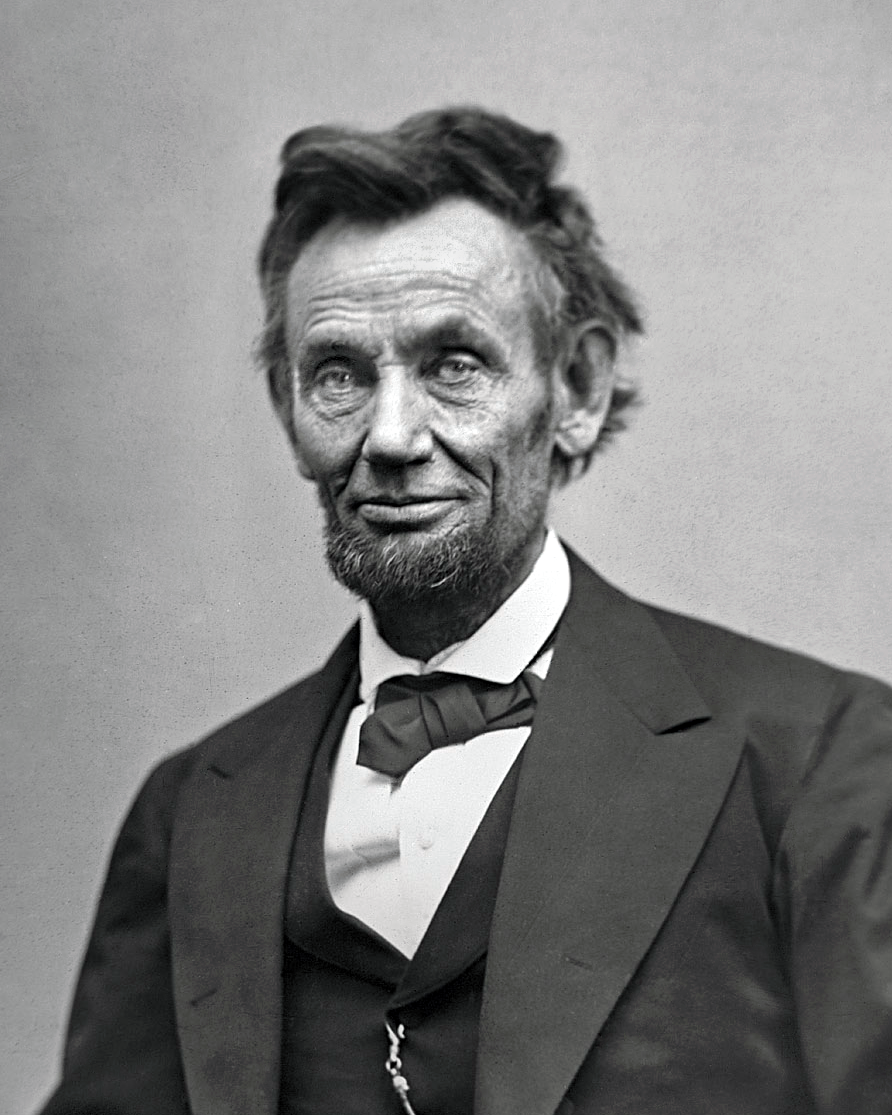
Marx mostró su apoyo al presidente Lincoln durante la guerra de Secesión.

Marx y Engels escribieron La Guerra Civil en los Estados Unidos, una serie de artículos para el New York Daily Tribune. En un principio Marx, desdeñó la guerra de Secesión estadounidense como una revuelta de propietarios de esclavos, pero luego fue un gran partidario del bando de Unión. Marx señaló la hipocresía de los argumentos de los Estados Confederados sobre los "derechos de los Estados" como casus belli:

Los intentos de la Confederación de anexar Missouri y Kentucky, por ejemplo, contra la voluntad de estos estados, prueban la inutilidad del pretexto de que lucha por los derechos de los estados individuales contra las usurpaciones de la Unión. A los Estados individuales que considera (la Confederación) pertenecientes al "Sur" les confiere, sin duda, el derecho a separarse de la Unión, pero de ninguna manera el derecho a permanecer en la Unión.

Marx mantuvo una correspondencia con el mismo presidente Abraham Lincoln, mostrándole todo su apoyo en la redacción de un mensaje en nombre de la Asociación Internacional de Trabajadores, respondida brevemente por el embajador de los Estados Unidos en Londres. Aunque Marx y Lincoln mantuvieron actitudes sociales y políticas opuestas, ambos situaban un concepto de trabajo no recompensado en el centro de su política, y ambos rechazaban la esclavitud en razón de que era intensivamente explotadora.

Si bien la consigna moderada de su primera elección era la resistencia frente al poderío de los esclavistas, el triunfante grito de guerra de su reelección es: ¡muera el esclavismo! [...]

Mientras los trabajadores, la auténtica fuerza política del Norte, permitían a la esclavitud denigrar su propia república, mientras ante el negro, al que compraban y vendían, sin preguntar su asenso, se pavoneaban del alto privilegio que tenía el obrero blanco de poder venderse a sí mismo y de elegirse el amo [...] ese obstáculo en el camino del progreso ha sido barrido por la marea sangrienta de la guerra civil.

Los obreros de Europa tienen la firme convicción de que, del mismo modo que la guerra de la Independencia en América ha dado comienzo a una nueva era de la dominación de la burguesía, la guerra americana contra el esclavismo inaugurará la era de la dominación de la clase obrera. Ellos ven el presagio de esa época venidera en que a Abraham Lincoln, hijo honrado de la clase obrera, le ha tocado la misión de llevar a su país a través de los combates sin precedente por la liberación de una raza esclavizada y la transformación del régimen social.

Según la Enciclopedia de Filosofía de Stanford: "El análisis de Marx del colonialismo como una fuerza progresiva que lleva la modernización a una sociedad feudal atrasada suena como una racionalización transparente de la dominación extranjera. Sin embargo, su descripción de la dominación británica refleja la misma ambivalencia que muestra hacia el capitalismo. En ambos casos, Marx reconoce el inmenso sufrimiento provocado durante la transición de la sociedad feudal a la burguesa al tiempo que insiste en que la transición es necesaria y, en última instancia, progresiva, y sostiene que la penetración del comercio exterior provocará una revolución social en la India". Marx basó sus análisis en las obras de Alfred William Howitt, William H. Prescott y Fowell Buxton. El "marco teórico de Marx" es, según Glen Coulthard, "relevante para una comprensión integral del colonialismo y la resistencia indígena".
Marx discutió el dominio colonial británico en la India en el New York Herald Tribune en junio de 1853:

No puede quedar ninguna duda de que la miseria infligida por los británicos en Hindostan [India] es de un tipo esencialmente diferente e infinitamente más intenso de lo que todo Hindostan tuvo que sufrir antes. Inglaterra ha derrumbado todo el entramado de la sociedad india, sin que aún aparezcan síntomas de reconstitución... [sin embargo], no debemos olvidar que estas idílicas comunidades aldeanas, por inofensivas que parezcan, siempre han sido la base sólida del despotismo oriental, que restringieron la mente humana dentro de la brújula más pequeña posible, convirtiéndola en la herramienta irresistible de la superstición.

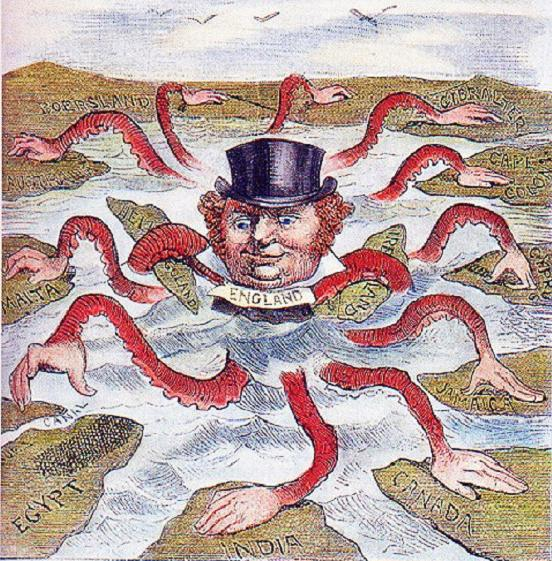
Marx y Engels repudiaron "las atrocidades del colonialismo" a su vez de velar la "justificación teórica del mismo", pues "la libertad comercial aceleraba la revolución social".

Posteriormente Marx apoyó a la Rebelión de la India de 1857. En 1881, escribió a Nikolái Danielson sobre la incapacidad civilizadora de Inglaterra que le asignó en su artículo de 1853. También apoyó la causa de la independencia de Irlanda. En 1867, escribió a Engels: "Solía pensar que la separación de Irlanda de Inglaterra era imposible. Ahora la creo inevitable más evidente bajo el capitalismo. La clase trabajadora inglesa nunca logrará nada hasta que se haya deshecho de Irlanda... La reacción inglesa en Inglaterra había sus raíces... en la subyugación de Irlanda". Marx pasó algún tiempo en la Argelia francesa, que había sido invadida y convertida en colonia francesa en 1830, y tuvo la oportunidad de observar la vida en el norte de África colonial. Escribió sobre el sistema de justicia colonial, en el que "se ha utilizado una forma de tortura (y esto sucede 'regularmente') para extraer confesiones de los árabes; naturalmente, lo hace (como los ingleses en India) la 'policía'; se supone que el juez no sabe nada al respecto". Marx se sorprendió por la arrogancia de muchos colonos europeos en Argel y escribió en una carta: "cuando un colono europeo vive entre las 'razas menores', ya sea como colono o incluso por negocios, generalmente se considera a sí mismo incluso más inviolable que el apuesto Guillermo I [un rey prusiano] cuando se trata de arrogancia y presunción descarada frente a las 'razas inferiores', los británicos y holandeses superan a los franceses". En la Nueva Gaceta Renana. Revista político-económica, Marx señaló que la superpoblación y la industrialización forzada por el colonialismo inglés y estadounidense en China había hecho que las condiciones sociales allí fueran muy opresivas.

Por supuesto, el socialismo chino puede estar relacionado con el socialismo europeo como la filosofía china lo está con la hegeliana. Pero siempre es un hecho divertido que el imperio más antiguo e inquebrantable de la tierra haya sido llevado por los fardos de calicó de la burguesía inglesa en ocho años a la víspera de una convulsión social, que en todo caso debe tener los resultados más significativos para la civilización. Cuando nuestros reaccionarios europeos, en su inminente huida por Asia, lleguen por fin a la Gran Muralla China, a las puertas que conducen al bastión de la reacción primordial y del conservadurismo primordial, quién sabe si no leerán:
République chinoise
Liberté, Egalité, Fraternité

Karl Marx también analizó la situación de España en La España revolucionaria (una serie de artículos periodísticos del New York Daily Tribune entre 1854 y 1857) debido al éxito del pronunciamiento liberal de “la Vicalvarada”, así como los anteriores intentos revolucionarios (como los Comuneros) y las características revolucionarias liberales desde la Guerra de Independencia (1808). A Marx le fascina el hecho de que estas revoluciones no tocan instituciones clave, como la monarquía. Según Alberto Santamaría, esto “hace que la cosa siempre salga mal. De hecho, con ironía, Marx señala que la única alternativa para que en España triunfe una revolución es que los revolucionarios opten a la corona”.

No existe quizá, con excepción de Turquía, ningún país que Europa conozca tan poco y juzgue tan falsamente como España. Los innumerables pronunciamientos locales y rebeliones militares han acostumbrado a Europa a equipararla a la Roma imperial de la era pretoriana. Ése es un error tan superficial como el que cometían en el caso de Turquía quienes daban por extinguida la vida de esta nación porque su historia oficial en el pasado siglo habíase reducido a revoluciones palaciegas y motines de los genízaros. [...] Por lo pronto puedo hacer constar aquí que no habrá que sorprenderse mucho si ahora, arrancando de una simple rebelión militar, estalla en la península un movimiento general, puesto que los últimos decretos financiero del Gobierno han convertido al recaudador de contribuciones en un propagandista revolucionario de la máxima eficacia.

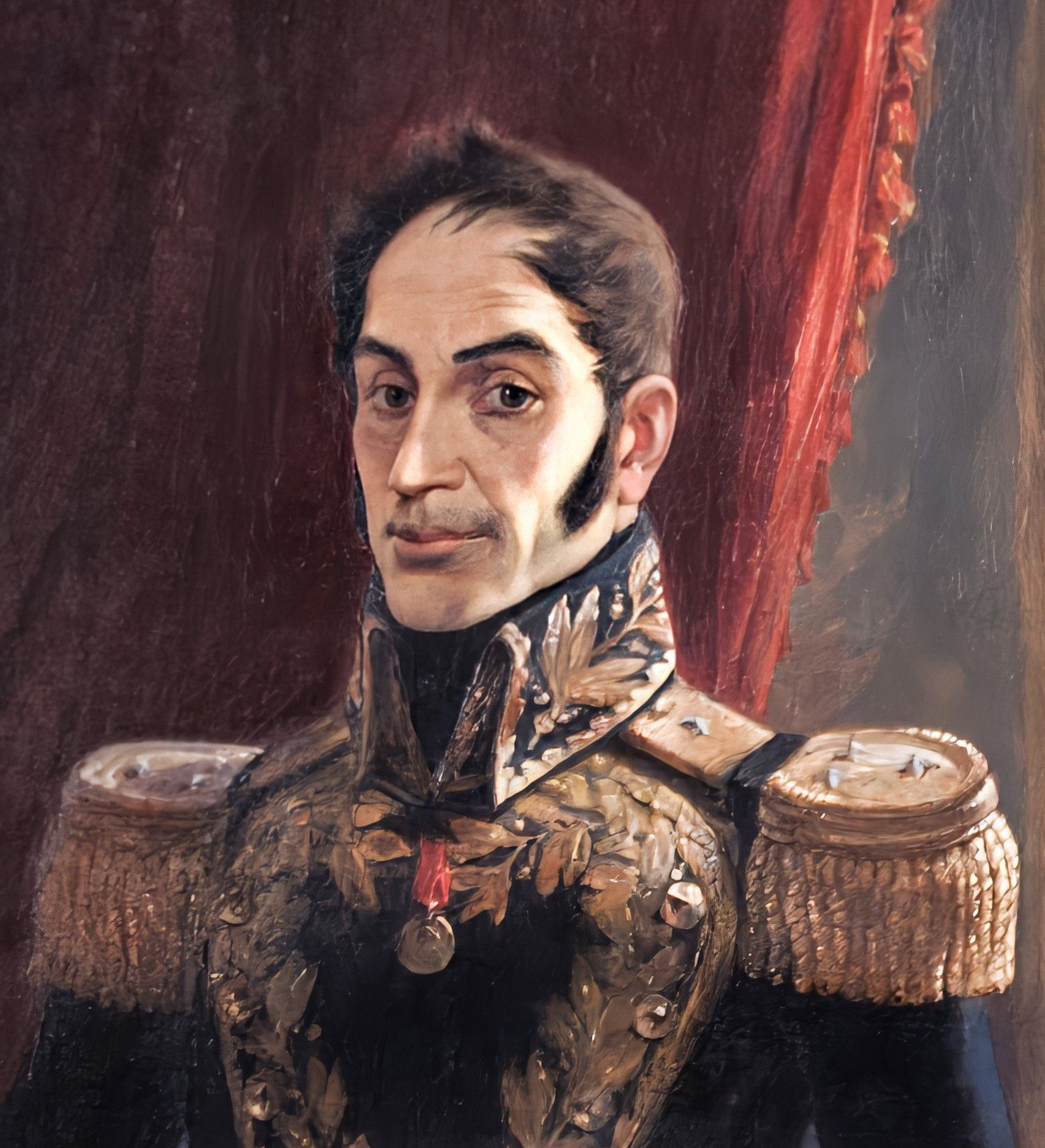
Marx calificó a Simón Bolívar como "un verdadero Soulouque”.

Marx y Engels no mostraron mucho interés por la América Latina, refiriéndose a ella directa o indirectamente en sus textos. Por una parte repudiaron "las atrocidades del colonialismo" a su vez de velar la "justificación teórica del mismo", pues "la libertad comercial aceleraba la revolución social". En 1847, Marx apoyó el "expansionismo estadounidense basado en su destino manifiesto" y expresaba la esperanza de la conquista estadounidenses del territorio mexicano durante la Guerra mexicana estadounidense; pero luego se opuso a la intervención francesa en México en 1861.
Destaca el artículo biográfico titulado Simón Bolívar y Ponte, escrito por Marx para la New American Cyclopedia, que presenta a Simón Bolívar de una manera sumamente crítica. Marx comienza diciendo que Bolívar nació en una familia de «nobleza criolla en Venezuela» y que como era «costumbre de los americanos ricos de la época, a la temprana edad de 14 años, fue enviado a Europa». A lo largo del artículo se comenta cómo Bolívar abandonó a sus tropas en varias oportunidades y se señala que después de llegar a Caracas en 1813, «la dictadura de Bolívar pronto demostró ser una anarquía militar, dejando los asuntos más importantes en manos de los favoritos, quienes despilfarraban las finanzas del país, y luego recurrían a mecanismos infames para poder restaurarlas».

“canalla más cobarde, brutal y miserable. Bolívar es un verdadero Soulouque”... “La fuerza creadora de los mitos, característica de la fantasía popular, en todas las épocas ha probado su eficacia inventando grandes hombres. El ejemplo más notable de este tipo es, sin duda, el de Simón Bolívar”.

## Legado
El legado del pensamiento de Marx se ha disputado entre numerosas tendencias, cada una de las cuales se ve a sí misma como el intérprete más preciso de Marx. Las obras de Marx han inspirado a numerosas organizaciones políticas comprometidas en superar el capitalismo. Estas tendencias incluyen el leninismo, el marxismo-leninismo, el trotskismo, el maoísmo, el luxemburguismo y el marxismo libertario. Varias corrientes también se han desarrollado en el marxismo académico, a menudo bajo la influencia de otros puntos de vista: marxismo estructuralista, marxismo histórico, marxismo fenomenológico, marxismo analítico, marxismo humanista, marxismo occidental marxismo hegeliano y neomarxismo.
Desde una perspectiva académica, el trabajo de Marx contribuyó al nacimiento de la sociología moderna junto con Émile Durkheim y Max Weber. El análisis de Marx se ha convertido en una de las estructuras teóricas de la ciencia social como las de Thomas Malthus, Herbert Spencer o Vilfredo Pareto. Ha sido citado como uno de los tres maestros del siglo XIX de la "escuela de la sospecha" junto a Friedrich Nietzsche y Sigmund Freud. Marx ha influido en académicos como Jean-Paul Sartre, Louis Althusser, Jacques Derrida, Herbert Marcuse, Max Horkheimer, Theodor Adorno, Ernst Bloch, Jürgen Habermas, Michael Heinrich, John Bellamy Foster, Slavoj Žižek, Ernesto Laclau, Angela Davis, Chantal Mouffe y Eric Hobsbawm; y economistas como Isaak Rubin, Piero Sraffa, Luigi Pasinetti, Paul Sweezy, Ernest Mandel, Nobuo Okishio, Michio Morishima, Anwar Shaikh, Andrew Kliman, Rolando Astarita, Jacques Attali, Paul Cockshott y Richard D. Wolff.
Políticamente, el legado de Marx es más complejo. El legado de Marx se convirtió en el núcleo semántico, doctrinal y moral de las ideologías, teorías y programas de casi todos los movimientos sociales del siglo XX (por ejemplo, los Panteras Negras en el movimiento por los derechos civiles en Estados Unidos) y ha sido adaptado nacionalmente, con Antonio Labriola y Gramsci en Italia; Gueorgui Plejánov en Rusia; Karl Kautsky y Rosa Luxemburgo en Alemania; Georg Lukács en Hungría; Li Dazhao en China y José Carlos Mariátegui en Perú, entre otros. A lo largo del siglo XX, las revoluciones en docenas de países se autodenominaron "marxistas", especialmente la revolución rusa, que condujo a la fundación de la Unión Soviética. Principales líderes mundiales, incluidos Vladimir Lenin, Mao Zedong, Fidel Castro, Salvador Allende, Josip Broz Tito, Kwame Nkrumah, Jawaharlal Nehru, Nelson Mandela, Xi Jinping, Jean-Claude Juncker y Thomas Sankara han citado a Marx como una influencia. Más allá de donde tuvieron lugar las revoluciones marxistas, las ideas de Marx han informado a los partidos políticos de todo el mundo.

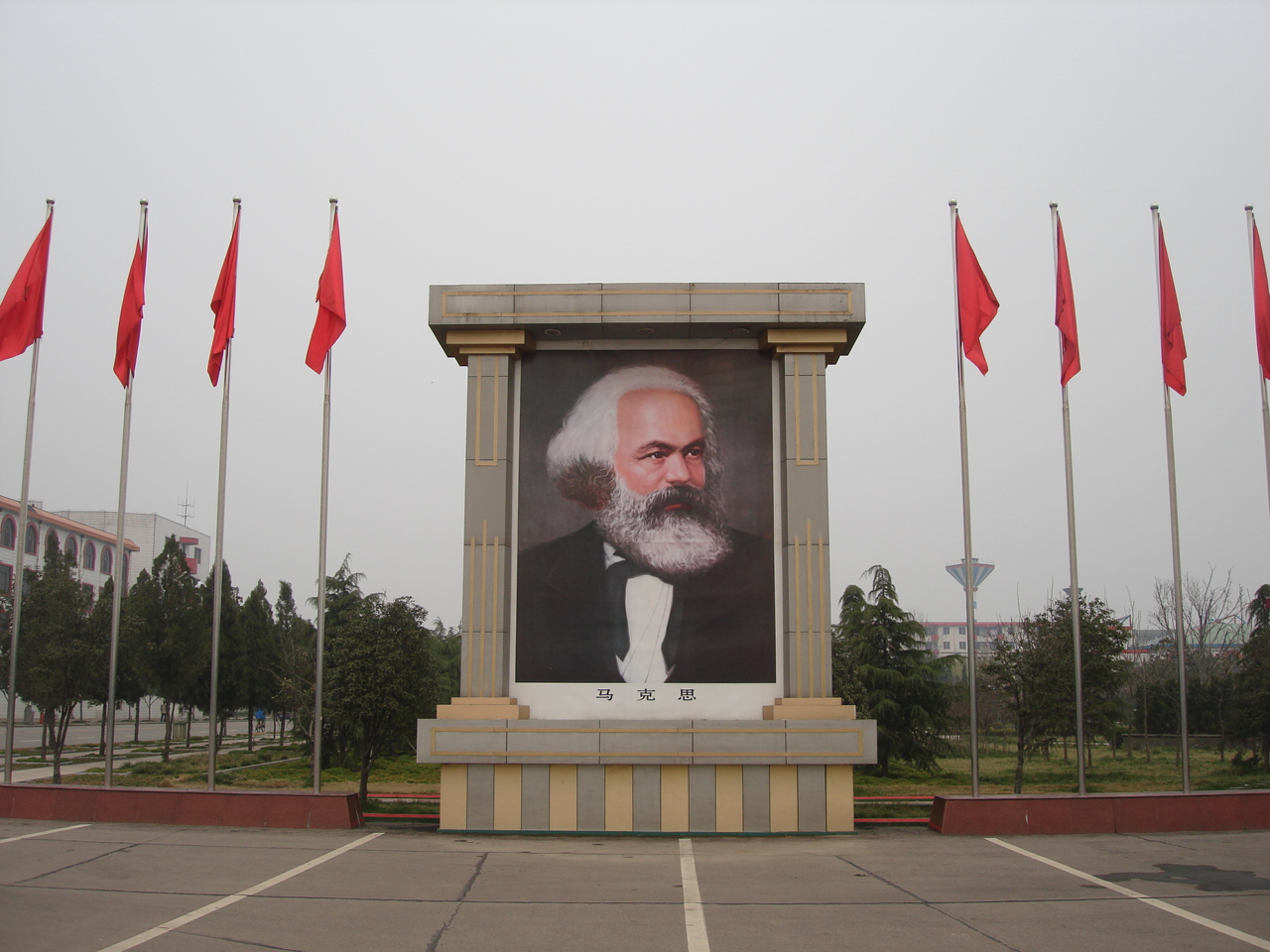
Retrato de Karl Marx en Nanjie, China.

En países asociados con algunas afirmaciones marxistas, algunos eventos han llevado a opositores políticos a culpar a Marx por millones de muertes, pero la fidelidad de estos variados revolucionarios, líderes y partidos al trabajo de Marx es muy controvertida y ha sido rechazada por algunos marxistas. Por una parte, habría que señalar la interpretación que han realizado los leninistas, partidarios de que una vanguardia del proletariado, organizada en un partido revolucionario preparado si es necesario para trabajar en la clandestinidad, empuje a la clase obrera a hacerse con el poder mediante la fuerza insurreccional de las masas, para así derrocar a sus antiguas clases opresoras y dominantes, la burguesía y la aristocracia, expropiándolas de su control sobre el aparato del Estado y los medios de producción, y procediendo a la construcción de un Estado obrero que, además de instituir a aquella como clase dominante, le permita avanzar hacia el socialismo —sociedad altamente igualitaria y solidaria, sobre la base de la democracia obrera y la propiedad social sobre los medios de producción, y un fuerte desarrollo productivo y cultural, con una economía planificada capaz de suplir holgadamente las principales necesidades mayoritarias— y la desaparición de la división de la sociedad en clases, hasta llegar al comunismo —sociedad sin clases sociales y sin Estado, basada en un altísimo nivel de civilización—. Por la otra, la interpretación que realiza la socialdemocracia, contraria a la táctica revolucionaria y partidaria de avanzar hacia el socialismo a través de progresivas reformas parlamentarias (hay que decir que la mayoría de partidos socialdemócratas han ido poco a poco reformando sus planteamientos, hasta aceptar la economía de mercado). Otros teóricos, como los del comunismo consejista son partidarios de la toma del poder por parte de la clase obrera autoorganizada y no por parte de un partido. Ahora es común distinguir entre el legado y la influencia de Marx específicamente del legado y la influencia de aquellos que han moldeado sus ideas con fines políticos. Por ejemplo, Marx ya había dicho en su época, refiriéndose a los «marxistas» franceses, que «Lo único que sé es que no soy marxista».

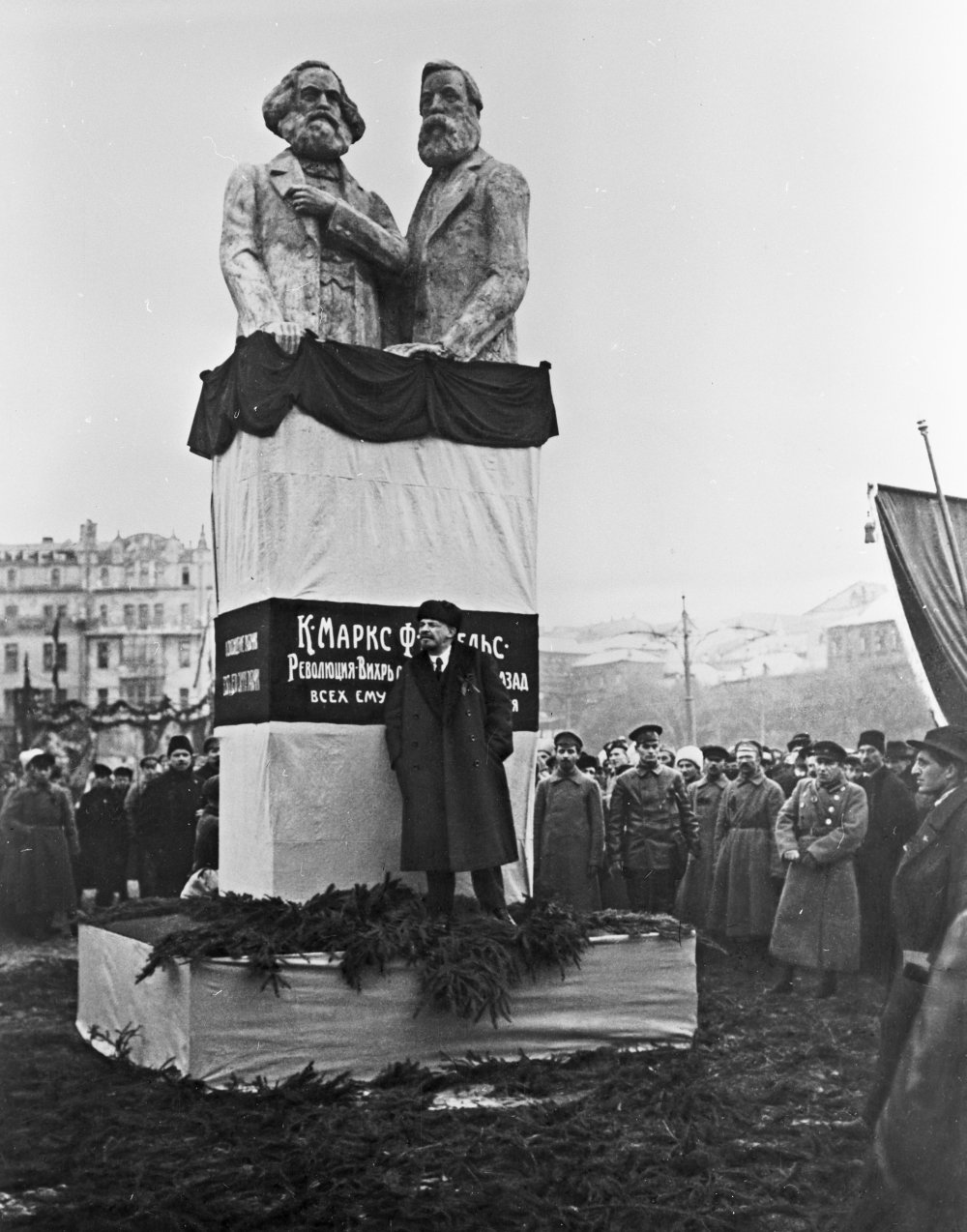
Lenin dando un discurso en la inauguración del monumento a Marx y Engels en Moscú (1918).

Según el historiador económico Albrecht Ritschl de la Escuela de Economía de Londres: "Marx sigue siendo relevante como filósofo político (...) muchos buscan inspiración en él para sus propias luchas". El politólogo e historiador Isaiah Berlin declaró sobre él: "es polémico, provocativo y maravillosamente legible, al mismo tiempo que altamente informativo y siempre racional y claro".
En 2013, el Manifiesto Comunista se registró en el Programa Memoria del Mundo de la Unesco junto con el primer tomo de El capital.

### Conmemoraciones
En mayo de 2018, para conmemorar el bicentenario de su nacimiento, una estatua de 4,5 m de él realizada por el destacado escultor chino Wu Weishan y donada por el gobierno chino fue presentada en su lugar de nacimiento de Tréveris. El presidente de la Comisión Europea, Jean-Claude Juncker, defendió la memoria de Marx, diciendo que hoy Marx "representa cosas de las que no es responsable y que no causó porque muchas de las cosas que escribió fueron redactadas en sentido contrario". En 2008 se hizo Marx Reloaded, un documental que examina de qué modo las ideas de Marx pueden ayudarnos a entender la crisis económica, escrito y dirigido por Jason Barker y protagonizada por Slavoj Zizek, Jacques Rancière, Antonio Negri y Michael Hardt. Marx también fue un personaje interactuable en el videojuego Assassin's Creed: Syndicate.
En 2017, se conmemoró el segundo centenario con la obra teatral Young Marx en el Bridge Theatre de Londres y con la película El joven Karl Marx, donde Marx, su esposa Jenny Marx y su colaborador Friedrich Engels, entre otros revolucionarios e intelectuales anteriores a las revoluciones de 1848 crean un nuevo movimiento político para reformar y unir a los trabajadores empobrecidos, creando la Liga Comunista y publicando El Manifiesto Comunista. Recibió buenas críticas tanto por su precisión histórica como por su brío en el trato con la vida intelectual.

### Críticas

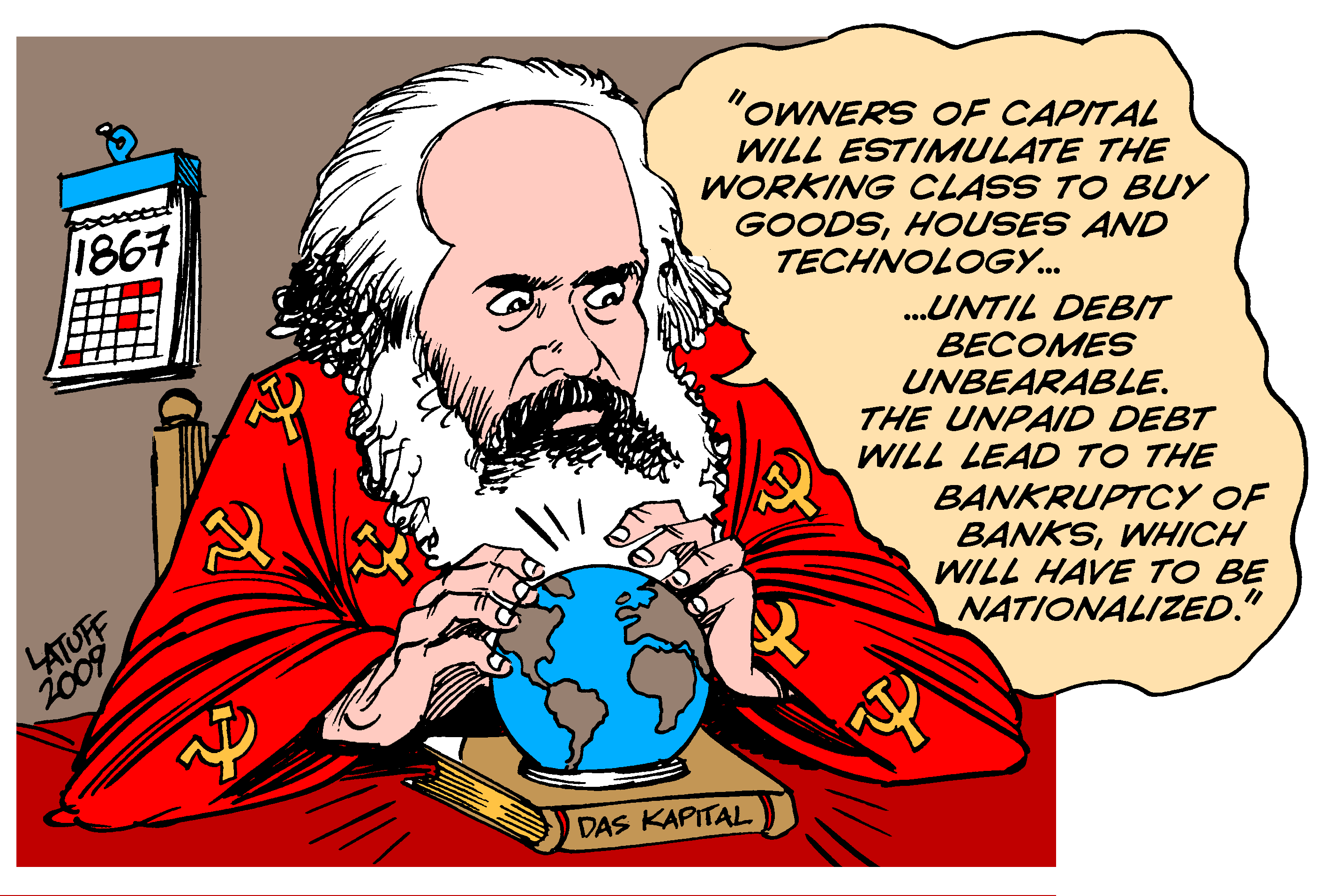
Caricatura de Marx, "El Profeta", por Carlos Latuff.

La importancia de Karl Marx en el panorama intelectual y político del siglo XIX, y de su legado en el siglo XX, han provocado numerosas críticas a su obra y su persona. En el siglo XIX, las principales críticas provenían de intelectuales y organizaciones del movimiento obrero que sostenían posturas políticas distintas a las de Marx. Entre otros, Mijaíl Bakunin, anarquista y rival en la inspiración de la Primera Internacional, le consideraba como «excesivamente ambicioso y vanidoso, pendenciero, intolerante y absoluto como Jehová» y que el objetivo de los marxistas era «un poderoso estado centralizado». Pierre-Joseph Proudhon, teórico anarquista del socialismo libertario mutualista, consideró que el proyecto de la sociedad comunista conduce a una «dictadura por todas partes».
Durante el último tercio del siglo XIX y, sobre todo durante el siglo XX, la fuerza del marxismo en los ambientes intelectuales y organizaciones políticas de todo el mundo hizo que numerosos pensadores conservadores y liberales intentasen refutarlo.
Algunas críticas se centran en elementos concretos de la obra de Marx, mientras otras se oponen a alguna de las versiones del canon marxista (marxismo ortodoxo) elaborado por las organizaciones políticas y los intelectuales socialistas o comunistas (ver: marxismo analítico, marxismo humanista y Nueva lectura de Marx). Finalmente, diversos autores de orientación centrista y socialdemócrata han hecho profundas reflexiones críticas de las bases filosóficas del marxismo, como Eduard Bernstein, Jürgen Habermas, Hannah Arendt, Anthony Giddens.
Las doctrinas económicas también han sido objeto de duras críticas. Poco después de la muerte de Marx, el economista austríaco Eugen von Böhm-Bawerk, que contribuyó de forma destacada al desarrollo de la Escuela Austriaca de Economía, publicó varios ensayos sobre el marginalismo y el subjetivismo del valor, entre ellos La conclusión del sistema marxiano de 1896, donde sostuvo que en El capital la teoría del valor-trabajo marxista se contradice con la teoría de los precios de producción. La ley de la tendencia decreciente de la tasa de ganancia y el procedimiento de conversión de valores a precios de producción, conocido como «problema de la transformación», sigue siendo objeto de debate académico, tanto por economistas marxistas como por sus críticos. Desde la macroeconomía, John Maynard Keynes llegaría a decir que El capital era "un manual obsoleto" al cual no solo encontraba "científicamente equivocado sino además sin interés o aplicación para el mundo moderno". Otra crítica proveniente de Ludwig von Mises, es acerca del denominado cálculo económico en la comunidad socialista de economía planificada.
Es también sabido la valoración negativa y opuesta de instituciones religiosas al ateísmo del comunismo de Marx. La Iglesia católica enmendó desde la encíclica Quod apostolici muneris del papa León XIII (1878) al comunismo; y en la encíclica Divini Redemptoris de Pío XI al marxismo (1937). En este sentido, el carácter mesiánico del marxismo también ha sido criticado como una "caricatura de la religión" o "religión atea", cuyas "doctrinas y promesas se imponen como dogmas". Por otro lado el marxismo ha influido en comunismo cristiano y en la Teología de la liberación.
Ya en el siglo XX, Karl Popper, en La sociedad abierta y sus enemigos considera que el marxismo "carece de estatus científico" pero, a diferencia del psicoanálisis, "había sido inicialmente científico, en el sentido de que era genuinamente predictivo". Sin embargo, según Popper, las "profecías marxistas" fueron desmentidas por la historia. Popper escribió también un ensayo crítico con las "pretensiones" del marxismo como ciencia de la historia, considerando que incurre en lo que llama "historicismo". Popper argumentó que tanto el concepto del método histórico de Marx como su aplicación son imposibles de verificar y, por lo tanto, es una pseudociencia que no puede demostrarse como verdadera o falsa. Bertrand Russell criticó como poco científico la creencia de Marx en el progreso como una "ley universal". Mario Bunge resaltó del marxismo el carácter estrechamente economicista que infravalora el papel de la política y la cultura, el hecho de confundir lógica con ontología y la adopción del utilitarismo como ética. Jean-Paul Sartre concluyó que la "clase" no era una entidad homogénea y que nunca podría montar una revolución, pero aun así continuó defendiendo las doctrinas marxistas. Karl von Scherzer consideró que la idea de fusionar el socialismo y la evolución mediante la selección natural le pareció descabellada.
El ensayo de Marx Sobre la cuestión judía de 1843 se ha interpretado como antisemitismo, en el que a veces se expresaba de una manera negativa clichés sobre los judíos.  

La emancipación social del judío es la emancipación de la sociedad del judaísmo.
Karl Marx (1843) Sobre la cuestión judía

Marx también creía en la frenología y recurrió a términos racistas, antieslavos y antijudíos, por ejemplo en referencia a Ferdinand Lassalle o Paul Lafargue. Por otro lado, Marx fue crítico de la teorías de superioridad racial aria de Joseph Arthur de Gobineau, y defendió la emancipación de los judíos y sus declaraciones en Sobre la cuestión judía son paráfrasis del pensamiento de Bruno Bauer. Como explica el profesor de filosofía de la Universidad de Viena Johannes Maerk:

"Lo cierto es que no tenemos que idealizar a Marx. Debemos tener en cuenta que fue ante todo un hombre del siglo XIX y que también cargaba con todas las convenciones sociales de esa época".

Isaiah Berlin concluye que:

“Sus doctrinas cambiaron la historia, para mejor o peor [...] y sus ideas han entrado en la textura del pensamiento moderno, incluso de aquellos que se oponen profundamente a él.”

## Obras

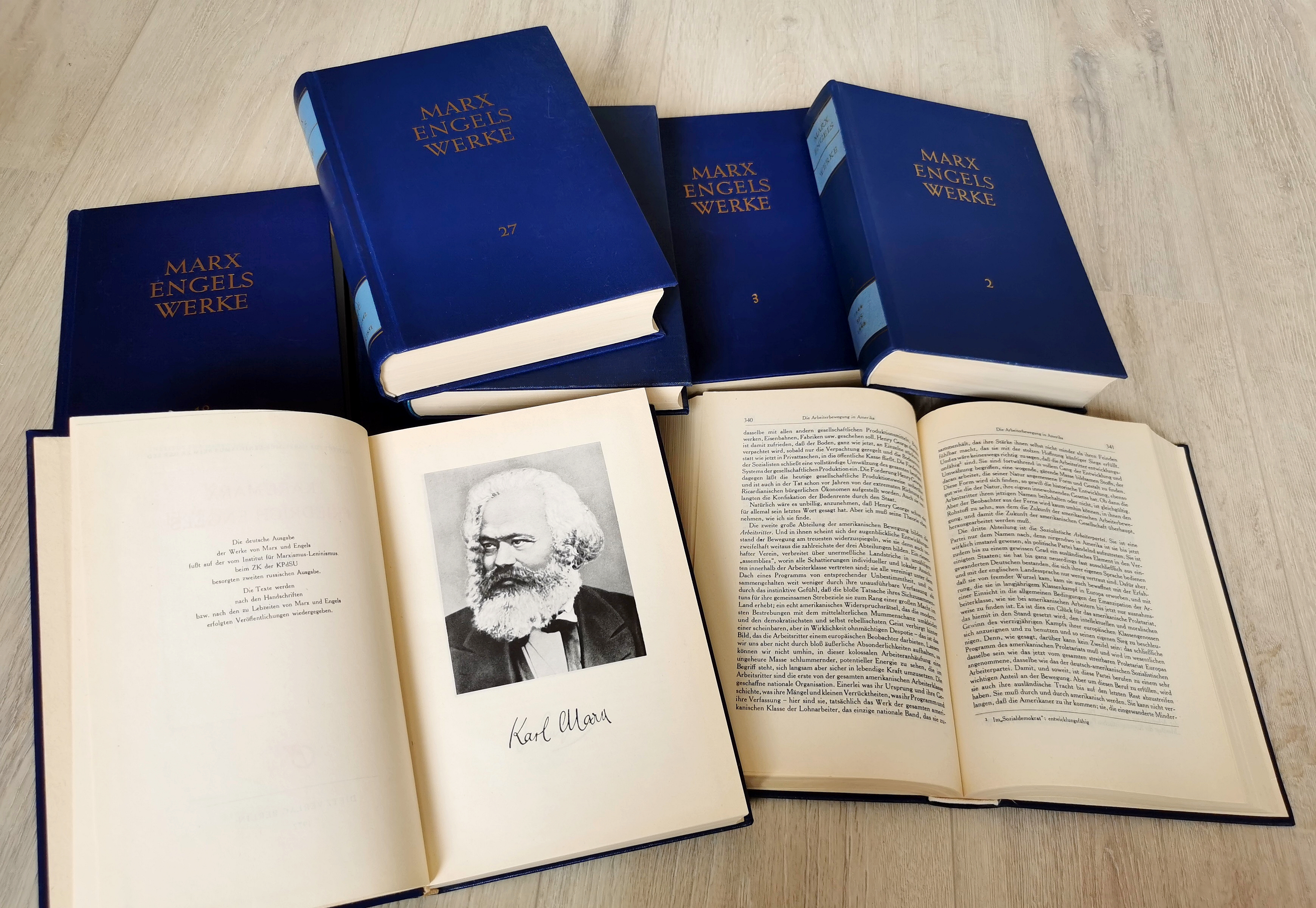
Varios volúmenes de las obras completas de Marx y Engels en lengua alemana (Marx-Engels-Werke).

### Obras escritas por Karl Marx
- ¿Se encuentra merecidamente el principado de Augusto entre las épocas más prósperas de la República romana? (1835), ensayo escrito para optar al título de bachiller.
- Escorpión y Félix (1837), única comedia escrita por Marx.
- Diferencia entre la filosofía de la naturaleza de Demócrito y la de Epicuro (1841), tesis doctoral.
- Contra el expolio de nuestras vidas (1842), artículo de la Gaceta Renana.
- Los debates sobre la Ley acerca del Robo de la leña (1842), conjunto de artículos de la Gaceta Renana.
- Crítica de la filosofía del derecho de Hegel (1843)
- Sobre la cuestión judía (1843), publicados en cuatro entregas en la Gaceta Renana.
- Notas sobre James Mill (1844)
- Manuscritos económicos y filosóficos de 1844 (publicado póstumamente en 1932)
- Tesis sobre Feuerbach (1845, publicado póstumamente en 1888)
- La miseria de la filosofía (1847), siglo XXI editores, México, 2023.
- Trabajo asalariado y capital (1847)
- Las luchas de clases en Francia de 1848 a 1850 (1850)
- El 18 de brumario de Luis Bonaparte (1852)
- La España revolucionaria (1854), artículos del New York Tribune.
- Grundrisse o Elementos fundamentales para la crítica de la economía política (1857, publicado póstumamente entre 1939 y 1941)
- Una contribución a la crítica de la economía política (1859)
- Herr Vogt (1860)
- Teorías sobre la plusvalía (1862, publicado póstumamente por Karl Kautsky en tres volúmenes entre 1905 y 1910)
- Salario, precio y ganancia (1865)
- El capital, tomo I (1867)
- La guerra civil en Francia (1871)
- Crítica del Programa de Gotha (1875, publicada póstumamente en 1891)
- Notas sobre Wagner (1880)
- El capital, tomo II (publicado póstumamente en 1885)
- El capital, tomo III (publicado póstumamente en 1894)

### Obras escritas por Marx y Engels
- La ideología alemana (1845, publicada póstumamente en 1932)
- La sagrada familia (1845)
- Manifiesto Comunista (1848)
- La Guerra Civil en los Estados Unidos (1861)

## Eponimia
- El asteroide (2807) Karl Marx lleva este nombre en su memoria.

### Obras completas
- Marx-Engels-Werke (MEW, en alemán)
- Marx-Engels-Gesamtausgabe (MEGA, en alemán)
- Marx/Engels Collected Works (MECW, en inglés)
- Obras Marx Engels (OME, en español, dirigido por Manuel Sacristán)

### Obras escogidas
- Marx, Karl; Engels, Friedrich (1964). Obras escogidas en dos tomos. Editorial Progreso de Moscú.
- Marx, Karl (1972).  Tierno Galván, Enrique, ed. Antología y biografía de Marx. Madrid: Cuadernos para el Diálogo. Edicusa. Divulgación Universitaria.
- Marx, Karl; Engels, Friedrich (1974). Obras escogidas (3 tomos). Editorial Progreso de Moscú.
- Marx, Karl; Engels, Friedrich (1975). Obras escogidas (14 tomos). Buenos Aires, Argentina: Editorial Ciencias del Hombre. ISBN 978-84-460-4295-2.
- Marx, Karl (2010). El capital crítica de la economía política: antología (Manuel Sacristán, trad.) (1a. edición). Alianza Editorial. ISBN 978-84-206-7426-1. OCLC 733617143.
- Marx, Karl; Engels, Friedrich (2012).  Monereo Pérez, José Luis, ed. Obras escogidas. Biblioteca Comares de ciencia jurídica. ISBN 978-84-9836-919-9.
- Marx, Karl (2012). Obra selecta: Antología de textos de economía y de filosofía; Manuscritos de París; Manifiesto del partido comunista; Crítica del programa de Gotha. Edición Jacobo Muñoz. Cartoné. Biblioteca de Grandes Pensadores. Madrid: Editorial Gredos. ISBN 978-84-249-2230-6.
- Marx, Karl; Engels, Friedrich (2016). Obras escogidas. Vol. 1 y 2. Editorial Akal. ISBN 978-84-460-4295-2.
- Marx, Karl (2017). Llamando a las puertas de la revolución: Antología. Penguin. ISBN 978-84-9105-371-2.
- Marx, Karl (2019).  Tarcus, Horacio, ed. Antología (Pedro Scaron, trad.). Siglo XXI Editores. ISBN 978-987-629-572-7.

### Biografías
- Berlín, Isaiah (2000). Karl Marx: Su vida y su entorno. Madrid: Alianza.
- Blumenberg, Werner (2000). Karl Marx: An Illustrated History (en inglés). Verso.
- Fernández Buey, Francisco (2004). Marx (sin ismos). Barcelona: El Viejo Topo.
- Gemkow, Henrich (1975). Carlos Marx. Buenos Aires: Cartago.
- Wheen, Francis (2000). Karl Marx: A Life (en inglés). Fourth Estate. ISBN 978-1-84115-114-4.

### Obras sobre el pensamiento de Karl Marx
- Althusser, Louis, La revolución teórica de Marx y Para leer el capital, ambos editados por Siglo XXI.
- Aragüés Estragués, Juan Manuel (2015). Marx: la lucha de clases es el motor de la historia. RBA. ISBN 978-84-473-8405-1. OCLC 1120457971.
- Aragüés Estragués, Juan Manuel. (2019). Qué sabes de... Marx. RBA. ISBN 978-84-9187-501-7. OCLC 1164725410.
- Arendt, Hannah, Karl Marx y la tradición del pensamiento político occidental, editado por Editorial Encuentro.
- Camus, Albert, "Le terrorisme d'État et la terreur rationnelle" en "L'homme révolté", París, Gallimard, 1951.
- Harnecker, Marta, Los conceptos elementales del materialismo histórico. Siglo XXI. Libro introductorio a la teoría de Marx.
- Lenin, V. I. (1914). Carlos Marx. Texto breve, de estilo divulgativo.
- Lenin, V. I., El Estado y la revolución. Un trabajo sistemático de lectura en torno a los textos marxistas sobre el Estado, define teóricamente la idea del Estado socialista o dictadura del proletariado como fase transicional hacia la extinción del Estado o sociedad comunista.
- Lenin, V. I., Las tres fuentes y las tres partes integrantes del marxista. Esas fuentes serían el materialismo del siglo XVIII y la filosofía alemana; la economía política clásica británica, y el socialismo utópico francés.
- Lenin, V. I., El imperialismo, etapa superior del capitalismo. En esta obra, Lenin declara: "El imperialismo es el capitalismo en la fase de desarrollo en que ha tomado cuerpo la dominación de los monopolios y del capital financiero, ha adquirido señalada importancia la exportación de capitales, ha empezado el reparto del mundo por los trusts internacionales y ha terminado el reparto de toda la Tierra entre los países capitalistas más importantes.
- Martínez Marzoa, Felipe., La filosofía de El Capital de Marx, Taurus, 1981.
- Negri, Antonio, Marx más allá de Marx. Cuaderno de trabajo sobre los Grundrisse. Madrid: Akal, 2001.
- Reiss, Edward (1997). Una guía para entender a Marx. Madrid: Siglo XXI de España Editores.
- Ricoeur, Paul (1999), Freud: una interpretación de la cultura, México, Siglo XXI. Primera edición de 1970. Formula la célebre comparación entre Marx, Nietzsche y Freud, por ser los tres grandes autores del siglo XIX que superan el racionalismo y a quienes denomina maestros de la sospecha.
- Romani, Matías (2017). Para animarse a leer Karl Marx. EUDEBA. ISBN 978-950-23-2069-4.
- Rubel, M., El Estado visto por Karl Marx
- Rubel, M: Karl Marx. Ensayo de biografía intelectual, Paidós, 1970.
- Shanin, T.: El Marx tardío y la vía rusa: Marx y la periferia del capitalismo, Madrid: Revolución, 1990
- Schmidt, Alfred (2011), El concepto de naturaleza en Marx, Madrid, Siglo XXI de España. Primera edición de 1976.

### Enciclopedias
- Chisholm, Hugh, ed. (1910-1911). «Marx, Heinrich Karl». Encyclopædia Britannica. A Dictionary of Arts, Sciences, Literature, and General information (en inglés) (11.ª edición). Encyclopædia Britannica, Inc.; actualmente en dominio público.